# Israël antique

Chronologie des principales périodes de l'histoire de l'Israël antique.

Vous lisez un « article de qualité » labellisé en 2013.
Sauf précision contraire, les dates de cet article sont sous-entendues « avant l'ère commune », c'est-à-dire « avant Jésus-Christ ».
L'Israël antique désigne des populations qui ont vécu dans les territoires actuels d'Israël et de Palestine dont le récit national est donné par la Bible hébraïque. Celle-ci présente les Israélites comme descendants d'une même famille, divisés en douze tribus indépendantes puis fédérés en un royaume unifié qui se scinde ultérieurement.
L'archéologie tend en revanche à situer leur origine aux derniers siècles du IIe millénaire av. J.-C., après l'effondrement des grands empires égyptien et hittite dominant le Proche-Orient. Des sociétés sédentaires émergent alors dans les hautes terres situées entre la plaine côtière palestinienne et le Jourdain, où se développent par la suite des entités politiques qui deviennent de plus en plus complexes, jusqu'à l'apparition de deux royaumes, Israël au nord et Juda au sud, peut-être issus de la scission d'un royaume unique. Ces deux États connaissent ensuite des fortunes diverses. Prospère, organisé autour de sa capitale Samarie, le premier est finalement vaincu et absorbé par les Assyriens en 722 av. J.-C., qui ne parviennent pas à faire subir le même sort au second. Celui-ci, dont la capitale est Jérusalem, est finalement battu et annexé à son tour par l'Empire babylonien en 587 av. J.-C., et une partie de sa population est déportée en Babylonie d'où elle revient plusieurs décennies plus tard durant la domination des Perses achéménides (à partir de 539 av. J.-C.).
La rédaction et la composition de la Bible hébraïque par l'élite intellectuelle judéenne dotent progressivement les survivants et déportés puis leurs descendants d’une identité résistant à leur soumission et leur exil, centrée sur le culte de leur Dieu national et sur leur grand temple reconstruit, situé à Jérusalem. S'ouvre alors la période du Second Temple (c. 538 av. J.-C.-70 ap. J.-C.), dont les premiers 150 ans peuvent être considérés comme marquant la fin de l'époque de l'Israël antique : les coutumes et croyances développées aboutissent finalement à l'élaboration du judaïsme, et ceux qui les suivent étant désignés sous le nom de Juifs. Les populations vivant dans la région de Samarie, les Samaritains, qui se considèrent comme les descendantes du royaume d'Israël, élaborent de leur côté une tradition religieuse proche de celle du judaïsme.
Bien qu'ayant été des royaumes peu puissants qui n'ont pas pesé dans l'histoire politique du Proche-Orient ancien, Israël et Juda ont connu un destin remarquable en étant les lieux d'émergence d'une religion, le judaïsme, et de son livre sacré, la Bible hébraïque, qui ont profondément marqué les civilisations du Moyen-Orient et du monde occidental. Ils ont eu un impact majeur en étant les lieux d'élaboration du monothéisme, autour de leur divinité nationale commune, Yahweh.
La Bible hébraïque a longtemps été jugée fiable pour reconstituer leur histoire. La critique historique qui s'est affirmée depuis la fin du XIXe siècle, complétée par les nombreuses découvertes archéologiques réalisées depuis la même époque au Moyen-Orient et plus précisément en Israël et en Cisjordanie, ont abouti à la constitution d'études historiennes de l'Israël antique ne prenant pas le texte biblique à la lettre pour les événements historiques, et cherchant à le replacer dans son contexte d'élaboration et à mettre en avant les buts de ses rédacteurs et compilateurs. Plus largement, la découverte de nouveaux textes et de sites archéologiques a permis d'analyser de manière plus approfondie la civilisation de l'Israël antique, en particulier sa religion, mais également son organisation sociale et économique.
L'histoire de l'Israël antique est généralement marquée par des débats importants et insolubles qui font qu'il est impossible d'en présenter une vision unifiée. Ces oppositions reposent essentiellement sur l'approche de la fiabilité historique des textes bibliques, et confrontent schématiquement ceux qui conservent le plus d'éléments de cette documentation et ceux qui les remettent en cause. Si les historiens et archéologues considèrent pour la plupart qu'il leur est impossible d'étudier les textes relatifs aux origines des Israélites (Genèse, Exode) comme reflétant des événements historiques vérifiables, ils débattent surtout de la fiabilité des récits d'événements de la période de la monarchie unifiée de David et Salomon et de celle des royaumes d'Israël et de Juda. La religion de l'Israël antique est un autre objet d'étude majeur, en particulier la problématique de l'émergence du monothéisme.

## Sources
La documentation servant à reconstituer l'histoire et la civilisation de l'Israël antique est dominée par les différents livres de la Bible hébraïque. L'histoire de leur rédaction est très complexe, difficile à identifier et donc très débattue. Le fait que ce texte soit un livre sacré pour plus de deux milliards de personnes de nos jours soumet à des pressions et difficultés son étude, ce qui se retrouve jusque dans le champ de la recherche scientifique. L'apport des sources annexes, issues des découvertes archéologiques, est devenu essentiel pour traiter de l'Israël antique : monuments, objets divers, et en particulier les sources épigraphiques antiques provenant de diverses régions du Proche-Orient ancien et dont l'interprétation connaît des pressions et difficultés similaires.

### Les textes bibliques

#### Composition
La Bible hébraïque (ou Tanakh) est un ensemble composite de textes de natures différentes, compilés entre le VIIIe siècle et le IIe siècle, dont la canonisation se déroule en plusieurs étapes à partir du Ve siècle. Elle se décline en plusieurs éditions, dont une traduction en grec (la Septante) qui ne s'achève pas avant le début de l'ère chrétienne.
La Bible hébraïque est divisée en trois grandes parties, et se présente encore sous cette forme de nos jours :
- la « Loi » (Torah), constituée elle-même de cinq livres, d'où son autre nom Pentateuque (« cinq coffres (à livre) » en grec) :
  - le Livre de la Genèse relate les origines du monde, de l'homme, le début de l'Alliance entre Dieu et le peuple descendant d'Abraham, les Hébreux, jusqu'à son installation en Égypte,
  - le Livre de l'Exode relate l’esclavage des Hébreux en Égypte et leur sortie sous la conduite de Moïse, figure fondatrice du Livre qui reçoit directement ses ordres du Dieu unique ; c’est au cours de la traversée du désert qui suit l’exode qu’Israël reçoit l’essentiel de sa Loi (dont les Dix commandements),
  - le Lévitique est principalement consacré aux lois du culte par les prêtres de Dieu,
  - le Livre des Nombres évoque les dernières années passées par le peuple hébreu dans le désert et leurs préparatifs avant l’arrivée en Terre promise ; il contient lui aussi des prescriptions réglementaires,
  - le Deutéronome (« seconde Loi ») contient les derniers sermons et discours de Moïse, qui récapitule les lois et événements des trois Livres précédents avant sa mort ;
- les « Livres des Prophètes » (Nevi'im) sont traditionnellement divisés en « Premiers prophètes » (qui comprennent les livres de Josué, des Juges, de Samuel et des Rois) et « Seconds prophètes » (qui vont du Livre d’Isaïe au Livre de Malachie). Les Premiers prophètes, qui relatent les faits ayant eu lieu entre l'arrivée en Terre promise et la prise de Jérusalem par Babylone, s'approchent d'une chronique historique ; les seconds sont des recueils de prophéties à proprement parler, contemporains des faits décrits dans les Premiers prophètes et prophétisant la fin de l'exil à Babylone ;
- les « Écrits » (Ketouvim) sont un ensemble composite de textes dits « poétiques » (Livre des Psaumes, Livre des Proverbes, Livre de Job), liturgiques (les « Cinq Rouleaux » : Cantique des Cantiques, Livre de Ruth, Lamentations, Ecclésiaste, Livre d'Esther) et historiques (Livre de Daniel, Livre d'Esdras,  de Néhémie et Livres des Chroniques).

#### Datation
Les dates de rédaction de ces textes ne font pas l'unanimité dans les milieux biblistes. La recherche ne retient plus désormais l'hypothèse documentaire qui proposait quatre sources à la Torah (document jahviste J, document élohiste E, document deutéronomiste D et document sacerdotal P) mais en a conservé les fondements idéologiques (la composition d’une histoire nationale à des fins politiques) et le principe de plusieurs remaniements et plusieurs couches d'écritures par des auteurs ou des écoles différentes, révélant les préoccupations de diverses périodes et tendances (l'approche « historico-critique »),. Dans ces milieux, les discussions portent notamment sur l'« histoire deutéronomiste », à savoir une unicité de rédaction des livres allant du Deutéronome au Second Livre des Rois qui présenteraient une même volonté d'expliquer le déclin et la chute d'Israël comme une sanction divine ; cependant, même parmi ceux qui reprennent cette idée, la date de rédaction voire la possibilité de deux périodes de rédaction font débat. Le courant « sacerdotal », issu du milieu des prêtres du Temple de Jérusalem de l'époque post-exilique, est également vu comme important pour la rédaction de la Torah, en particulier les différentes lois mettant en avant la singularité des Judéens/Juifs. Un problème majeur pour l'étude de ces textes reste aussi le fait que même si on accepte une certaine unicité de rédaction, ils reposent manifestement sur des sources antérieures qui sont inconnues et ne peuvent donc qu'être supposées avec une marge d'incertitude. Ainsi, il est souvent proposé que certaines parties des récits « historiques » des Livres des Rois reposent sur des textes plus anciens (comme des chroniques), peut-être contemporains des faits qu'ils décrivent, qui auraient été repris au moment de rédiger ce texte puis plus ou moins remaniés pour faire passer le message théologique dominant du texte (notamment si on accepte l'idée d'un courant deutéronomiste).
Les biblistes critiques sont d’avis que les plus anciennes rédactions remontent au plus tôt aux VIIIe – VIIe siècle av. J.-C. Elles seraient à localiser à la cour du royaume de Juda, reposant sur des traditions et écrits plus anciens qui auraient été remaniés et compilés, en partie venus de réfugiés de la cour du royaume d'Israël récemment détruit. Ce serait notamment le cas des premières versions des livres de la Torah (en particulier l'Exode et le Deutéronome), datables plus précisément du règne de Josias (640-609). Cette période aurait été marquée par l'affirmation de la prééminence du dieu unique Yahweh, et un discours dirigé contre l'Assyrie, la puissance dominante de l'époque qui a causé la chute du royaume d'Israël. L'époque cruciale pour la composition du texte biblique serait celle qui suit la prise de Jérusalem par Babylone en 587 et qui se solde par la déportation des élites de Juda en Babylonie. La communauté en exil aurait alors repris l'écriture du passé idéalisé du peuple de Juda, insistant sur sa spécificité face aux autres peuples, et commencé à développer la doctrine d’un monothéisme exclusif ; d'autres textes auraient sans doute été rédigés à la même époque par des scribes restés à Juda. La période de la domination perse qui débute en 539 voit le retour à Juda d'une partie de la communauté exilée (période « post-exilique »). Les différentes tendances décelables alors sont celles émanant des fonctionnaires liés à la monarchie (« Deutéronomistes »), des prêtres du Temple de Jérusalem (« Sacerdotaux ») qui tendent à supplanter les premiers, et aussi du milieu prophétique. Tous se rencontrent, se confrontent, pour finalement aboutir à la première constitution de la Torah en cinq livres, qui aurait pour but d'être le ciment du peuple de Juda autour d'une idée religieuse et non plus sur la perspective d'une indépendance politique, la domination des rois perses étant acceptée. Les Prophètes et les Écrits seraient quant à eux canonisés plus tardivement : au plus tôt à partir du IVe siècle pour les premiers, à partir du IIe siècle pour les seconds. Mais ils remonteraient sans doute à une époque antérieure. Les plus anciens Psaumes et Proverbes pourraient ainsi dater de la période monarchique.
En dépit de ces incertitudes et de ces dissensions, l'approche historico-critique de la Bible est essentielle pour l'étude de l'Israël antique en raison de ses apports méthodologiques, d'abord parce qu'elle aborde clairement les textes bibliques comme des productions humaines, déterminées par le contexte de leur élaboration (période, milieu social et intellectuel), ensuite parce qu'elle insiste sur le fait qu'ils résultent d'une réflexion théologique, guidée en particulier par la relation entre Yahweh et son peuple, érigée en principe explicatif des événements relatés. Il s'agit, selon elle, d'une histoire religieuse et non pas d'un projet d'histoire événementielle, et elle ne peut être prise comme telle. Certes il repose souvent sur des faits ayant effectivement eu lieu, mais qui sont plus ou moins réinterprétés au prisme de la réflexion et des projets théologiques (voire politiques) des auteurs bibliques. L'apport d'autres textes antiques et des fouilles archéologiques est dans cette optique essentiel pour éclairer et compléter les textes bibliques dans l'optique de restituer l'histoire, la société et la religion de l'Israël antique. De ce fait, on tend à considérer que plus on s'éloigne de l'époque de rédaction des textes, moins ils sont fiables pour documenter les événements historiques. En pratique, cela revient à ne pas considérer qu'ils puissent servir pour reconstituer l'histoire de la période correspondant à l'âge du Fer I, donc ce qui précède la mise en place de la royauté.
L'approche historico-critique est cependant rejetée par les défenseurs des positions les plus « maximalistes » et « minimalistes ». Les premiers pensent que les textes de la Torah plongent leurs racines dans des textes rédigés à la fin de l'âge du bronze récent (période de l'Exode selon eux) et défendent en général une datation haute des autres parties de la Bible, ce qui fait que ces textes sont jugés comme fiables pour reconstruire l'histoire des anciens Israélites. À l'inverse, les plus sceptiques (l'« École de Copenhague ») proposent une rédaction tardive des premiers textes bibliques, à la période perse ou plutôt hellénistique, donc aux Ve – IIIe siècles av. J.-C., et mettent fortement en doute leur fiabilité pour reconstruire l'histoire de l'Israël pré-exilique.

### Les fouilles archéologiques des sites de l'Israël antique

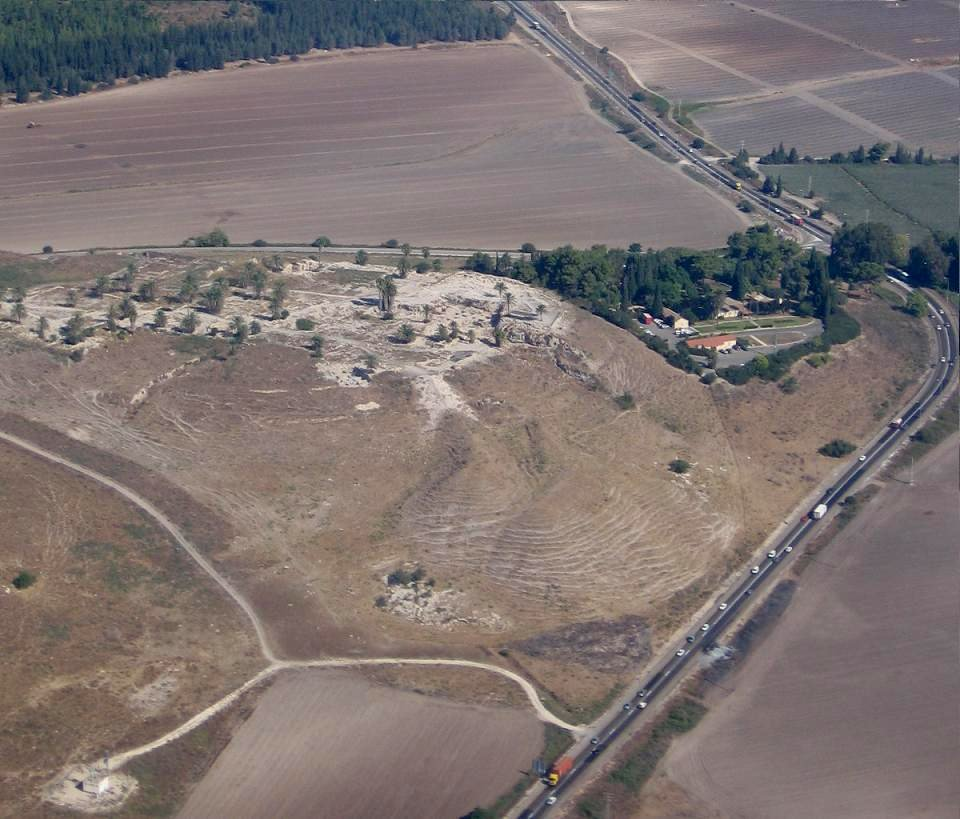
Vue aérienne de la colline (tel) où reposent les ruines de la ville de Megiddo.

Localisation des principaux sites archéologiques de l'Israël antique évoqués dans l'article.

À partir de la fin du XIXe siècle et surtout des premières décennies du XXe siècle (durant le mandat britannique), les fouilles archéologiques se sont développées en Palestine. La fondation de l'État d'Israël en 1948 a donné une nouvelle impulsion à la recherche grâce aux centres de recherche locaux qui ont mené de nombreuses fouilles, aux côtés d'équipes d'autres pays. Les territoires d'Israël sont donc très bien couverts par les explorations archéologiques, aussi bien des fouilles régulières de sites que des prospections au sol permettant d'avoir une bonne connaissance de l'évolution du peuplement du pays durant l'Antiquité. Parmi les sites majeurs qui ont fait l'objet de nombreuses fouilles et sont souvent toujours explorés figurent Megiddo, Hazor, Gezer, Samarie, Tel Arad, Lakish, et évidemment Jérusalem, qui pose des problèmes spécifiques en raison de l'impossibilité de fouiller les zones sacrées qui doivent recouvrir les monuments majeurs de l'époque monarchique (dont le Temple) et d'une chronologie complexe et débattue. Un grand nombre de sites secondaires a été mis au jour.
Du point de vue des méthodes et des problématiques, les premiers temps de l'exploration de ces sites ont été marqués par ce qu'on appelle l'« archéologie biblique », dont la figure fondatrice est l'archéologue britannique W. F. Albright. Souvent soutenue par des cercles bibliques ou des sociétés d'études bibliques, elle est caractérisée par la recherche des sites et des événements bibliques dont la véracité n'était pas contestée : époque des Patriarches, de l'Exode, de la conquête, de la monarchie unie, etc. Cette tendance se poursuit après la fondation de l’État d'Israël sous l'impulsion de chercheurs locaux, en particulier Y. Yadin. Elle est progressivement remise en cause à partir des années 1970 pour s'orienter vers la pratique d'une archéologie qui n'est plus orientée par des questions religieuses, mais vers des problématiques issues plus largement des sciences humaines, portant sur l'analyse des différents aspects de la vie des habitants des sites explorés, avec l'appui de disciplines annexes. Mais le débat sur la fiabilité des textes bibliques en tant que source historique reste prépondérant, même s'il prend désormais plus en compte les apports de la critique historique sur ces textes, alors que les tenants de l'archéologie biblique les ignoraient. L'identification de traces des périodes des Patriarches, de l'Exode et de la conquête sur des sites archéologiques est progressivement abandonnée quand il a été clairement établi par les fouilles archéologiques et l'analyse des textes antiques que les passages bibliques les concernant ne reflétaient en rien les réalités du sud du Levant du IIe millénaire comme on le pensait précédemment, mais celles des périodes de rédaction des textes. À partir du milieu des années 1980, le débat s'est porté sur la période monarchique (donc les premiers siècles du Ier millénaire), en particulier la monarchie unifiée de David et Salomon. Il est notamment marqué par le défi posé aux interprétations traditionnelles de cette époque par plusieurs chercheurs de l'Université de Tel Aviv, dont la figure de proue est Israël Finkelstein : sa « chronologie basse » tend en particulier à attribuer aux Omrides les constructions communément attribuées au règne de Salomon, et donc à dépouiller celui-ci de toute architecture monumentale.
Le débat majeur et insoluble concernant la période monarchique (celle couverte par les Livres de Samuel et les Livres des Rois) est couramment présenté comme l'opposition entre des « maximalistes », qui considèrent le texte biblique comme généralement fiable pour la description des événements historiques de la période tant qu'il n'est pas remis en cause par les découvertes archéologiques et les « minimalistes » qui à l'inverse doutent du texte biblique tant qu'il n'est pas confirmé par des sources annexes. Cette opposition est évidemment très schématique, dans les faits les positions sont souvent plus nuancées même s'il y a des oppositions entre ceux qui sont moins sceptiques (William G. Dever, Amihai Mazar, etc.) et ceux qui le sont plus (Israël Finkelstein, Nadav Na'aman, Mario Liverani, etc.). Les positions les plus extrêmes, prenant tout le contenu de ce texte comme fiable pour une reconstitution historique (Kenneth A. Kitchen, Alan R. Millard), ou à l'inverse celles rejetant une majeure partie de son contenu en le reléguant au statut de fable (Thomas L. Thompson, Niels Peter Lemche), sont défendues par un nombre limité de chercheurs. Ce débat est d'autant plus aigu qu'il a une résonance politique et religieuse forte, en particulier en Israël, État dans lequel les références au passé antique ont souvent été mobilisées dans les discours politiques.

### Les sources épigraphiques

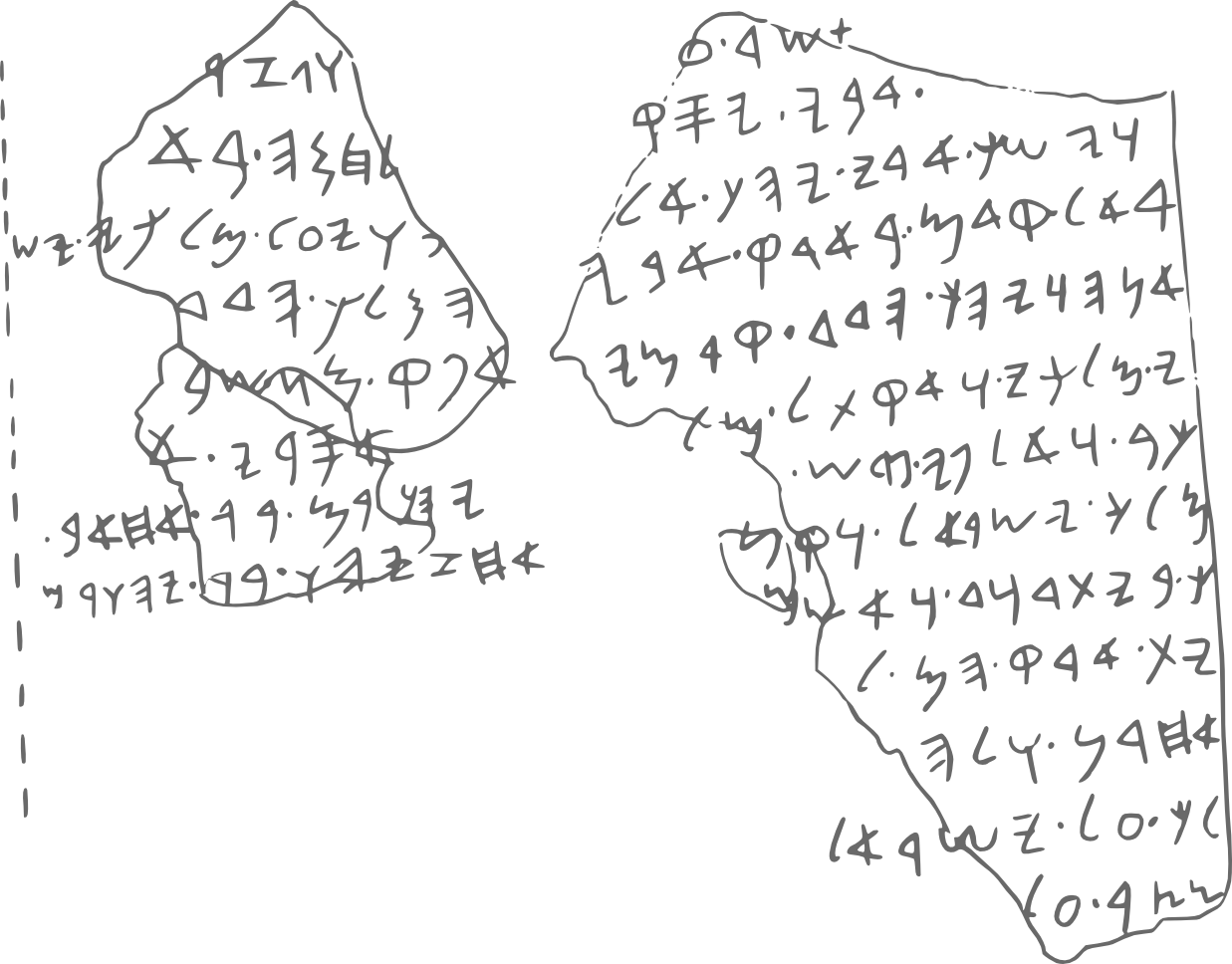
Copie de la stèle de Tel Dan.

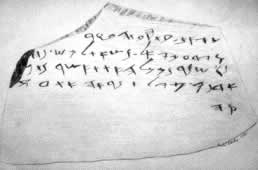
Lettre rédigée sur un ostracon retrouvé à Lakish.

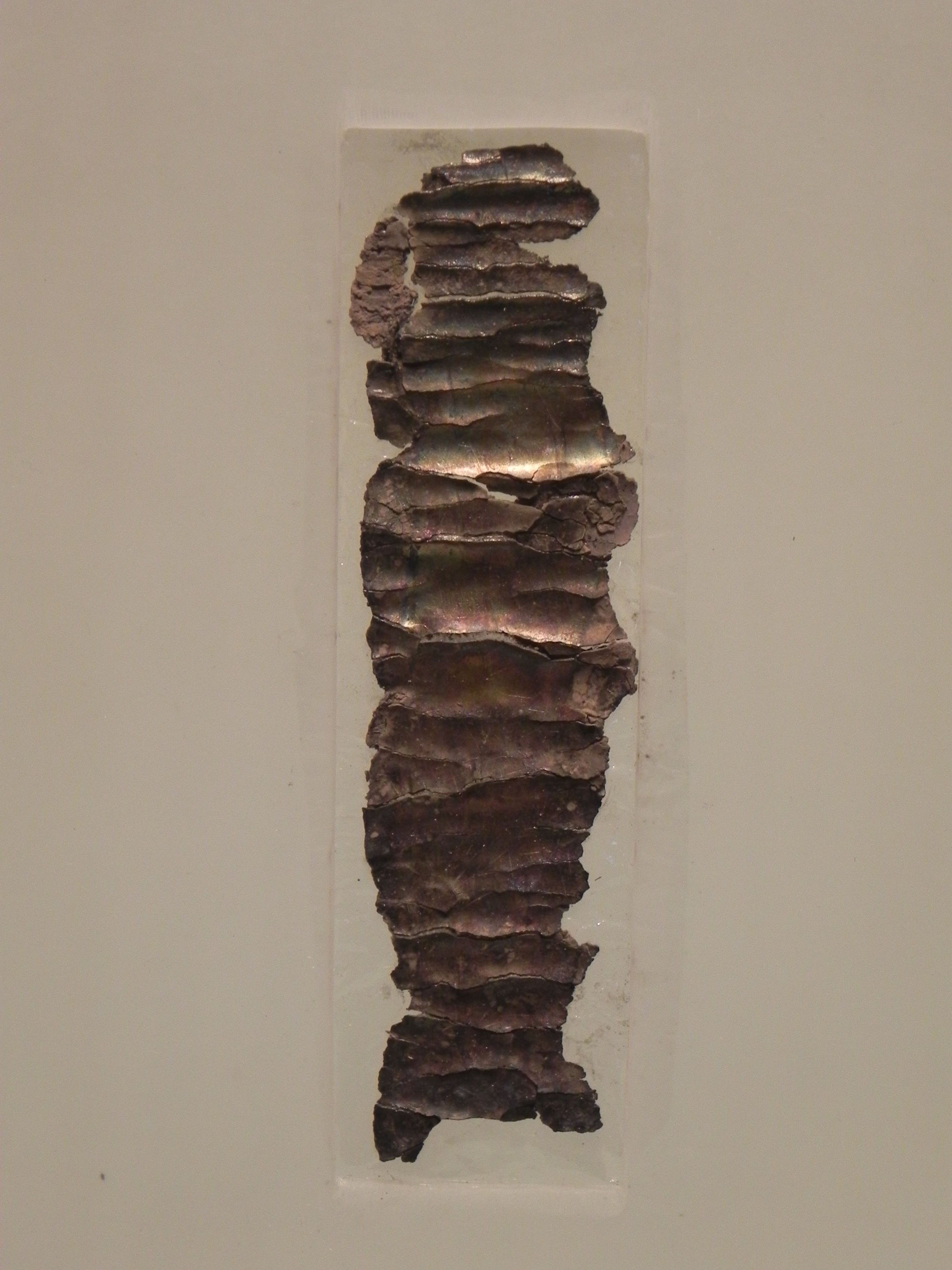
Rouleau en argent de Ketef Hinnom (Musée d'Israël, Jérusalem).

Les fouilles archéologiques sur les sites du Moyen-Orient ont fourni depuis le milieu du XIXe siècle de nombreuses inscriptions sur différents supports permettant d'éclairer les textes bibliques. Ce fut avant tout le cas des documents cunéiformes (tablettes et inscriptions royales) exhumés en Assyrie et en Babylonie, qui ont apporté des informations complémentaires sur l'histoire des conflits entre ces pays et Israël et Juda, sur l'Exil des Judéens à Babylone, mais aussi des parallèles littéraires avec de nombreux passages de la Bible hébraïque (le Déluge, les textes historiographiques, législatifs, les sagesses). Dans une moindre mesure, des textes égyptiens ont fourni de tels parallèles. Les fouilles de sites syriens, plus proches géographiquement et culturellement de l'Israël antique, furent un apport considérable à la compréhension de la culture, et en particulier de la religion des anciens Israélites : en premier lieu les textes cunéiformes d'Ugarit exhumés depuis les années 1930, mais aussi ceux d'Ebla et d'Emar, ou les inscriptions de sites comme Zincirli. Des inscriptions royales provenant de royaumes voisins d'Israël et de Juda ont plus récemment apporté des informations complémentaires, comme la stèle de Tel Dan rédigée par un roi de Damas, et la stèle de Mesha roi de Moab.
L'autre groupe de sources épigraphiques documentant l'Israël antique a été mis au jour en Palestine même. Il s'agit d'une grande variété d'inscriptions : sur roche, pierre, bronze, différents objets en argile, avant tout des tessons de poterie, les ostraca. Les lots d'ostraca les plus importants sont ceux de Samarie et d'Arad datant du VIIIe siècle, et ceux de Lakish et d'Arad datés des environs de 600. Il s'agit de documents comptables et administratifs, mais aussi de lettres. De nombreux sceaux ont également été mis au jour, fournissant une documentation abondante pour des études prosopographiques. L'amulette trouvée à Ketef Hinnom et datant du Premier Temple est généralement considérée comme le plus ancien extrait biblique retrouvé.

## Le cadre: géographie et peuples

### Cadre géographique

Carte topographique avec les principales unités géographiques de l'ancien Israël.

L'Israël antique est localisé dans la région couramment nommée Palestine (au sens géographique du terme) sur un territoire de taille réduite (en gros 20 000 km2, 100 kilomètres sur 300 au maximum). Il s'agit d'une région située au sud du Levant, entre la mer Méditerranée à l'ouest et le Jourdain à l'est, le mont Liban au nord et des déserts au sud et à l'est dont le Neguev. La région où évoluent les Israélites est donc caractérisée par trois éléments : elle est petite, fragmentée et pauvre en ressources naturelles.
Le relief est plutôt montagneux et percé de vallées. C'est avant tout un espace de plateaux, très fragmentés, jouxtés à l'ouest par la large plaine côtière, dont celle de Sharon au nord qui fait partie du pays d'Israël (la côte sud étant un pays philistin), et à l'est par une dépression courte, fortement incisée et située en général bien en dessous du niveau de la mer, dans laquelle coule le cours d'eau majeur de la région, le Jourdain. Celui-ci relie deux étendues d'eau intérieures, le lac de Tibériade et la mer Morte. À l'est de la vallée du Jourdain s'étendent les plateaux de Transjordanie, dont une partie située au nord, le pays de Galaad et le Golan, était souvent intégrée à Israël. Les plateaux palestiniens consistent au nord en la région de Galilée, dont la partie la plus élevée, la Haute Galilée, culmine à plus de 1 200 mètres au mont Méron. Plus au sud, les plateaux des pays de Samarie et de Juda, les « hautes terres », sont moins élevés. Ils sont coupés par plusieurs failles (d'orientation généralement NNO-SSE), dont les plus importantes sont la vallée de Jezreel et celle de Beer-Sheva. Une autre sous-région peu élevée est la Shéphélah au sud-ouest de Juda, constituée de collines tendres ne dépassant pas les 450 mètres d'altitude. Les cours d'eau qui y coulent ne sont en général pas pérennes (les ouadis), mais de nombreuses sources et résurgences sont disséminées dans cet espace.
Ces contrastes topographiques conduisent à des zones climatiques assez différentes malgré leur proximité géographique. L'Israël antique est situé sur une zone de transition entre le domaine méditerranéen qui couvre sa partie nord et ouest, et le domaine semi-aride qui s'affirme quand on se dirige vers le sud et l'est, voyant un allongement de la saison sèche et une élévation des températures, jusqu'à devenir un espace steppique et désertique (désert syro-arabe, Néguev). La végétation est donc souvent de type méditerranéen, avec notamment l'olivier, mais la culture du palmier-dattier caractéristique des pays arides et désertiques est possible au sud. Les précipitations, sans être élevées, sont appréciables pour un pays du Moyen-Orient, souvent situées au-dessus de 600 mm par an dans la partie nord, et plus dans les régions montagneuses (mais sous forme de neige). Dans la zone semi-aride elles sont plus faibles, entre 400 et 600 mm voire moins. Mais elles sont concentrées sur la période hivernale, et très variables d'une année sur l'autre : des variations de précipitations de 1 à 4 peuvent être enregistrées d'une année sur l'autre à Jérusalem (autour d'une moyenne annuelle d'environ 550 mm et 62 jours de précipitations). Les conditions topographiques et climatiques sont donc plus favorables au nord, tandis qu'au sud beaucoup de régions connaissent un climat semi-aride et sont isolées par le relief, ce qui entraîne des potentialités agricoles différentes expliquant le différentiel de développement entre les deux ensembles durant une majeure partie de l'Antiquité.
Les ressources naturelles sont faibles : la Transjordanie dispose de quelques mines de fer et des mines de cuivre sont exploitées dans la Arabah, notamment dans la vallée de Timna (les mines dites de Salomon).
Malgré la faiblesse de ses ressources, la région a une certaine importance géopolitique en raison de sa situation au sein du réseau de communication du Proche-Orient ancien : elle est localisée entre Afrique et Asie, entre l'Égypte et la Syrie et la Mésopotamie, les principaux foyers de peuplement et lieux d'origine de royaumes majeurs. Le Levant sud était traversé par deux voies de communication majeures du nord au sud : la route de la Mer (Via Maris), qui longe la côte à l'ouest, desservant notamment les ports phéniciens et la route du Roi, qui traverse les plateaux de Transjordanie. Les royaumes d'Israël et de Juda étaient situés aux marges de ces deux axes mais le premier était traversé par des routes les reliant dont le contrôle a pu être profitable. Moins bien situé au début de son développement, Juda tira peu à peu profit du développement du commerce caravanier vers l'Arabie du Sud.

### Israël et Juda
Le terme « Israël » a une étymologie incertaine. Selon la Genèse, ce nom est donné au patriarche Jacob après son combat d'une nuit contre un inconnu. Au matin, cet inconnu change le nom de Jacob en Israël, c’est-à-dire « celui qui a lutté avec Dieu » (Gn 32. 28). Certains biblistes le font dériver d'un nom de personne, yiśrāʾēl, qui signifierait « El s'est montré fort ». Dans le texte biblique, il désigne non seulement le patriarche mais aussi la collectivité qui s’en revendique, couramment nommée « Israélites ». Comme ces Israélites rendent culte au Dieu d’Israël, Israël possède à la fois un caractère ethnique et religieux. C'est aussi un royaume qui s'est développé dans la moitié nord de la Palestine entre le Xe et le VIIIe siècle av. J.-C., autour de sa capitale Samarie, avant d'être vaincu et conquis par l'Assyrie.
Juda (yĕhûdāh) désigne également le nom d’un royaume occupant les hautes terres méridionales autour de Jérusalem. Selon la Bible, la région tire son nom de celui du quatrième fils de Jacob, qui donne ensuite son nom à la tribu de Juda ; selon une exégèse bibliste non-traditionnelle, ce mot proviendrait d'un terme signifiant « (terre) ravinée ». Après sa conquête par Babylone et son incorporation dans l'Empire perse, cette région devient une province, la Judée. C'est à partir de ce terme que l'on a qualifié les habitants qui en étaient originaires de « Judéens », puis de « Juifs » (yĕhûdîm), ce dernier mot recoupant le terme « Israélites » au sens de communauté religieuse.
Il a été proposé qu’après la chute du royaume d'Israël, les Judéens qui ont développé la religion monothéiste juive auraient repris le terme d'Israël, réservé auparavant à la région septentrionale, pour lui donner un sens religieux qu'il n'avait pas à l'origine. Après la constitution de la religion juive, les habitants de la région correspondant au centre de l'ancien royaume d'Israël, qui n'ont pas adopté la religion juive, ont été désignés comme « Samaritains », aussi bien au sens ethnique que religieux, parce qu'ils vivent dans la région de Samarie. La Bible fait également usage du terme « Hébreux » (ʿibrîm) pour désigner dans les livres de la Torah les anciens Israélites, en particulier à l'époque où ils étaient dominés par l’Égypte. Ce mot dérive de la racine signifiant « passer », et semble lié à une situation sociale faible et instable. Ce terme est parfois utilisé pour désigner les Israélites postérieurs, et sert de nos jours à désigner leur langue, l'hébreu.

### La question de l'ethnicité
La terminologie biblique en matière de peuples reflète plus un idéal qu'une réalité, et en particulier un projet de différenciation élaboré durant la période post-exilique. Elle est donc problématique pour parler d'ethnicité dans le cadre de l'Israël antique. Elle nous dit ce que pensaient les rédacteurs du texte, pas forcément l'avis de la majorité des populations des territoires d'Israël, Juda ou Samarie. Les apports de l'archéologie et de l'anthropologie n'ont guère clarifié la situation. En fait même en dehors de l'Israël antique il n'est pas aisé de définir un groupe ethnique pour une période antique, en général l'élément linguistique étant le plus pris en compte. L'identité d'un peuple reste très problématique à déceler pour ces périodes, les textes anciens qualifiant plutôt les habitants en fonction de leur région ou entité politique d'origine qu'en prenant en compte des éléments culturels. La définition d'une culture matérielle caractéristique d'un groupe ethnique est également très débattue : il semble bien qu'il y ait des traits caractéristiques de la culture matérielle des anciens Israélites comme la maison à quatre pièces, certains types de céramiques et l'absence d'ossements de porcins en raison de leur interdit alimentaire. Il ne faut sans doute pas rejeter une forme d'identification ethnique durant l'Antiquité. Mais son périmètre n'est pas bien délimité car l'identité est souvent fluide et plurielle : pour autant que l'on sache la documentation de l'époque des monarchies présente bien des groupes avec une identité propre dans les royaumes d'Israël et de Juda ; en revanche il n'est pas clair que les habitants d'Israël/Samarie et de Juda/Judée se soient alors perçus comme constituant un ensemble commun.
Pour la période post-monarchique, les intégrations dans des entités impériales et les déportations ont bouleversé la situation, créant un environnement plus diversifié sur le plan linguistique et culturel. Deux facteurs ont joué : des arrivées de populations étrangères en Palestine, et inversement la formation de la diaspora et sa confrontation aux traditions d'autres peuples. Cela a conduit à une ouverture sur le monde et à l'émergence d'un sentiment d'identité plus clair, au moins chez un groupe de Judéens d'où émergent les Juifs. Dans un contexte d'absence d'entité politique israélite, on admet que la religion yahwiste (autour du Temple de Jérusalem) est un facteur identitaire essentiel, avec la composition du corpus biblique. Mais ce processus d'affirmation identitaire repose sur des aspects divers (histoire du peuple, des pratiques sociales comme l'alimentation ou le mariage, etc.). Les relations entre les différentes communautés yahwistes (Judéens de Judée, Judéens de la diaspora, Samaritains) jouent aussi un rôle important, l'unité n'étant jamais de mise.

## Histoire
L'apport des découvertes archéologiques et épigraphiques a été essentiel pour la reconstitution de l'histoire politique de l'Israël antique, en éclairant les textes « historiques » de la Bible hébraïque. Les récits relatifs aux périodes pré-monarchiques ont été pour une majorité de chercheurs relégués au rang de « saga nationale » qui, si elle peut reposer sur des événements ayant effectivement eu lieu, ne peut être utilisée pour servir de base à la reconstitution d'une histoire événementielle fiable. Les récits relatifs à la période monarchique reposent en revanche sur une base plus assurée et ont souvent pu être confirmés par la documentation épigraphique et architecturale, même si leur interprétation ne fait pas consensus, en particulier sur la véracité de la monarchie unifiée et la nature des rapports entre Israël et Juda. L'impact des Empires assyriens et babyloniens, avec les déportations successives, fut assurément décisif pour l'évolution des anciens Israélites, et l'émergence des croyances et pratiques qui aboutissent durant la période post-exilique à la formation du judaïsme et du peuple juif.

### Origines: émergence et ethnogenèse d'Israël
Les rédacteurs de la Bible hébraïque concevaient le passé de leur peuple comme reposant autour de plusieurs figures fondatrices, en particulier Moïse, mais aussi Abraham et d'autres « Patriarches », qui auraient établi les fondements politiques, sociaux et religieux de leur communauté autour de l'Alliance avec le dieu national Yahweh. Ainsi que le relève E. Cline : « les découvertes (archéologiques) ont jeté relativement peu de lumière sur les histoires qui se trouvent dans la Bible hébraïque - en particulier celles de la Genèse et de l'Exode. En conséquence, de nombreux récits anciens de la Bible hébraïque, en particulier ceux allant de la Création jusqu'à l'Exode, n'ont pas été corroborés par les archéologues et restent une question de foi. » Selon A. Mazar, ces récits sont considérés par la majorité des historiens étudiant les origines d'Israël comme une sorte de « saga nationale ».
Ces récits reposeraient sur des personnes ou des événements ayant un lointain rapport avec la description qu'en ont donnée les scribes qui ont rédigé — bien plus tard — les textes bibliques. Par exemple pour A. Lemaire, concernant les récits sur les Patriarches, « une analyse des traditions bibliques permet de discerner, à l’origine de la confédération israélite, quatre groupes principaux se rattachant aux patriarches Abraham, Isaac, Jacob et Israël », datables entre le XIIIe siècle av. J.-C. et le XIe siècle av. J.-C.. Concernant l'Exode, les détails du « noyau historique » qui serait à l'origine du récit varient beaucoup selon les chercheurs : par exemple pour A. Mazar il est possible d'envisager que le récit trouve son origine dans la fuite d'esclaves ouest-sémitiques depuis l’Égypte en direction de Canaan vers la fin du XIIIe siècle av. J.-C. ; pour Na'aman on trouverait dans des éléments de ce récit « le reflet de la mémoire de la servitude envers l'Égypte au temps des XIXe-XXe dynasties, et la perception de la liberté acquise après le retrait de l'Égypte de Canaan. » Ces récits ont été écrits afin de mettre en avant un agenda théologique et politique répondant aux préoccupations de leur époque de rédaction. Dans bien des cas ces textes s'appuient sur un amalgame de traditions folkloriques cananéennes (et aussi d'inspiration mésopotamienne ou égyptienne) qui sont venues se greffer autour de ces récits fondateurs dont les racines sont impossibles à appréhender ; selon Th. Römer il s'agit « de légendes ou de mythes d'origine qui, après coup, furent arrangés selon un ordre chronologique. » Les positions les plus « maximalistes » sur cette période sont cependant encore défendues par certains chercheurs qui considèrent les récits sur les Patriarches et l'Exode comme crédibles dans leurs grandes lignes, à l'appui de sources épigraphiques et archéologiques,,. Quelques autres à l'opposé considèrent qu'il n'y a aucun événement historique à l'origine d'un récit tel que l'Exode.

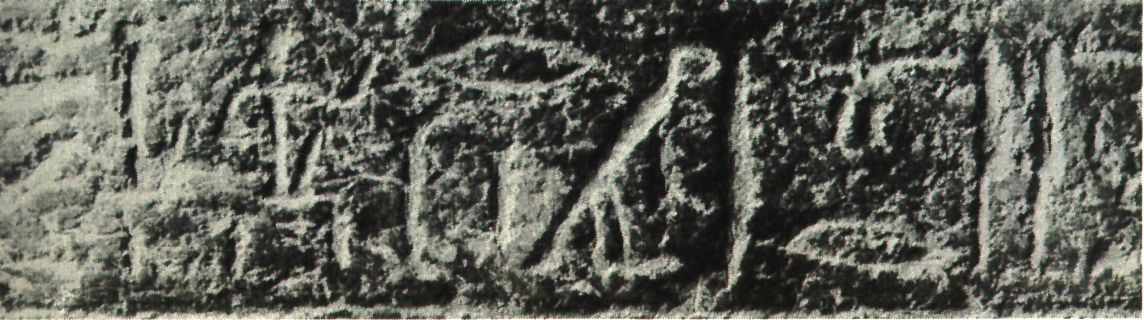
Partie de l'inscription de la Stèle de Mérenptah mentionnant « Israr ».

Les origines des premières entités politiques historiquement attestées et rattachables à l'Israël antique sont à rechercher dans les événements de la fin de l'âge du bronze récent au Proche-Orient. La première attestation d'une entité nommée Israël se trouverait dans la Stèle de Mérenptah datée des environs de 1207, qui mentionne parmi les populations vaincues par le pharaon un groupe appelé « Israr » (Ysrȝr en transcription des hiéroglyphes) vivant en Palestine, qui est communément identifié à Israël, mais dont la localisation exacte ne peut être déterminée.
| i | i | z · Z1s · Z1s · r | i | A | r · Z1 | T14 | A1 · B1 · Z2s |

| i | i | z · Z1s · Z1s · r | i | A | r · Z1 | T14 | A1 · B1 · Z2s |

| f · k · t | G36 |

| f · k · t | G36 |

| f · k · t | G36 |

| f · k · t | G36 |

| b · n |

| b · n |

| O1 · r · t |

| O1 · r · t |

Les textes égyptiens décrivant la région pour les trois siècles suivants ne mentionnent plus cette entité. Ils laissent entrevoir une période de grands changements dans cette région, que l'archéologie confirme. Le début du XIIe siècle voit arriver dans cette région les « Peuples de la mer », en particulier les Philistins qui s'installent sur la côte palestinienne méridionale. Les anciennes cités-États vassales de l'Égypte qui se partageaient la région côtière (Gaza, Ascalon, Ashdod notamment) ont apparemment été soumises à ces nouveaux arrivants, bien que la situation soit peu claire en raison d'une documentation difficile à interpréter et que la culture matérielle d'origine extérieure disparaisse rapidement, signe que les nouveaux venus se sont fondus dans le substrat local.
Dans l'arrière-pays situé entre la plaine côtière et le Jourdain, constitué de régions de collines peu peuplées, les « hautes terres » de Judée, se produisent des changements déterminants qui conduisent à l'émergence de l'entité israélite, en premier lieu un accroissement des sites habités. Les nombreuses recherches archéologiques qui ont porté sur cette région pour le XIIe et le XIe siècle av. J.-C. se sont accompagnées de débats sur les modalités de l'apparition de cette entité. Le modèle de W. F. Albright, repris en particulier par Y. Yadin, restait proche du récit biblique en postulant une conquête de ces terres par des groupes nomades extérieurs. Il est désormais abandonné. A. Alt et M. Noth y ont opposé un modèle d'infiltration pacifique par des groupes nomades extérieurs. Un troisième modèle est celui de la révolte interne, qui postule une évolution des indigènes des hautes terres sans apport extérieur. Pour les approches récentes, Israël aurait émergé à partir d'un ensemble bigarré de populations, une « multitude mixte » selon les mots d'A. Killebrew, qui comprendraient en bonne partie des groupes ruraux cananéens, des pasteurs, des groupes marginaux du Bronze récent (Apirou, Shasou), aussi une part plus ou moins importante de populations venues de l'extérieur. Mais il n'existe pas de consensus sur les modalités du processus. I. Finkelstein propose que les premiers Israélites soient avant tout formés à l'initiative de groupes nomades non-cananéens installés dans les hautes terres, qui s'y sédentarisent. N. Na'aman insiste plutôt sur l'arrivée de populations extérieures à la région, dans le contexte troublé de la fin de l'âge du Bronze récent, qui se seraient mélangées à des groupes marginaux et nomades avant de s'établir dans les hautes terres. Pour W. Dever, les populations qui s'établissent dans les hautes terres sont avant tout des paysans cananéens déracinés venus des campagnes des régions basses. A. Faust propose de son côté qu'une identité commune se soit forgée chez les groupes de populations égalitaires des terres hautes à partir du XIIIe siècle av. J.-C. (époque de la stèle de Mérenptah), par opposition aux cités des terres basses plus inégalitaires, puis de manière accrue au XIe siècle av. J.-C. en raison de la confrontation avec les cités philistines occupant désormais les terres basses, conduisant à la naissance de marqueurs différenciant clairement les deux populations (poterie, interdit sur le porc, circoncision).
C'est en tout cas entre 1150 et 1000 que se constituent dans les hautes terres les sociétés de cette période, prélude à l'émergence des royaumes de Juda et d'Israël. Il est généralement considéré qu'il s'agit d'une société tribale faiblement hiérarchisée. Mais les douze « Tribus d'Israël » ne sont plus recherchées dans ce contexte historique car il s'agit manifestement d'une invention plus tardive, et il n'est pas possible d'envisager des éléments d'unité entre ces tribus, comme l'« amphictyonie » israélite proposée par M. Noth. Pour certains il n'y a pas vraiment d'arguments solides pour estimer que l'élément tribal ait jamais pesé dans la structure de la société israélite, étant donné qu'il est très effacé pour les périodes historiques. D'autres ont proposé que la société de cette époque fonctionne sur le modèle « segmentaire », reposant sur différents niveaux de parenté : tribu, clan, puis la famille étendue qui semble disposer de propriétés indivises, et peut-être une famille nucléaire à la base,.

### L'émergence de l’État et la monarchie unifiée

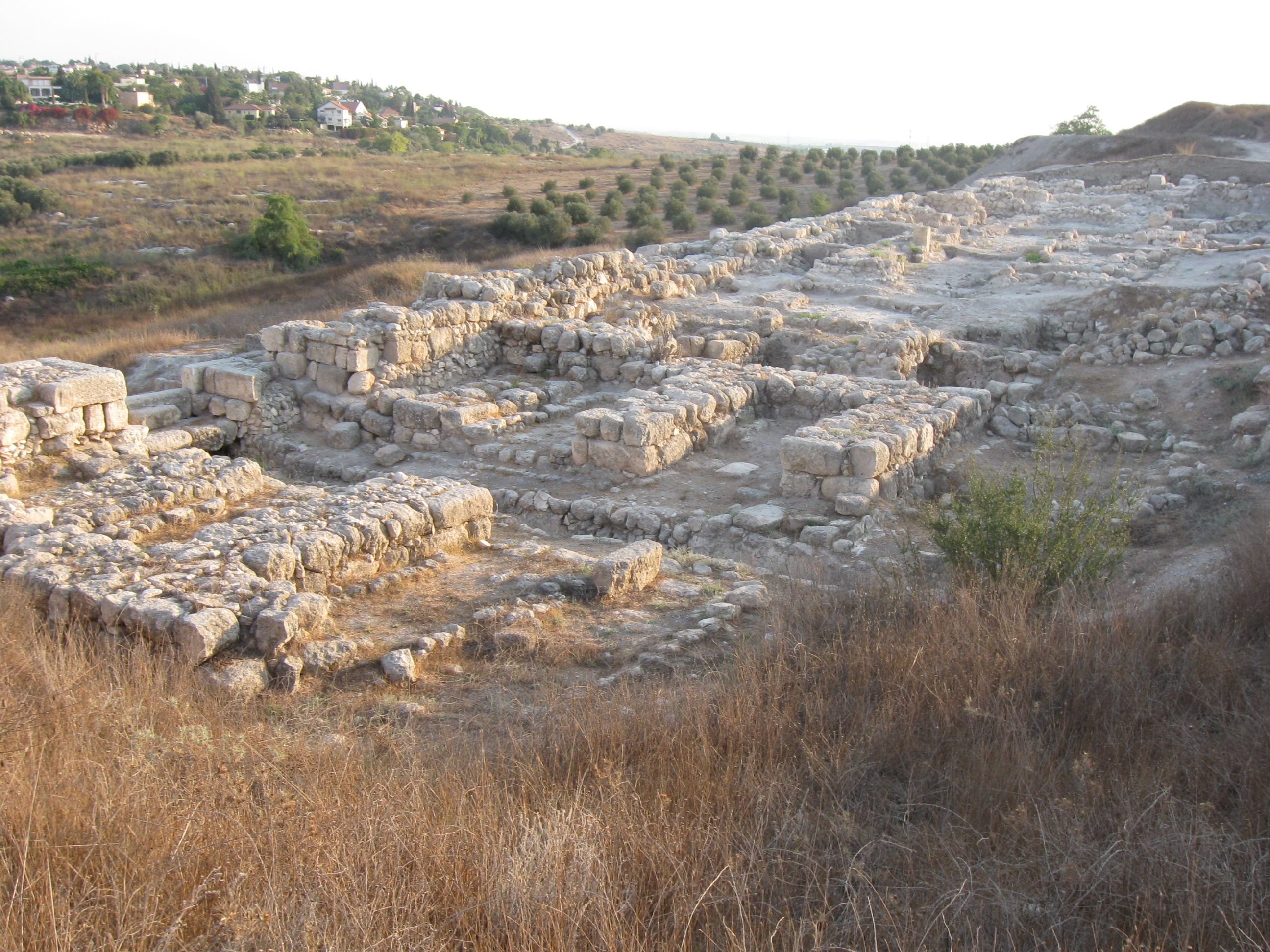
La porte à triple tenaille de Gezer, couramment datée au règne de Salomon, mais réalisée sous les Omrides selon la « chronologie basse ».

Selon le texte biblique (Livres de Samuel et Premier livre des Rois), les Israélites se seraient donnés un premier roi en la personne de Saül (1049-1007 ?), auquel aurait ensuite succédé David (1010/1003-971 ?), véritable figure fondatrice de la royauté régnant depuis sa capitale Jérusalem, puis Salomon (970-931 ?), le fils de ce dernier, qui aurait dominé un vaste royaume occupant une majeure partie du Proche-Orient, allant jusqu'à l'Euphrate. Après sa mort, son grand royaume se serait divisé en deux entités : le royaume d'Israël au nord autour de Samarie, et le royaume de Juda au sud autour de Jérusalem.
Peu de chercheurs remettent aujourd'hui en cause l'existence de David et de Salomon, même si on ne connaît aucun texte de la période durant laquelle ils auraient vécu les mentionnant. La mention sur la stèle de Tel Dan de la victoire d'un roi (sans doute de Damas) contre celui de la « Maison de David », donc un roi de Juda descendant de David, est souvent vue comme un argument décisif sur l'existence de David. On s'accorde également pour dire qu'un processus d'émergence de l’État est en cours dans l'arrière-pays palestinien, même si ses modalités sont discutées. C'est l'existence de la monarchie unique qui est en débat, avant tout sur la base de l'interprétation des résultats de fouilles archéologiques :
- selon les opinions les plus anciennes et répandues, reposant notamment sur les interprétations des fouilles de Megiddo, Hazor et Gezer par Y. Yadin (notamment des portes « à tenailles » similaires), le royaume unifié de David et Salomon est bien attesté par un ensemble de constructions monumentales datées de cette période qui seraient dues à ces deux rois[62]. Mais même dans cette mouvance les développements récents considèrent que le récit biblique est à nuancer fortement : le royaume unifié dominerait au mieux Jérusalem et quelques régions voisines mais n'était pas un grand royaume[63], peut-être une sorte d’État tribal constitué par des chefs militaires (Saül et David) qui se sont affirmés dans les luttes contre les Philistins avant de conclure une trêve avec eux et d'étendre leur royaume à partir de Jérusalem et de son temple (construit par Salomon), sans constituer des structures administratives élaborées, et qui s'est ensuite scindé en deux en raison de rivalités internes[64] ;
- selon le courant « minimaliste », dont le principal promoteur est I. Finkelstein, la monarchie unifiée n'a en revanche jamais existé : David et Salomon sont des roitelets régnant sur la modeste bourgade de Jérusalem et ses alentours (le pays de Juda), tandis qu'au nord émerge indépendamment une formation politique ancêtre du royaume d'Israël. L'idée d'une monarchie unifiée ne serait qu'une construction de l'entourage du roi Josias ou de personnes proches de la monarchie judéenne à d'autres périodes, visant à permettre aux descendants de David d'avoir des prétentions sur l'héritage du royaume d'Israël. Les constructions principales attribuées traditionnellement à la royauté unifiée seraient en fait plus tardives, datées des riches premiers rois d'Israël, les Omrides, tandis que les premiers rois de Juda domineraient une région pauvre et leurs constructions seraient modestes (théorie de la « chronologie basse »)[65].

### La formation et le développement des royaumes d'Israël et de Juda

Les royaumes d'Israël et de Juda et leurs voisins vers 850 av. J.-C.

Le Levant vers 830 av. J.-C.

Quoi qu'il en soit de la monarchie unifiée, la seconde moitié du Xe siècle voit l'émergence de deux États dans l'arrière-pays palestinien : le royaume d'Israël au nord, et le royaume de Juda au sud. En dehors de ce qu'en disent les textes bibliques (les deux Livres des Rois et les Chroniques) dont la fiabilité historique est très discutée, les événements de cette période ne sont connus que par une poignée de textes. Le seul événement notable assuré pour cette période est une expédition du pharaon Sheshonq Ier (c. 945-924) mentionnée par plusieurs inscriptions et qui se retrouve dans le Premier Livre des Rois. Elle se serait conclue par la destruction de plusieurs villes palestiniennes. Cette campagne, du fait de son statut de seul événement majeur connu pour une période cruciale, a suscité beaucoup de débats et s'est vu attribuer diverses incidences politiques et phases de destructions de sites archéologiques, sans consensus faute de documentation suffisamment variée et d'une datation assurée.
Du point de vue de l'archéologie, le peuplement des régions couvertes par la suite par ces deux royaumes a connu d'importants changements dans le courant du Xe siècle (début de l'âge du Fer II) : abandon de la plupart des sites ruraux ou leur transformation en sites fortifiés, présentant parfois une évolution vers des caractéristiques urbaines, donnant progressivement forme aux sites urbains fortifiés caractéristiques des royaumes d'Israël et de Juda. Les causes de ces évolutions sont discutées : le changement est sans doute lié à l'émergence des nouvelles entités politiques, la présence plus marquée de fortifications pourrait être due à un climat de violence.
La première moitié du IXe siècle, au sortir des « âges obscurs » qui ont marqué le tournant du Ier millénaire, connaît plus largement un paysage géopolitique recomposé au Proche-Orient, situation due au vide créé par le retrait des grandes puissances dominant la région auparavant (Égyptiens, Hittites, Assyriens) qui ont soit disparu soit ne sont plus en mesure de s'y implanter durablement. C'est dans ce contexte qu'Israël et Juda deviennent des États territoriaux, que l'on admette ou non qu'ils soient issus de la scission d'une monarchie unifiée. La côte est quant à elle dominée au sud par des cités-États philistines (la « pentapole » : Gaza, Ascalon, Ashdod, Gath et Éqron), et plus au nord par les royaumes phéniciens (Tyr et Sidon en particulier). À l'est au-delà du Jourdain se constituent d'autres entités politiques, du nord au sud : Ammon, Moab et Edom. Au sud, l'Égypte n'est plus en mesure d'intervenir hors de ses frontières de façon durable, tandis qu'au nord, dans la Syrie actuelle, domine un ensemble de royaumes araméens, dont le plus puissant est celui de Damas, le voisin septentrional d'Israël.
Les deux Livres des Rois, écrits par des scribes judéens, relatent avec plus ou moins de détail les faits relatifs aux rois d'Israël et de Juda au IXe siècle, étant surtout intéressés par les leçons théologiques à tirer de leurs agissements et procédant donc à des réécritures des événements de la période, sans doute à partir de chroniques plus anciennes. Si la succession des rois n'est pas remise en cause par la critique moderne, en revanche la fiabilité des événements relatés est diversement reçue. Elle peut être confrontée pour la première fois avec des sources extérieures, qui sont des inscriptions proclamant des victoires de rois étrangers sur ceux d'Israël, dans deux cas associés à Juda : stèle de Mesha par un roi de Moab, stèle de Tel Dan par un roi de Damas (sans doute Hazaël), et annales de Salmanazar III d'Assyrie. Mais cela ne suffit pas à régler les débats, tant s'en faut.

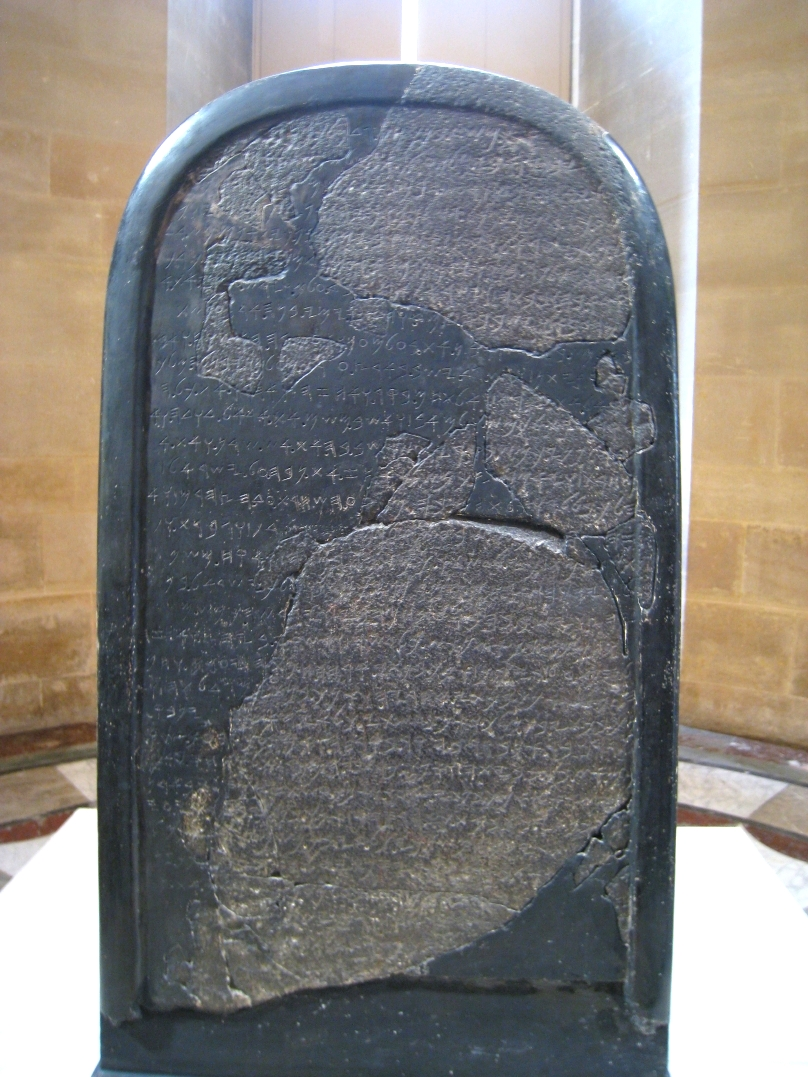
Stèle de Mesha, roi de Moab, commémorant ses victoires contre le royaume d'Israël, Musée du Louvre.
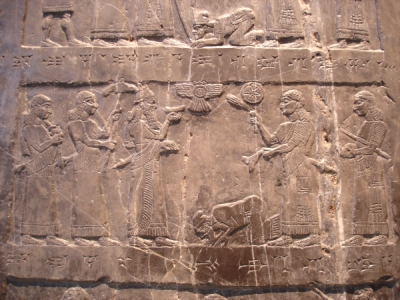
Le roi Jéhu d'Israël aux pieds de Salmanazar III d'Assyrie, c. 825 av. J.-C. Détail de l'« obélisque noir », British Museum.

L'histoire de la période est reconstruite différemment selon qu'on accepte ou non l'idée d'une monarchie unifiée auparavant. Si oui, les grandes lignes de la trame historique donnée par le texte biblique sont jugées relativement fiables, on envisage deux États bien implantés et souvent partenaires, tout en reconnaissant que l'État du Nord est plus riche et puissant que celui du Sud (ce sur quoi les découvertes archéologiques sont sans ambiguïté). Sinon, on envisage au début une situation déséquilibrée entre Israël et Juda : le premier semble être un royaume plus riche et puissant, en particulier sous la dynastie des Omrides, avant tous les deux fondateurs, Omri qui construit une nouvelle capitale à Samarie et son fils Achab qui s'allie au roi de Tyr dont il épouse la fille Jézabel. Il faudrait leur attribuer des constructions monumentales nombreuses selon I. Finkelstein et sa « chronologie basse », là où est vue en général l'œuvre de Salomon ; quoi qu'il en soit la présence de ces monuments (palais, sanctuaires, murailles et portes) pour cette période n'est généralement pas contestée et témoigne de la prospérité du royaume. Il faut peut-être aussi lui reconnaître un statut de puissance hégémonique sur plusieurs de ses voisins (dont Moab et Juda). Juda, vu alors comme une petite entité politique pauvre et faiblement organisée (même pas un État aux yeux de certains), serait plutôt dans une situation d'infériorité voire de vassalité vis-à-vis d'Israël. Les (vagues) estimations démographiques reposant sur des prospections au sol donneraient environ 350 000 habitants pour le royaume du Nord à l'apogée de son expansion territoriale, contre 45 000 à son voisin méridional.
Quoi qu'il en soit, les troubles à la cour d'Israël, en particulier l'usurpation de Jéhu (c. 842) qui tue le roi Joram et également son allié (ou vassal) Ochozias de Juda ainsi que leurs familles, causent un affaiblissement de ce royaume durant la seconde moitié du IXe siècle. La stèle de Mesha indique que Moab se libère de l'influence israélite, puis celle de Tel Dan révèle sa défaite, sans doute face à Hazaël de Damas, qui a peut-être soutenu le coup d’État de Jéhu. Damas s'est alors emparé de plusieurs régions au nord d'Israël et fait de ce dernier son vassal. Puis c'est au tour de Salmanazar III d'Assyrie d'affirmer sa supériorité sur Israël, après avoir battu Damas : son obélisque noir daté de c. 825 représente Jéhu prosterné à ses pieds et rapporte qu'il a versé un tribut. Joas et Jéroboam II semblent rétablir un temps la puissance du royaume d'Israël, qui connaît alors une nouvelle phase d'expansion et de prospérité alors que la puissance de Damas recule. Mais leur successeur Zacharie est ensuite renversé, ce qui met fin à la dynastie de Jéhu vers 750.

### La période de l'expansion assyrienne et la chute d'Israël

Carte des différentes phases d'expansion de l'Empire néo-assyrien.

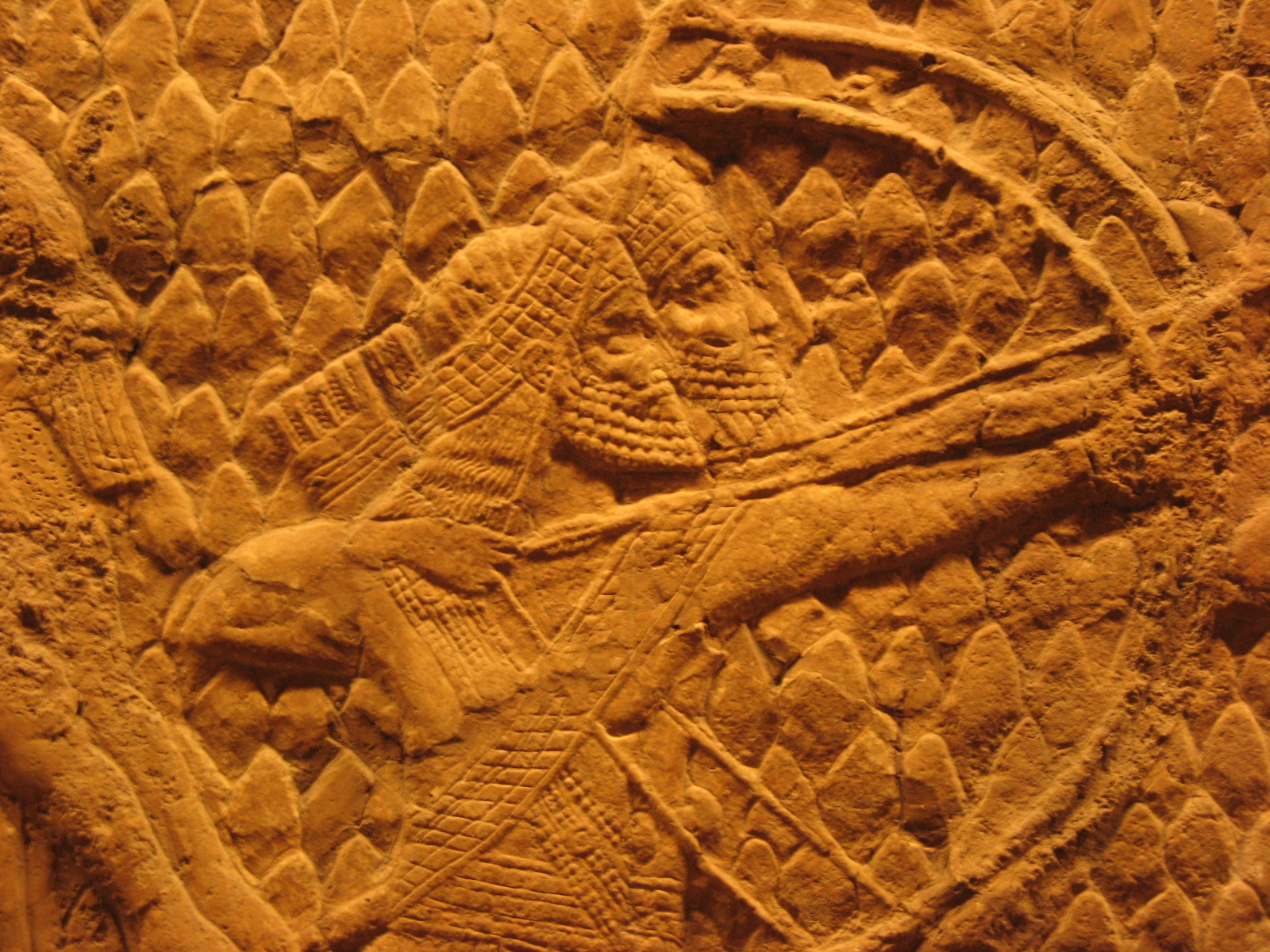
Archers assyriens lors du siège de Lakish, bas-relief de Ninive, British Museum.

La seconde moitié du VIIIe siècle est marquée par la constitution d'un véritable empire en Assyrie, qui passe par la mise en place d'un système de provinces gouvernées directement au lieu du seul système tributaire existant auparavant. L'acteur décisif de ce changement est le roi Teglath-Phalasar III, bien connu par les sources bibliques, et qui évoque dans ses propres inscriptions commémoratives Israël (Samarie) et Juda. La situation d'Israël semble alors difficile en raison de troubles internes (notamment des coups d’État) et de la menace assyrienne. En revanche la situation interne de Juda semble plus stable, permettant au roi Achaz d'être plus ambitieux que ses prédécesseurs en initiant des conflits contre Damas et Israël. D'abord victorieux, il essuie ensuite une rude défaite qui le pousse à appeler à l'aide l'ennemi de ses ennemis, le roi assyrien. Celui-ci intervient et annexe en 732 le royaume de Damas, mais Israël reste indépendant contre le versement d'un lourd tribut. Les deux royaumes sont donc devenus des vassaux de l'Assyrie.
Alors que Juda connaît une appréciable stabilité dans les décennies suivantes sous les auspices d'Ézéchias, les suites du conflit précédent portent Osée sur le trône d'Israël en 732. À la mort de Teglath-Phalasar en 725, il décide de ne plus verser de tribut aux Assyriens, apparemment assuré du soutien des Égyptiens. Le nouveau monarque assyrien, Salmanazar V, conduit alors ses armées contre lui, et assiège Samarie qui tombe en 722, après un siège de trois ans selon la Bible. La mort du roi assyrien la même année repousse de quelques années la sanction réservée aux rebelles par les Assyriens, qui est finalement appliquée par Sargon II : Samarie est détruite, une grande partie de sa population est déportée (27 290 personnes selon un texte assyrien), et le royaume d'Israël est transformé en province confiée à un gouverneur assyrien. C'en est fini du royaume du Nord.
Cet exemple n'inspire pas la soumission à Ézéchias, lui aussi appuyé par des incitations égyptiennes et agissant de concert avec les autres rois voisins restés indépendants : à la mort de Sargon, il décide de ne pas verser de tribut à son fils et successeur Sennachérib. Ce dernier envoie ses troupes au Levant en 701, s'empare de Lakish et de la Shéphélah, puis Jérusalem est à son tour assiégée. L'issue de l'affrontement diffère selon les sources : Sennachérib prétend avoir été victorieux, tandis que la Bible relate la destruction de l'armée assyrienne par un ange de Dieu, que certains ont interprété comme une épidémie ayant forcé les Assyriens à lever le siège. Le royaume de Juda est en tout cas épargné à l'issue du conflit, Jérusalem n'ayant pas été investie.

### L'affirmation du royaume de Juda
La résistance de Juda, et celle, à sa tête, de la « Maison de David », sont le révélateur de sa montée en puissance dans les dernières décennies du VIIIe siècle et les premières du VIIe siècle, sous les auspices d’Ézéchias et de Manassé. Selon les tendances « minimalistes », c'est sous le règne du premier que cette entité serait devenue un véritable État. Les recherches archéologiques ont en tout cas montré que Jérusalem connaît alors une croissance urbaine très forte, tandis que les campagnes environnantes sont de plus en plus occupées, sans doute le signe d'une mise en valeur agricole plus intense (la population totale du royaume atteindrait alors environ 120 000 habitants dont 15 000 pour sa capitale). La perte de plusieurs territoires après la guerre contre l'Assyrie, en particulier la riche plaine de la Shéphélah, a sans doute incité à plus d'efforts de mise en culture des territoires restants, peut-être sous l'impulsion royale. Les échanges traversant le royaume de Juda, en particulier dans le sens sud-nord depuis le désert Arabique et la mer Rouge et en direction de la Syrie, semblent aussi s'intensifier. Les traces épigraphiques de cette période sont plus nombreuses, ce qui reflète une plus grande alphabétisation de la société et sans doute des activités intellectuelles plus intenses, avec peut-être déjà des premières mises en forme des textes bibliques. Il semblerait que cet essor soit en partie dû à la chute d'Israël, Juda accueillant alors des réfugiés du Nord qui constituent des ressources humaines (et en particulier intellectuelles) appréciables pour un pays jusqu'alors peu développé.
L'ancien royaume d'Israël, découpé entre plusieurs provinces assyriennes nouvellement établies, poursuit également sa croissance démographique et économique. Les déportations assyriennes n'ont pas provoqué de saignée dans la mesure où elles ont été au moins partiellement compensées par l'arrivée de déportés d'autres régions, notamment de Babylonie (Babylone, Kutha) ou de Syrie (Hamath) selon ce que rapporte le Second Livre des Rois ; il en ressort donc une société pluriethnique donc plus hétérogène, ce qui était censé prévenir les risques de révolte (avec succès dans ce cas-là). En dépit des destructions de certains sites (dont Hazor), Megiddo et Samarie sont l'objet des attentions des Assyriens et poursuivent leur essor après la conquête. Mais il n'y a pas pour autant de tentative d'« assyrianisation » culturelle de la région. Il faut également noter qu'à la différence des futurs exilés Judéens, ceux d'Israël (et la première vague de Judéens déportés) se sont manifestement fondus parmi les populations des régions où ils ont été emmenés et n'ont donc pas de postérité connue.
Si on suit le récit biblique, après la mort de Manassé son fils Amon lui succède sur le trône de Juda, avant d'être tué lors d'un coup d'État, qui se révèle infructueux puisque le peuple de Juda aurait soutenu le successeur légitime d'Amon, son jeune fils Josias (c. 640-609), qui monte alors sur le trône. Ce roi n'est connu que par les textes bibliques (Second Livre des Rois et Chroniques). Il y apparaît avant tout comme un réformateur religieux. Les événements politiques concernant son règne nous échappent. En tout état de cause, ils prennent place durant la phase de chute de l'Empire assyrien face aux Babyloniens et aux Mèdes, qui entraîne le retrait des forces assyriennes du Levant, où elles sont remplacées par le roi égyptien Psammétique, qui semble avoir laissé Josias tranquille (peut-être contre la reconnaissance de sa suprématie). Ce dernier a peut-être cherché à étendre son royaume, notamment en direction du nord sur l'ancien royaume d'Israël, mais les preuves décisives sur cette expansion (traditionnellement admise par les chercheurs) manquent et l'idée d'une grande extension de son royaume semble plutôt relever de l'idéologie du texte biblique que de la réalité du temps.
On s'accorde pour considérer le règne de Josias comme une période décisive du point de vue de l'évolution religieuse du royaume de Juda. Selon le récit biblique, alors que le roi a le projet de restaurer le temple de Yahweh à Jérusalem, on y découvre le « Livre de la Loi » qui révèle combien les pratiques du temps ne sont pas en accord avec les proclamations des ancêtres fondateurs (en particulier Moïse), ce qui incite Josias à procéder à une réforme religieuse radicale permettant un retour à l'ancien âge d'or. Plus prosaïquement, on considère souvent que le texte auquel il est fait référence serait la première mouture de l'« histoire deutéronomiste », donc la première mise en forme de plusieurs livres du texte biblique. On ne s'accorde pas sur le fait de savoir quels sont les contours exacts des parties rédigées à cette période et du projet politico-religieux de Josias, peut-être lié aux ambitions conquérantes de ce roi ; certains (I. Finkelstein, N. A. Silberman et W. M. Schiedewind) tendent à faire de cette période la principale phase d'élaboration de la Torah, devant la période post-exilique qui est traditionnellement vue comme plus importante. Cette réforme a sans doute ses racines dans les règnes antérieurs, en particulier celui d’Ézéchias. Elle semble reposer avant tout sur : l'affirmation de Yahweh comme le dieu unique de son peuple, qui sont les Judéens et aussi les descendants du royaume d'Israël avec lesquels ils formeraient une communauté unique ; le rejet du culte des autres divinités, et peut-être déjà l'affirmation de leur fausseté, donc un véritable monothéisme et non une simple monolâtrie ; la constitution d'un lieu de culte unique à Yahweh, son temple de Jérusalem, ce qui passe alors par la destruction des autres lieux de culte de son royaume.

### La chute de Juda

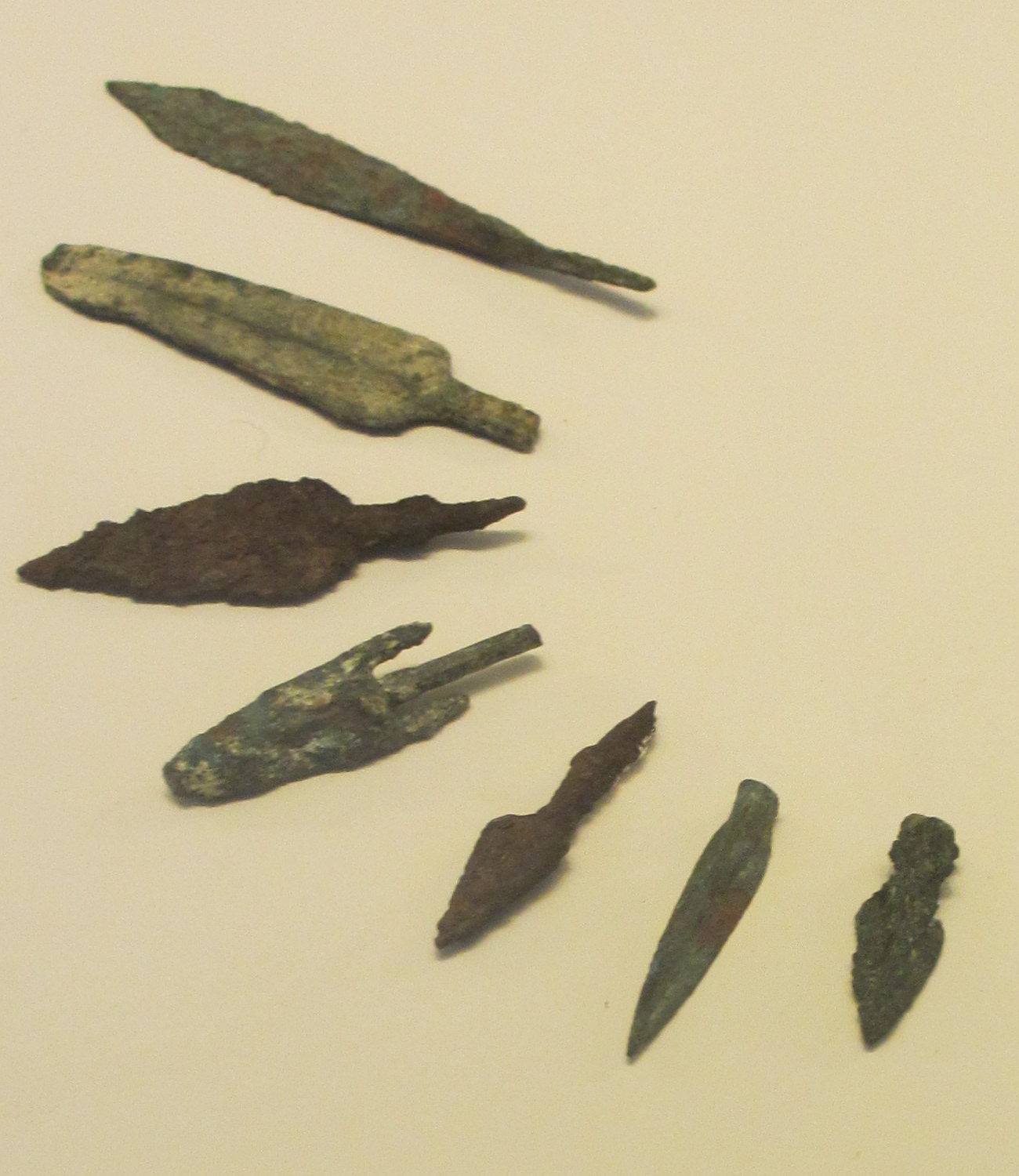
Pointe de flèches du début du Jérusalem (Musée d'Israël, Jérusalem).

La fin du règne de Josias est dramatique, puisqu'il trouve la mort en 610 lors d'une rencontre avec le pharaon Nékao II, dans des circonstances qui ne sont pas connues : affrontement militaire à Megiddo comme le dit le texte biblique ou bien, selon N. Na'aman, exécution par le pharaon de son vassal Josias en raison d'un manque de loyauté à son égard. Le prince héritier Joachaz est alors emmené en Égypte, et c'est un autre fils de Josias, Joiaqim (609-598), qui monte sur le trône de Juda. Selon le Livre de Jérémie, les cultes « étrangers » (non-yahwistes) ont pignon sur rue dans le royaume, ce qui reflète un arrêt de la réforme de Josias, tout en étant vu comme un prélude à la chute du royaume de Juda, qui ne peut être due qu'à des fautes religieuses selon ce livre. En tout cas, les dernières années du VIIe siècle voient survenir des changements qui sont amenés à avoir une influence sur la vie politique de Juda : Nékao ne réussit pas à installer la puissance égyptienne en Syrie et au Levant puisqu'il est vaincu par le roi babylonien Nabuchodonosor II à Karkemish en 605.
Joiaqim serait alors passé dans l'orbite babylonienne, avant de décider de cesser de payer le tribut, en même temps que d'autres royaumes voisins (dont Tyr). Il meurt apparemment avant de voir Jérusalem assiégée et investie par les troupes de Babylone en 597, et c'est son jeune fils Joiakîn qui se rend à l'ennemi. Il est déporté en Babylonie avec la famille royale, les hauts dignitaires et des artisans réputés. Nabuchodonosor confie alors le trône de Juda à Sédécias, un autre fils de Josias.
Les livres de Jérémie et d’Ézéchiel évoquent une cour de Sédécias déchirée entre des débats relatifs à la soumission à Babylone, reposant en partie sur des arguments religieux (quelle était la volonté de Yahweh ?). En 589, Sédécias cède finalement aux sirènes de la révolte, et les troupes de Nabuchodonosor II viennent à nouveau assiéger Jérusalem. Après deux années de siège, la ville est investie par les troupes ennemies, pillée, en grande partie détruite (notamment son grand temple), sa population est déportée en Babylonie.

### La période de l'exil et le début de la constitution de la diaspora

Carte de l'Empire babylonien dans la première moitié du

Après la destruction de Jérusalem, le pays de Juda est transformé en province babylonienne, confiée à un gouverneur établi dans la petite ville de Miçpa, Godolias (en) ou Guedalia (en), ancien dignitaire du temps de Sédécias. Il est assassiné avec le parti pro-babylonien quelque temps plus tard par une faction dirigée par un membre de la famille royale. Devant la crainte de nouvelles représailles, une grande partie de la population de Juda, dont ses derniers dignitaires (y compris le prophète Jérémie), s'enfuit en Égypte. Par la suite, l'histoire de la province babylonienne de Juda n'est pas connue. Les guerres, déportations et autres migrations ont porté un coup dur au peuplement de cette région, qui aurait perdu jusqu'aux deux tiers de sa population : environ 20 000 déportés en Babylonie (en 597, 586 et 582), et peut-être 35 000 morts (à la suite des guerres et des épidémies) et émigrés après les catastrophes. En particulier Jérusalem semble être quasi déserte à cette période. En revanche, les recherches menées par O. Lipschits ont montré que le pays n'avait pas été complètement déserté, et il reste des foyers de peuplement importants, en particulier autour de la nouvelle capitale provinciale de Miçpa et le pays de Benjamin (environ 20 000 habitants sur les 40 000 que compterait alors la Judée dans ses nouvelles frontières) ; les régions méridionales (surtout le Néguev) sont détachées de Juda et voient l'arrivée d'immigrés depuis Édom. L'attitude des Babyloniens vis-à-vis de la région conquise n'est pas claire : certains pensent qu'ils ont établi une administration active à Miçpa, d'autres qu'ils ne se sont pas vraiment souciés du pays après sa conquête. Au nord, Samarie semble être restée un centre provincial important.
C'est la population déportée en Babylonie qui retient le plus l'attention des textes bibliques (fin du Deuxième livre des Rois, Livre de Jérémie, Livre d'Ézéchiel, etc.). La famille royale, plus précisément la famille de Joiakîn, vit dans le palais royal de Babylone, d'où proviennent des listes de rations la mentionnant. Le reste de la population de Juda déportée est installée dans d'autres parties de la Babylonie. Elle est attestée par de nombreux textes de la période achéménide. La diaspora judéenne est également constituée de personnes parties en Égypte, notamment de mercenaires établis dans des garnisons comme celle d’Éléphantine qui a livré une documentation importante pour la période achéménide (voir plus bas).
Parmi la population déportée en Babylonie, en particulier les élites administratives et religieuses, s'accomplit un travail de réflexion sur la chute de Jérusalem et leur déportation, qui, pour elles, ne peuvent que refléter la volonté divine. C'est de cette période qu'est daté le début d'une nouvelle élaboration de l'« histoire deutéronomiste », qui se poursuit durant la période post-exilique, et aussi l'affirmation des tendances « sacerdotales » (issues du clergé du temple de Jérusalem). Dans la continuité du travail accompli durant les règnes des derniers rois de Juda dont celui de Josias, l'histoire passée du peuple d'Israël et de Juda est réinterprétée sous le prisme de son rapport avec sa divinité Yahweh, qui alterne entre les périodes de bonne entente entre les deux, et celles où le peuple se détourne de son dieu et en subit à terme un châtiment dont le dernier est l'Exil. Cette conception s'enrichit alors de l'influence des textes historiographiques babyloniens qui présentent une pensée similaire.

### Le retour et l'élaboration du judaïsme
L'Empire néo-babylonien s'effondre en 539 à la suite de la prise de sa capitale par le souverain perse achéménide Cyrus II. Le Livre d'Esdras rapporte deux édits qu'aurait promulgués ce roi, autorisant le retour des Judéens dans leur pays et la reconstruction du temple de Yahweh à Jérusalem. Ces documents sont regardés diversement par les chercheurs : certains les considèrent comme authentiques, d'autres comme des adaptations libres de décrets officiels, et les plus sceptiques y voient des faux justifiant les prétentions des anciens exilés face aux populations restées à Juda. Les premiers retours, en particulier celui de Zorobabel, le petit-fils de Joiakîn, et donc chef de la « Maison de David », ont lieu apparemment au début du règne de Darius Ier, vers 520. Le gros du retour s'effectue à partir du règne d'Artaxerxès Ier, et sans doute jamais dans des proportions massives. Il s'est plutôt accompli de façon diffuse. À partir du milieu du Ve siècle, Jérusalem devient la capitale de la province de Judée (Yehoud), et ses fortifications sont reconstruites. Mais elle reste faiblement peuplée, et ne connaît un nouvel essor que durant la période hellénistique. La population de Benjamin aurait diminué légèrement au Ve siècle, et avec elle la population de la Judée (autour de 30 000 habitants). Vers la fin de l'époque perse, cette dernière serait remontée (45 000 habitants, dont pas plus de 3 000 à Jérusalem). La diaspora serait plus importante (peut-être 75 000 en Babylonie et 20 000 en Égypte).
Le Livre d'Ezéchiel et le Deutéro-Isaïe rapportent les débats qui sont survenus entre les personnes revenues de l'exil, essentiellement des élites administratives, intellectuelles et religieuses, et celles qui étaient restées pour savoir qui avait la légitimité sur le pays de Juda et le culte de Yahweh. Le texte biblique s'intéresse en particulier à la reconstruction du Temple de Yahweh (le « Second Temple »), qui s'effectue sur fond de tensions entre les anciens exilés et ceux qui habitent Juda au moment de leur arrivée et sont dirigés par le gouverneur de Samarie, les seconds vivant mal l'accaparement de ce lieu central par les premiers, qui réussissent finalement à triompher grâce à l'appui impérial. C'est dans la seconde moitié du Ve siècle et au début du IVe siècle que des dignitaires et prêtres envoyés par les empereurs perses, Néhémie puis Esdras, achèvent de faire triompher le courant « sacerdotal » et ses idées, face aux membres de l'ancienne famille royale qui perdent alors leur autorité.
S'affirment alors le poids du Temple de Yahweh à Jérusalem et l'idée d'un culte à ce dieu seulement. C'est en effet dans cette communauté post-exilique que se concrétisent les évolutions théologiques entamées en Babylonie durant la période de l'Exil, en particulier avec l'affirmation du courant sacerdotal, qui influence une grande partie de la Torah qui connaît une importante phase de rédaction à cette période, la plus importante selon les interprétations courantes de l'histoire du texte biblique (même si sa canonisation est plus tardive). Les récits de la Genèse sur l'arrivée d'Abraham au pays de Canaan et la vie des Patriarches, de même que ceux sur l'Exode sous la conduite de Moïse et la conquête de Canaan par Josué reflètent les préoccupations des anciens exilés qui cherchent à affirmer leur légitimité et leur cohésion face à ceux qui étaient restés à Juda et aussi l'extension du territoire de la province de Yehoud sur des territoires n'ayant pas appartenu à Juda. Le poids de la communauté revenue de Babylonie explique aussi l'importance des influences babyloniennes dans différents récits de la Genèse (Déluge, Tour de Babel, origine d'Abraham à Ur). L'éventualité d'une influence de la religion perse sur certains écrits bibliques de la période est également en débat. Enfin, l'évolution décisive de la religion yahwiste vers le monothéisme, au moins dans certains cercles religieux du Temple de Jérusalem, est souvent datée des VIe – Ve siècles, notamment sur la base du Deutéro-Isaïe qui affirme qu'Yahweh est le dieu unique. Les prêtres du Temple cherchent à imposer progressivement leurs idées à Juda et même dans les communautés de la diaspora, mais les résistances sont fortes, les Juifs d'Éléphantine conservant leurs pratiques polythéistes durant la période achéménide. Ils mettent aussi en avant la « Loi », comportant en particulier divers principes identitaires dont l'interdiction de l'union entre Juifs et non-Juives. Toutefois, cette interdiction n’aurait pas fait l'unanimité parmi les Judéens et une opposition au discours dominant se serait infiltrée dans la littérature canonique : les chapitres 40-55 du Livre d'Isaïe, le Livre de Ruth, le Livre de Jonas ou le Livre (deutérocanonique) de Judith contiennent des appels répétés, directs ou indirects au rapprochement des étrangers avec le judaïsme, voire, à convaincre le monde entier de l'accepter.
La réforme initiée par des descendants des Judéens autour du Temple de Jérusalem n'a pas effacé l'opposition traditionnelle entre Israël et Juda. Les descendants du premier, regroupés autour du centre provincial de Samarie et de sa riche province, dirigés par le gouverneur Sanballat et ses successeurs, voient d'un mauvais œil les projets de restauration de Jérusalem et la construction de son temple auxquelles ils n'ont pas été associés. L'influence des traditions israélites dans le texte biblique élaboré à cette période est cependant probable, tandis que l'opposition aux « Samaritains » guide en partie l'argumentaire des dirigeants du Temple à cette période, en particulier Néhémie. Vers la fin de l'époque achéménide, les Samaritains finissent par établir leur propre sanctuaire au Mont Garizim, où Josué aurait, selon leur tradition, établi le sanctuaire. Disposant de leur propre Bible, ils vont en déclinant tandis que les Juifs prospèrent car, selon Mario Liverani, leurs traditions religieuses et historiographiques n’avaient pas la même solidité.
C'est donc avec la mise en place du mouvement réformateur autour du Temple de Jérusalem, entre la seconde moitié du Ve siècle et le début du IVe siècle, que peut être daté avec certitude le début du judaïsme, même si certains cherchent à le faire remonter jusqu'à la période de l'Exil (faisant alors s'arrêter l'histoire de l'Israël antique après la déportation de 587 av. J.-C. ou la fin supposée de l'Exil). À partir de la seconde partie de l'époque achéménide, les descendants du royaume de Juda peuvent donc assurément être qualifiés de « Juifs », ce qui marque la fin de l'histoire de l'Israël antique. La phase suivante de la période du Second Temple (539 av. J.-C.-70 ap. J.-C.) voit la Palestine soumise aux royaumes hellénistiques (Égypte ptolémaïque et Empires séleucide) puis, après une courte période d'indépendance, à Rome, tandis que le judaïsme est confronté à l'influence de la culture grecque et à l'aube du christianisme.

## Organisation administrative et judiciaire

### Le roi et la royauté
Les royaumes d'Israël et de Juda ont à leur tête un roi (melek), situation courante dans le Proche-Orient antique. L'institution royale est présentée comme dérivant de la volonté du dieu national, Yahweh, qui choisit ceux qui doivent diriger son territoire et son peuple. En ce sens, le véritable roi est le dieu, et le roi est son représentant sur terre, chargé de la direction de son domaine. Certains Psaumes qui semblent relatifs à l'intronisation des rois désignent ceux-ci comme « fils de Yahweh ». Dans les faits, les rois devaient se succéder suivant un principe dynastique, même si à plusieurs reprises la succession s'est réglée dans la violence, à la suite de coups d’État. Le couronnement semble se faire dans un lieu sacré, et est marqué par l'onction du roi qui devient alors l'« oint (māšîaḥ, terme d'où vient Messie) de Yahweh » ; la fin du rituel semble marquée par une acclamation par le peuple (ou du moins ses représentants, les Anciens), puis un banquet.
Suivant les habitudes de la royauté du Proche-Orient ancien, les rois de l'Israël antique ont plusieurs fonctions majeures. Leur aspect religieux est le mieux connu car il est mis en avant dans la Bible hébraïque. Il apparaît que le roi est un intermédiaire entre Dieu et son peuple, étant en particulier le garant de l'Alliance (religion) (bĕrît) entre les deux, et à plusieurs reprises les rois renouvellent cet accord au nom de leur peuple. Le monarque a un rôle cultuel : il prend en charge l'entretien du culte de Yahweh (et aussi des autres dieux quand il les accepte), y participe parfois, et peut aussi initier des « réformes » religieuses comme l'illustrent les cas d'Ézéchias et Josias. L'autre aspect de la royauté mis en valeur est le fait que le roi soit le juge suprême du royaume, comme l'illustre la figure de Salomon, le roi sage. Le roi idéal connaît la Loi de Yahweh et la fait appliquer, il est juste, protège la veuve et l'orphelin. L'autre volet traditionnel de la royauté proche-orientale, l'aspect guerrier, est moins souvent mis en avant dans les textes bibliques ; la figure de David semble cependant refléter cet aspect de l'idéologie royale.
La Bible n'est pas un texte particulièrement valorisant pour la monarchie, les différents courants qui l'ont rédigé n'étant pas pro-monarchiques et reflétant parfois une tendance critique envers cette institution (notamment dans le Livre de Samuel) car ils ont souvent été rédigés à une époque où elle avait chuté et où on abandonnait l'idée de son rétablissement. On y voit en tout cas une autre forme d'idéal monarchique qui tranche parfois avec l'idéal proclamé par les textes royaux qui sont abondants dans les pays voisins contemporains : du fait de la tonalité yahwiste de ces textes c'est surtout le respect du culte et de la Loi de ce Dieu qui est mis en avant ; la monarchie ne doit pas être absolue et le roi doit être soumis à des règles ; la sagesse et l'équité des rois sont mises en avant, ainsi que la nécessité qu'ils ne vivent pas de façon trop fastueuse et répondent aux besoins de leur peuple.
La place de la reine (malkāh) a également pu être importante à la cour, comme l'illustrent les figures bibliques de Jézabel à Israël et Athalie à Juda, cette dernière exerçant même le pouvoir quelque temps. Elle est l'épouse principale du roi, la mère de l’héritier présomptif. Le souverain dispose en plus d'un harem où il a plusieurs épouses secondaires et concubines. La reine-mère (gēbîrāh, « femme puissante ») exerce également un rôle important quand son fils est au pouvoir.

### Organisation administrative et militaire

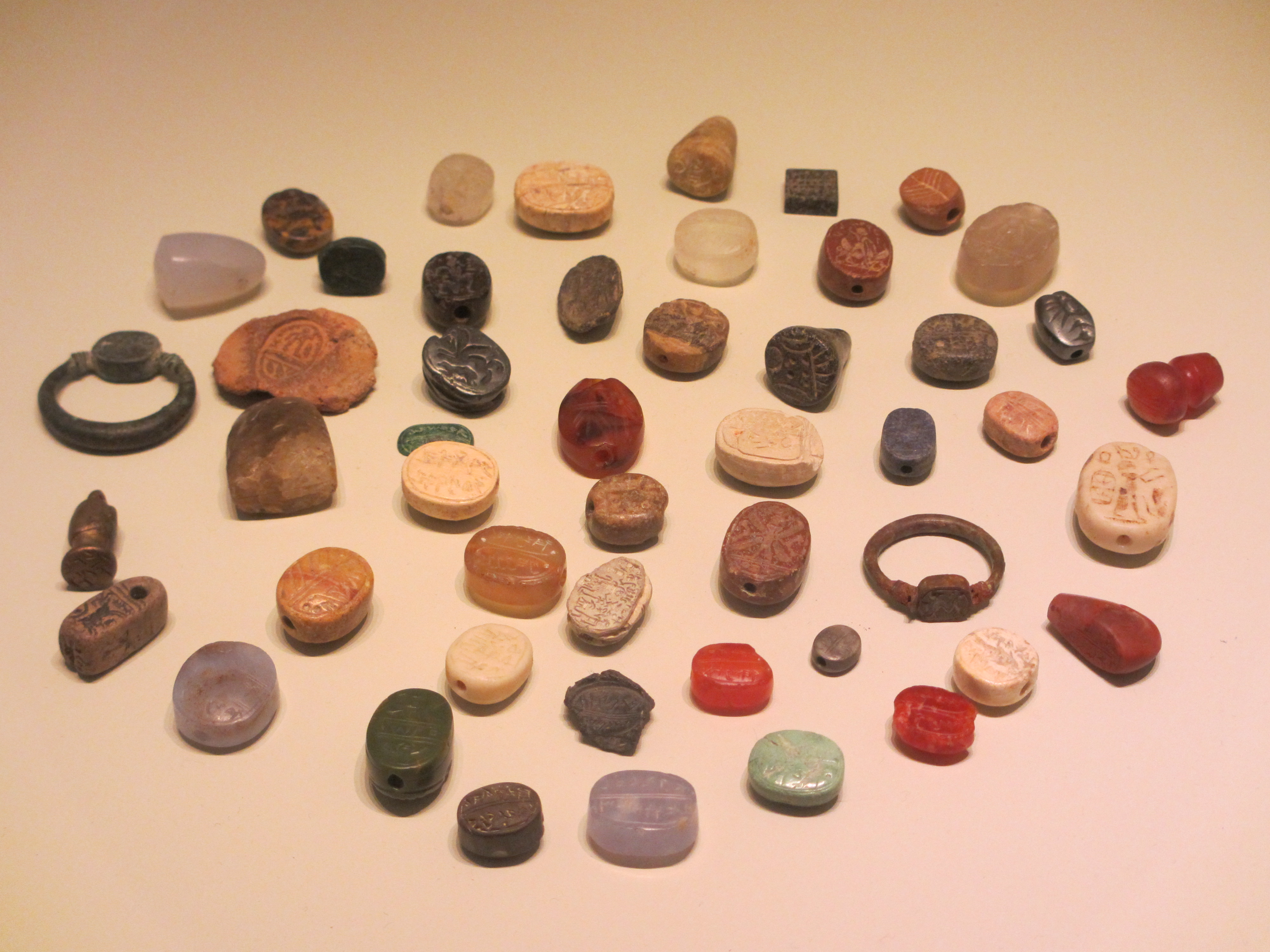
Les sceaux servent de marque de propriété et d’authentification pour les documents (Musée d'Israël, Jérusalem).

Le roi est assisté par un ensemble de hauts dignitaires qui apparaissent dans plusieurs passages de la Bible comme les listes de dignitaires (śārîm) des règnes de David et Salomon. S'y trouvent le chef de l'armée (śar haṣṣābāʾ), le grand scribe (sōpēr) chargé de la gestion de la chancellerie royale, le héraut (mazkîr), ainsi que le grand prêtre (kōhēn hārʾōš ou kōhēn hāggādôl) et le maître du palais (ʿal-habbayit ou sōkēn), qui a une fonction d'intendance de la maison du roi au départ et semble devenir à Juda un véritable Premier ministre. Mais les attributions de la plupart de ces dignitaires restent débattues, comme l'illustre en particulier le cas très discuté de l'« ami du roi » (rēʿh hammelek) évoqué sous Salomon.
Le territoire des royaumes est découpé en districts dirigés par des gouverneurs (niṣṣābîm) établis dans les sites urbains. Les gouverneurs responsables des capitales Jérusalem et Samarie (śar hāʿîr) ont un rang à part. Ils encadrent une administration chargée de la police dans leur ville et circonscription (avec peut-être plus largement un rôle militaire), de la justice, et la gestion de l'organisation économique de l’État. Ce dernier dispose en effet de grands domaines et d'ateliers de production pour ses propres besoins ; au niveau central, ils sont sans doute gérés par le maître du palais. De grands magasins publics collectent les productions des dépendants de la couronne, mais aussi les taxes en nature qui étaient levées sur la production agricole et peut-être les échanges commerciaux. Des terres peuvent être prélevées sur le domaine royal pour récompenser les serviteurs de l’État ou servir à leur entretien financier pour l'exercice de leur charge. Les sujets du roi sont également soumis à un système de corvée (mas) pour effectuer des travaux publics ou travailler pour le compte du palais royal ; il est centralisé par un chef de la corvée et supervisé par des fonctionnaires des districts.
Les communautés locales (tribus, villages, villes) ont à leur tête un collège d'Anciens (zĕqēnîm), qui sont les chefs de familles de la localité. Ils ont avant tout un rôle judiciaire, ou plus largement celui d'un contrôle social formel, relatif aux affaires impliquant les familles (sur les mariages, les comportements, les affaires de sang). Ils jouent aussi un rôle politique car ils sont les intermédiaires locaux des autorités de l'État, et certains passages du Livre des Rois évoquent des « Anciens du pays » qui servent d'interlocuteur au roi avant de mener une guerre ou dans des affaires judiciaires importantes (le procès de Jérémie par exemple).

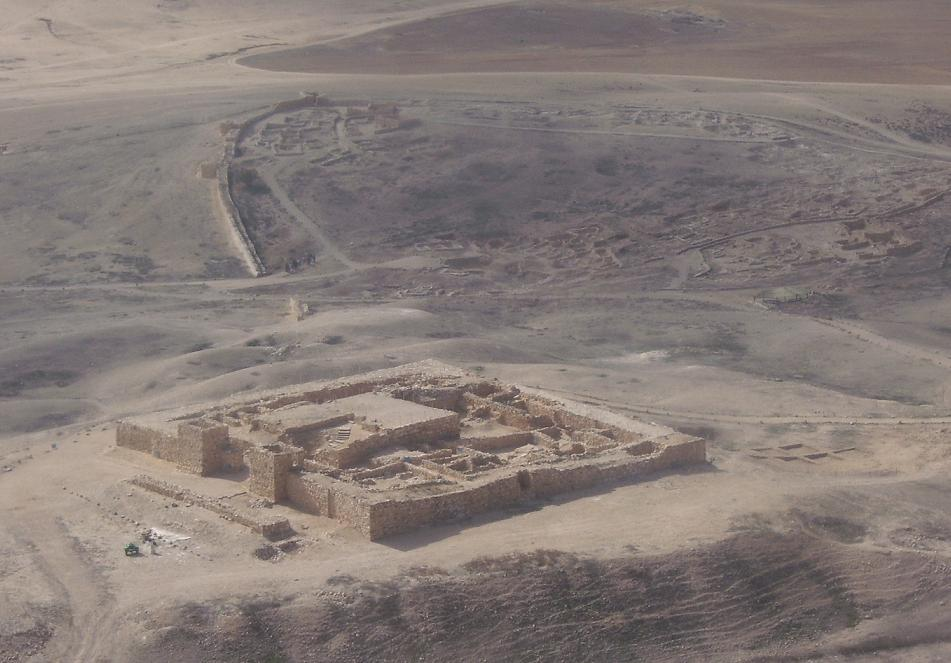
Ruines de la forteresse de Tel Arad, royaume de Juda,

L'organisation militaire des royaumes d'Israël et de Juda repose sur un ensemble de forteresses disséminées sur le territoire, comme celle d'Arad dans le Néguev, fort quadrangulaire d'une cinquantaine de mètres de côté aux murs à casemates épais juché sur une colline, dont les ostraca éclairent un peu la vie de la garnison qui y était stationnée, gardant la frontière entre Juda et Édom. L'encadrement de l'armée apparaît dans les textes bibliques relatifs surtout au royaume d'Israël. Elle est dirigée par le chef de l'armée, ainsi qu'un ou deux grands officiers chargés des escadrons de chars, et un adjudant (šālîš) royal qui assiste le souverain en campagne. D'autres officiers militaires connus pour le royaume d'Israël semblent avoir été des soldats professionnels servant d'unité d'élite ou pour l'encadrement des troupes (les « cadets des gouverneurs », les « officiers de l'armée »). Si des mercenaires semblent avoir été employés (des soldats grecs ou chypriotes sont attestés à Tel Arad), le gros des troupes est mobilisé par le système de la conscription quand une campagne survient, pour lequel le Deutéronome énumère des conditions d'exemption (jeune marié, personne venant de construire une maison ou de planter un champ ou une vigne sans avoir pu faire la récolte, etc.).
Après la conquête du royaume d'Israël par l'Assyrie et du royaume de Juda par Babylone, ces deux régions perdent leur souveraineté au profit des grands empires et sont donc réduites en provinces administrées par des gouverneurs. L'administration de l'époque achéménide est la mieux connue. La Judée (Yehoud) et Samarie sont alors des provinces (mĕdīnāh) incorporées dans la vaste satrapie de Transeuphratène, dont le centre est à Damas. Il est parfois avancé que la Judée a été d'abord soumise à la Samarie, mais cette proposition manque de preuves. Ces provinces sont dirigées par des gouverneurs (peḥāh) issus de la population locale, qui à Samarie forment une véritable dynastie (Sanballat et ses successeurs). Elles sont subdivisées en districts disposant de leur propre administration et les textes relatifs à la Judée indiquent qu'à la base les Anciens ont toujours un rôle important. Se trouve aussi une assemblée (qāhāl) dont le rôle n'est pas clair. Suivant les principes de l'administration perse, les autorités des autochtones sont soumises aux représentants du pouvoir impérial dans la satrapie, qui sont souvent des Perses. Les populations dominées sont astreintes au versement d'un tribut régulier, à des corvées et à la fourniture de contingents militaires.

### Justice et droit

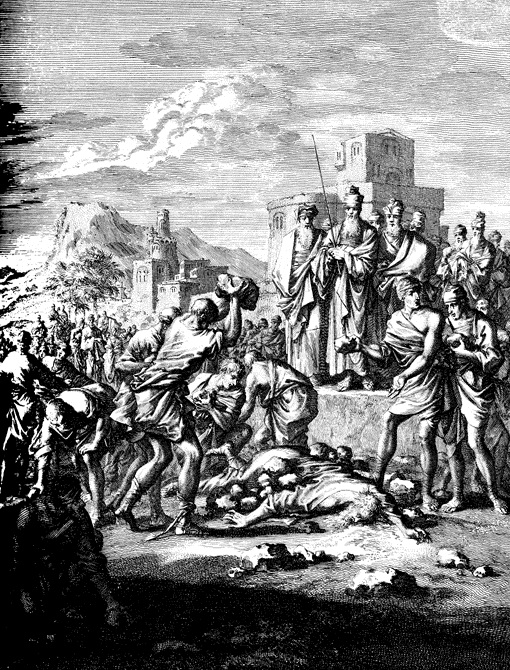
Jézabel fit tuer Naboth, Gravure sur cuivre représentant la lapidation dolosive de Naboth, de Caspar Luiken, 1712.

Plusieurs passages de la Torah contiennent des collections de prescriptions juridiques que l'on qualifie couramment de « codes » : le Décalogue et le Code de l'Alliance (qui évoque des questions sur l'esclavage, le vol de bétail, les crimes capitaux reflétant son ancienneté) dans le Livre de l'Exode, le Code deutéronomique dans le Deutéronome, le Code de sainteté (des règles sur le culte de Yahweh) dans le Lévitique et les Nombres. Les « lois » s'y présentent sous différentes formes : la plus répandue est la casuistique, caractéristique des textes juridiques du Proche-Orient ancien, exposant un cas et sa solution (« Si un homme frappe l'œil de son esclave, homme ou femme, et qu'il lui fasse perdre l'œil, il le mettra en liberté, pour prix de son œil. » dans Ex. 21, 26). Une autre forme est celle dite apodictique, qui donne des interdits et prescriptions sans en énoncer les sentences, sur un ton impératif (« Tu ne tueras point. » dans Ex. 20, 13). D'autres passages de la Torah et des Prophètes, en particulier dans les livres des Rois, contiennent des récits relatifs à des affaires judiciaires (le jugement de Salomon, la vigne de Naboth). Les livres sapientiaux contiennent également des discussions sur des principes de justice. En dehors du texte biblique, seuls deux ostraca relatifs à des affaires judiciaires ont été exhumés sur des sites de l'Israël antique. La Bible hébraïque constitue donc la source quasi-unique sur le droit de l'ancien Israël. Reste à savoir quelle valeur juridique accorder à ces textes. Ils s'inscrivent principalement dans les objectifs théologiques des rédacteurs de la Bible, et il n'y a aucune preuve que ces règles aient été effectivement appliquées dans le cadre d'affaires judiciaires durant la période antique. Mais, mis en parallèle avec les autres sources juridiques du Proche-Orient ancien, ils permettent dans une certaine mesure de reconstituer les structures et pratiques juridiques de l'ancien Israël, ainsi que ses conceptions sur la justice et l'équité.
Le texte biblique attribue une origine divine à la plupart des lois. Nombre d'entre elles dateraient de l'époque de l'Exode, et seraient donc à attribuer à la relation entre Moïse et Dieu. Même quand la justice est rendue par le roi, on lui donne une inspiration divine, la sagesse du roi étant un don de Dieu. La Loi (généralement désignée par le terme tôrāh) a donc un caractère sacré, même si elle est souvent énoncée par des hommes. Il faut donc obéir à ces lois, car c'est respecter les volontés et l'autorité de Yahweh et de son représentant terrestre le roi. Cette obligation est renforcée dans le cadre de la conception de l'Alliance entre Dieu et son peuple : le respect de la Loi est une des obligations qu'implique pour les seconds la soumission au premier, et en échange ils connaîtront la prospérité ; en revanche s'ils ne la respectent pas l'Alliance est rompue et ils connaîtront un châtiment. Dans les faits, il apparaît que la Loi n'est pas immuable, des principes évoqués dans un livre biblique pouvant se trouver en contradiction avec ceux énoncés dans un autre. Il est donc considéré que la Loi peut évoluer suivant les volontés de Dieu, parfois certains passages peuvent être abrogés, ou bien les anciennes règles font l'objet d'une réinterprétation. En fait, la nature des textes bibliques ne permet pas de savoir précisément à quelle époque les règles qui y sont exposées ont été appliquées (même si on peut le supposer), ou même si elles ont jamais été appliquées avant leur consécration à la période post-exilique, car elles sont en grande partie la conséquence des projets des rédacteurs et compilateurs de celle-ci,.
Concrètement, la justice est exercée par les autorités administratives, et en premier lieu le roi et les hauts dignitaires. Au niveau de la communauté locale, les Anciens ont un rôle important, ainsi que les prêtres dans les affaires religieuses. La procédure judiciaire est mal connue parce qu'elle n'est pas bien documentée. Elle commence en général par une plainte d'une personne auprès d'une autorité judiciaire, ou bien l'intervention d'un témoin d'une affaire, et peut prendre la forme d'une pétition. Le jugement est rendu par un collège de juges, dont le nombre exact n'est pas connu. Il repose sur la recherche de témoignages et de preuves matérielles, parfois avec l'intervention de pratiques divinatoires ou bien d'un serment par Dieu censé garantir la sincérité de la personne qui le prononce. Une fois la sentence prononcée, les autorités judiciaires se chargent d'en assurer l'application.
Les textes judiciaires de la Bible hébraïque abordent une grande variété de cas. Les sujets les plus courants du droit pénal des textes législatifs de l'Orient ancien y sont évoqués. Les peines suivent des principes symboliques comme la loi du talion impliquant que le châtiment du coupable soit équivalent au tort infligé à la victime, autorisant les personnes dont un membre de la famille aurait été tué à exécuter son meurtrier. Les amendes sont courantes, notamment pour des atteintes à des propriétés. D'autres peines visent à restaurer la faute commise, par exemple en remplaçant un objet volé. Certaines peines sont humiliantes. Les sujets relatifs au droit de la famille et aux offenses sexuelles sont également abordés : mariage, relations parents-enfants, viols, avortements, etc. D'autres passages touchent au droit de la propriété, et à celui de propriétés spécifiques, les esclaves. Les règles cultuelles sont nombreuses, en particulier dans le Code sacerdotal qui définit les tâches des prêtres, ce qui est une singularité par rapport aux textes juridiques du Proche-Orient ancien. Beaucoup concernent les comportements qui pourraient entacher d'impureté ceux qui les suivraient (par exemple les interdits alimentaires). Une bonne partie de ces lois a été réinterprétée ou formulée dans le contexte de la période post-exilique et des volontés de former et préserver l'identité des Israélites (interdiction de l'union avec des femmes étrangères, circoncision, pratiques alimentaires).

## Aspects sociaux et économiques

### Famille et maisonnée
Les textes bibliques évoquent plusieurs termes désignant les structures sociales de base : une personne appartient à une tribu (šēbeṭ), un lignage ou clan (mišpāḥah) et la famille au sens large ou maisonnée (bêtʾāb, la « maison du père »). Dans les faits, la tribu a peut-être eu une importance durant la période pré-monarchique, mais elle n'a pas de rôle important à l'époque monarchique et n'est ressuscitée qu'à l'époque post-exilique pour des raisons idéologiques, sans grande incidence sociale. La maisonnée, consistant en général en une famille élargie et des serviteurs (même si certains avancent que la famille nucléaire est plus courante), est la structure essentielle qui définit la place des gens dans la société et constitue leur cadre socio-économique de base, qu'elle travaille pour son propre compte, dans un cadre communautaire ou bien pour le palais royal ou des aristocrates (ces différents cas pouvant être combinés). Cette unité semble bien correspondre aux résidences fouillées sur les sites de l'Israël antique. Elle fonctionne suivant un principe patriarcal, avec à sa tête le chef de famille qui fait partie du groupe des Anciens dirigeant les affaires locales.
Les mariages sont fondamentaux dans les stratégies des familles, et ils semblent généralement arrangés par les chefs des maisonnées. Les textes bibliques présentent leurs principes, qui sont en gros similaires à ceux attestés dans d'autres civilisations du Proche-Orient ancien (Babylone, Ugarit). Le père de la mariée reçoit le « prix de la mariée » ou « don nuptial » (mōhar), versé en argent ou en biens. Après le mariage, l'épouse (ʾiššâ) rejoint la famille de son époux en apportant sa dot (šillûḥum), qui consiste en des biens ayant une utilité économique, parfois des terres et des esclaves. La majorité des unions est monogame, mais le mari peut prendre des épouses secondaires. La femme doit une fidélité exclusive à son époux, et l'adultère est puni de mort. L'époux peut répudier sa femme : si c'est parce qu'elle a commis un acte jugé mauvais, il conserve sa dot ; si c'est parce qu'il la prend en haine, elle garde sa dot. La femme ne peut en revanche demander la dissolution de l'union. Le lévirat semble avoir été pratiqué : si le mari meurt sans descendance, sa veuve s'unit à son frère.

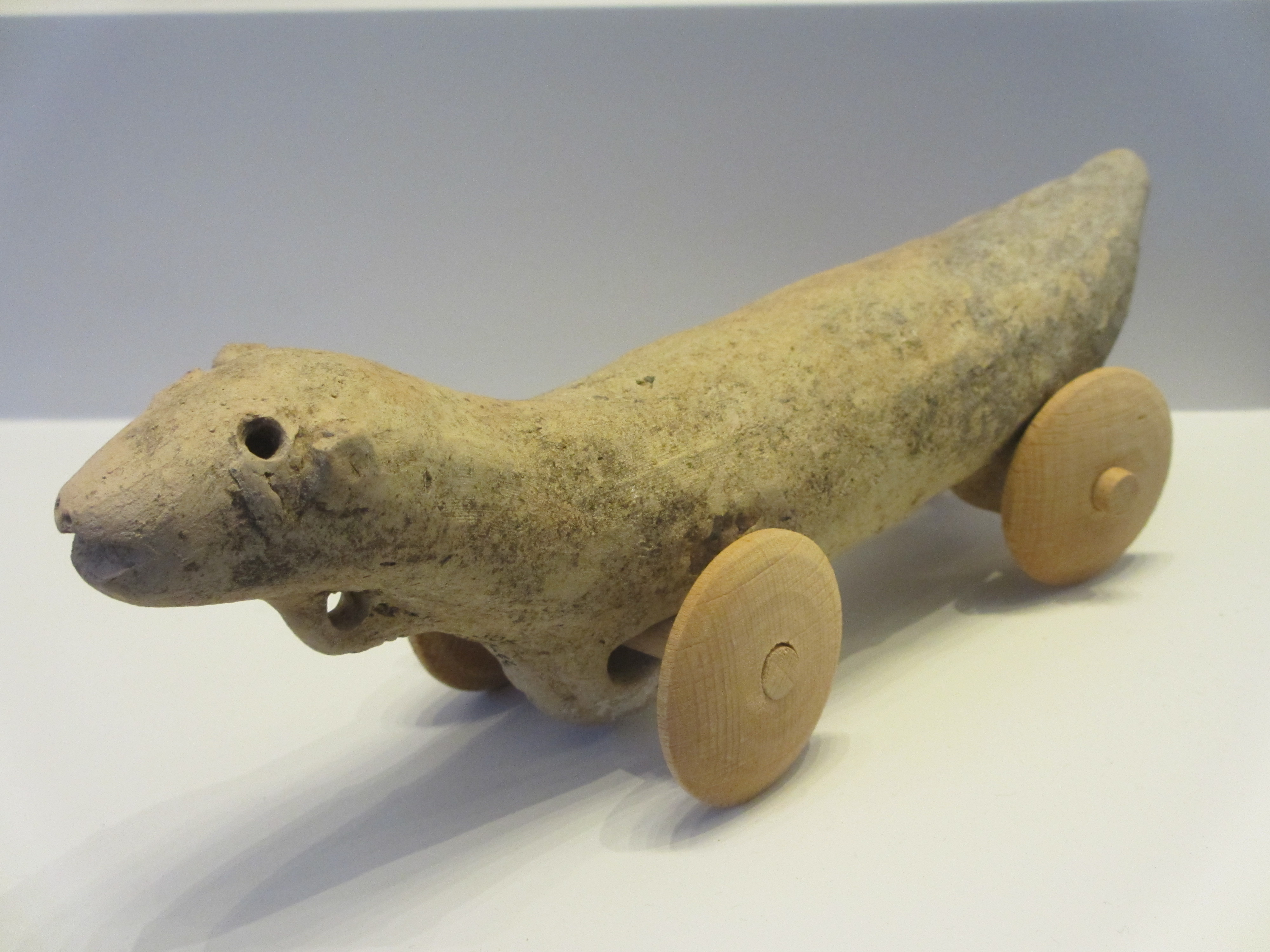
Jouet en forme de loutre, Bet Shemesh, (Musée d'Israël, Jérusalem).

Les deux tâches principales de l'épouse sont l'assistance à son époux dans la direction de la maisonnée, et la procréation. Si elle ne peut pas enfanter, elle peut donner à son mari une de ses esclaves pour qu'elle donne un enfant au couple, dont la maîtresse de maison serait alors considérée comme la mère (peut-être conjointement avec l'esclave) ; l'adoption est une autre solution (en particulier si c'est l'époux qui est stérile). Les enfants sont tenus de respecter leurs parents suivant un des commandements du Décalogue. S'ils frappent ou maudissent leurs parents, ils sont passibles de la peine de mort. Ils ne doivent également pas avoir une conduite déshonorant leurs parents, et sont punis s'ils le font ; ainsi, une fille n'étant pas restée vierge jusqu'à son mariage est lapidée devant la porte de la maison de son père pour réparer le déshonneur. Les droits des parents envers les enfants ne sont cependant pas absolus dans les textes bibliques, qui conservent le souvenir de temps révolus durant lesquels un père aurait eu droit de vie ou de mort sur ses enfants et pouvait faire de sa fille une prostituée. Les fils doivent hériter du patrimoine familial à la mort du père de famille ; si celui-ci n'a pas de fils, ce sont ses filles qui héritent à condition qu'elles épousent des hommes de son lignage. L'héritier principal reçoit une part double de celle des autres fils ; c'est en principe le fils aîné (bekor), mais le père peut désigner un autre de ses fils à sa place dans certains cas.
Les maisonnées peuvent également comprendre des esclaves (ʿebed pour les hommes, ʾamah/šipḥah pour les femmes), qui sont considérés comme la propriété de leur maître. Ils sont réduits à ce statut à la suite de dettes impayées, des peines juridiques, après avoir été faits prisonniers lors d'un conflit ou bien parce qu'ils sont nés d'esclaves. Les textes bibliques prescrivent de ne pas les maltraiter excessivement, en particulier s'il s'agit d'Israélites tombés en esclavage pour dettes, pour lesquels ce statut n'est, en théorie, que temporaire (six ans selon le Livre de l'Exode,).

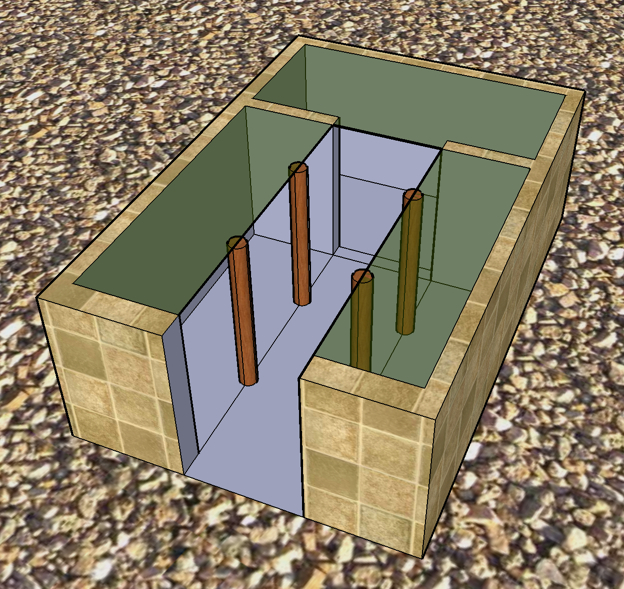
Reconstitution du rez-de-chaussée d'une maison à quatre pièces caractéristique de l'Israël antique.

Les différentes activités de la maisonnée sont concentrées autour de sa résidence, qui durant la période monarchique est en général du type dit « maison à quatre pièces », ou du modèle apparenté à trois pièces. Les résidences urbaines couvrent en général entre 40 et 70 m2, mais celles des élites dépassent les 100 m2, reflétant l'existence de grandes disparités sociales en ville ; elles sont plus vastes dans les sites ruraux, en général entre 100 et 150 m2, mais présentent moins d'écarts de taille ce qui semble indiquer des inégalités sociales moins poussées. Il s'agit d'une construction rectangulaire, aux murs en briques crues et en pierre, divisée comme son nom l'indique en quatre pièces : les trois premières se trouvent après l'entrée dans un espace principal où elles sont séparées par des piliers servant à supporter le plafond et généralement reliés entre eux par un mur intérieur, de façon à former trois pièces allongées (oblongues) ; la quatrième pièce, disposée en largeur (barlongue) occupe le fond de la maison, séparée par un mur. Une variante courante (en particulier en ville) est la « maison à trois pièces » dans laquelle l'espace principal est séparé en deux pièces par une seule rangée de piliers.
L'étude de ces bâtiments a permis de grandement améliorer la connaissance de la vie des anciens Israéliens, mais de grandes zones d'ombres demeurent. Les fonctions de ces différentes pièces sont discutées, rien ne prouvant qu'elles aient eu une attribution unique. Des bases d'escaliers ont été repérées dans de nombreuses maisons, pouvant mener à un étage supérieur qui semble probable dans bien des cas et a dû servir d'espace de vie, le rez-de-chaussée ayant apparemment des attributions plus utilitaires (stockage, atelier, voire étable pour le petit bétail). Les toits sont en terre battue. Le matériel retrouvé dans ces résidences consiste notamment en des fours fixes ou mobiles, des fosses servant au stockage d'aliments, et aussi des instruments servant à la transformation d'aliments (pressoirs à huile ou vin) ou à d'autres activités artisanales. Il s'agit donc d'espaces de vie et de travail pour toute la maisonnée, en milieu rural comme urbain. Il semble qu'en général ces résidences sont destinées à des familles élargies, mais les plus petites, en particulier en ville, pourraient avoir été occupées par des familles nucléaires (cinq à sept personnes pour les plus vastes),.

### Les sites urbains

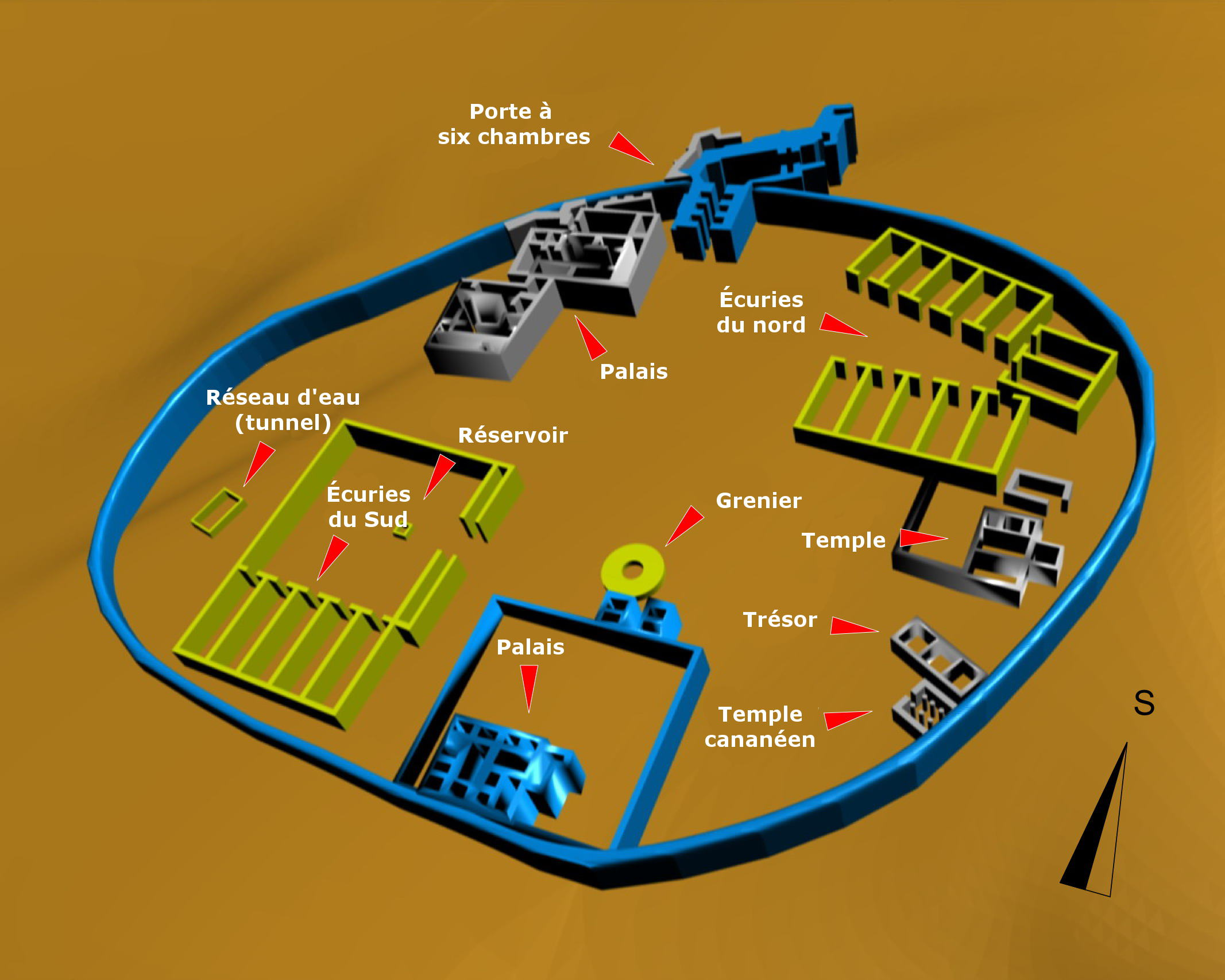
Plan du site de Megiddo à l'époque monarchique : en bleu les constructions attribuées par Yadin à Salomon et par Finkelstein aux Omrides, dont la porte à tenaille et le palais ; en jaune les constructions de la période suivante, dont les deux « écuries ».

La fin de l'âge du bronze récent a été marquée en Palestine par un déclin des sites urbains, dont l'essor reprend rapidement aux débuts de l'âge du fer, avant tout sur la plaine côtière. Mais progressivement les sites de l'intérieur connaissent une expansion, en général à partir de sites déjà occupés depuis plusieurs millénaires. La constitution de la monarchie à partir de la seconde moitié du XIe siècle voit l'essor des constructions monumentales sur les sites principaux. De nombreux sites sont cependant de nouvelles fondations, comme Samarie, dont la construction sous le règne d'Omri a nécessité une importante planification des travaux, avec notamment la construction d'une terrasse artificielle d'environ trois hectares. Émerge alors un réseau urbain caractéristique de l'époque monarchique, dominé par les deux grandes capitales, Samarie et Jérusalem, qui s'étendent à leur maximum de cette période sur une surface de 60 hectares pour la première, et peut-être jusqu'à 75 hectares pour la seconde, ce qui leur donnerait (très approximativement) une population d'environ 15 000 habitants. Viennent ensuite des sites urbains secondaires comme Megiddo, Hazor ou Lakish qui servent de centres administratifs provinciaux (entre 3 000 et 5 000 habitants), puis un ensemble de petites bourgades fortifiées de moins de dix hectares. Les sites urbains sont en général plus petits que ceux des périodes précédentes (Hazor couvrant 80 ha à la fin de l'âge du bronze). Marqués par de fortes disparités sociales, ils servent de résidences aux élites liées à l’État et à l'ensemble de personnes à leur service (scribes, artisans, esclaves, etc.). Les plus petits sites fortifiés sont des fortins où sont établies des garnisons, comme Tel Arad, Kuntillet Ajrud, Qadesh Barnéa ou Qumrân, mesurant entre une trentaine et une cinquantaine de mètres de côté, disposant de murs épais, de tours, de réservoirs à eau et de silos à grains (pour leur approvisionnement et peut-être les besoins de l'État) et dans plusieurs cas d'un espace cultuel.

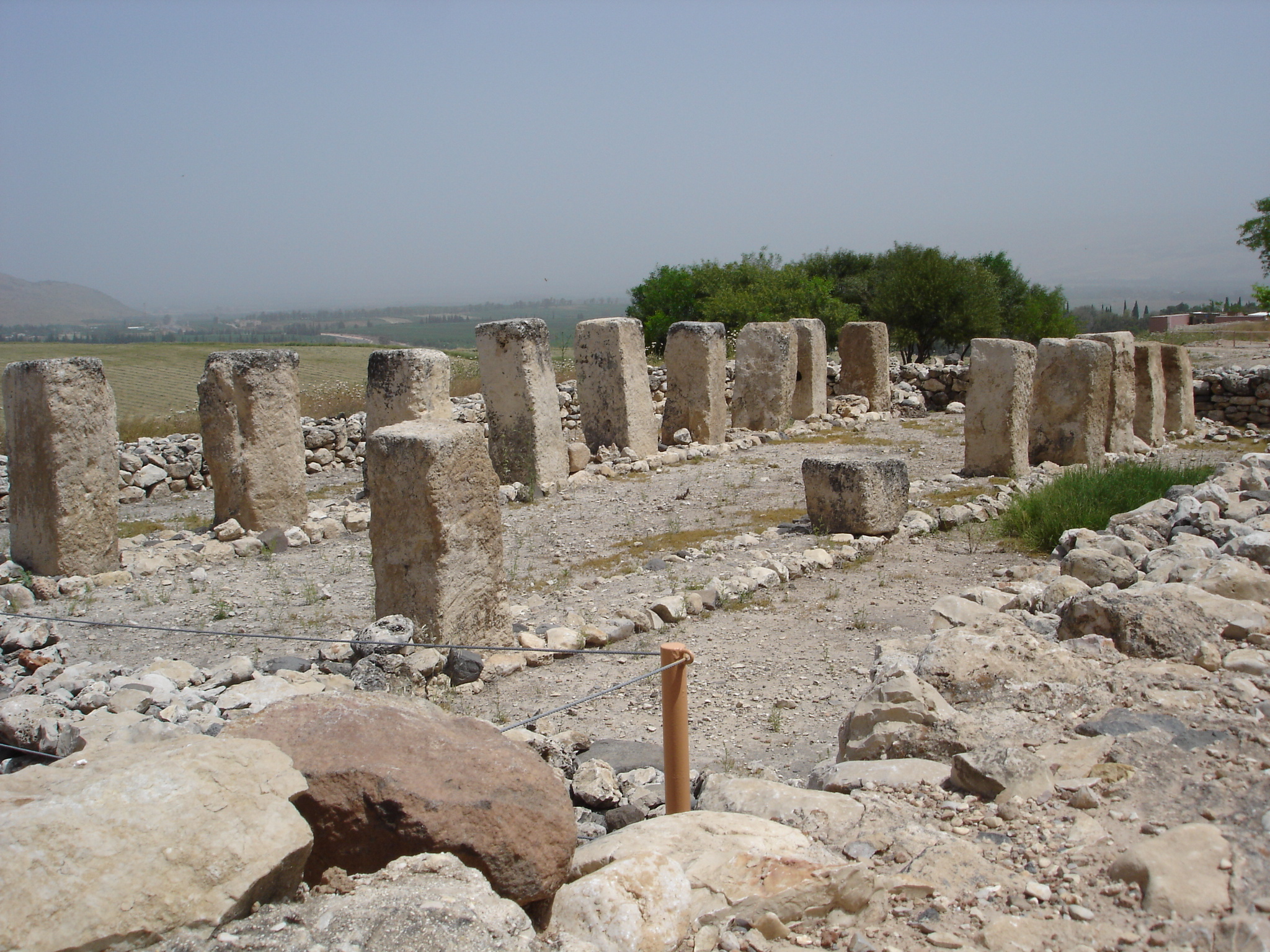
Ruines d'un bâtiment à piliers à Hazor.

Les sites urbains de l'Israël antique, généralement situés sur des hauteurs et appelés de nos jours des « tels », recouvrent généralement les constructions des périodes antérieures. Ils sont caractérisés par leurs fortifications et leurs monuments principaux, à caractère administratif et religieux. Les murailles sont généralement massives, défendues par des tours et souvent ouvertes par une porte fortifiée unique, comme les « portes à tenaille » dégagées à Megiddo, Gezer et Hazor. Ces agglomérations ont en effet une fonction avant tout administrative et militaire qui se marque dans leur paysage. Le site de Lakish est ainsi dominé par un bâtiment de type palatial et ses dépendances, servant manifestement pour le gouverneur local et ses services. D'autres bâtiments servent sans doute de garnisons à des troupes. Les bâtiments officiels sont souvent caractérisés par leur plan complexe et des salles à piliers, comme les bâtiments tripartites à piliers servant apparemment de magasins (mais parfois identifiés comme des écuries à Megiddo). Le palais royal de Samarie constitue quant à lui un important complexe dominé par un bâtiment central d'environ 2 500 m2 entouré de plusieurs bâtiments administratifs, et séparé du reste de la ville par un mur d'enceinte ; les portes étaient sans doute décorées par les chapiteaux à volutes (dits « proto-éoliques ») dégagés sur le site. Pour assurer leur approvisionnement en eau, et en particulier pour faire face aux risques de sièges, plusieurs cités sont dotées de tunnels menant à des sources, comme le tunnel d'Ézéchias repéré à Jérusalem ; des puits servent pour l'apport en eau le plus courant. Les espaces résidentiels des sites urbains de l'Israël antique sont situés dans des quartiers souvent agencés de façon peu ordonnée, à moins qu'ils n'aient fait l'objet d'une planification les ayant organisés autour de larges artères,.

### L'agriculture et les campagnes

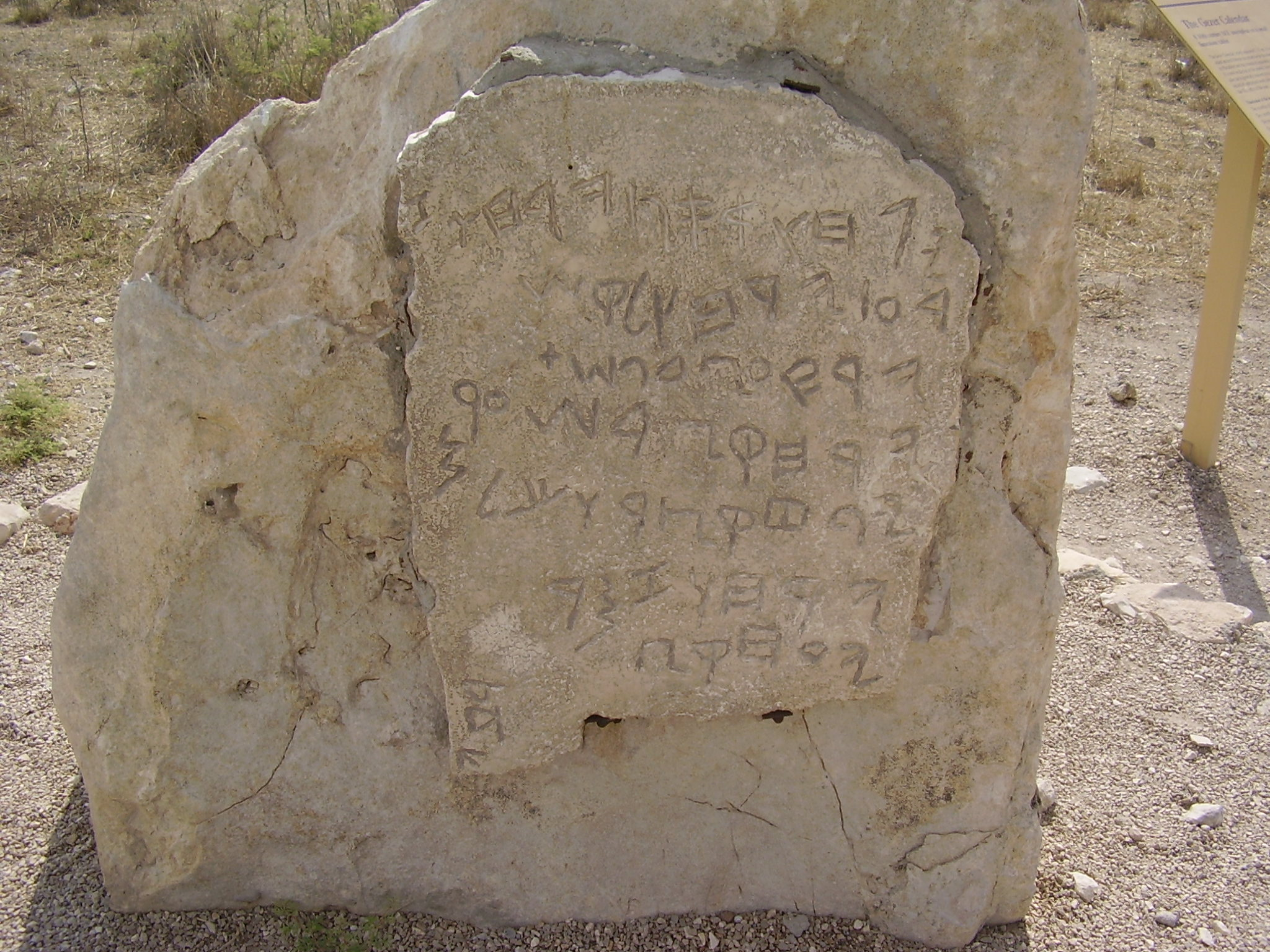
Copie du « calendrier de Gezer », sur le site de Gezer.

Depuis l'âge du bronze, l'agriculture de la Palestine repose sur une polyculture associée à un élevage typique des pays de la zone méditerranéenne. Le climat est marqué par un été chaud et sec, une pluviométrie concentrée surtout sur l'automne et le printemps, connaissant de fortes variations annuelles qui font que certaines années peuvent être particulièrement critiques pour les cultures si la saison végétative est trop courte. Le relief accidenté des hautes terres rend difficile le développement d'une agriculture sur une vaste zone. En dehors des régions basses plus larges comme la Shéphélah et Jezréel, les zones basses exploitables sont souvent des vallées étroites, notamment celles creusées par des ouadis. En raison du peu de cours d'eau pérennes (surtout le Jourdain), l'irrigation ne peut se développer à une échelle importante. Les pentes des collines peuvent en revanche être mises en culture grâce à des travaux de terrassement ; des terrasses de culture servent à retenir l'écoulement des eaux et à stabiliser les sols, ce qui est très favorable pour le développement des cultures arbustives.
Dans les champs, la principale plante cultivée est l'orge, mais les légumineuses (pois chiches, lentilles) et le lin occupent une place importante ainsi que divers types de légumes plantés dans de petits jardins (oignons, poireaux, melons, etc.). Les cultures arbustives ont pris avec le temps une grande importance dans l'économie agricole : l'olivier et la vigne, les figuiers en particulier. L'élevage repose avant tout sur le petit bétail, les moutons et les chèvres, bien adaptés aux conditions naturelles locales, et qui peuvent faire l'objet d'un élevage de transhumance entre régions basses et hautes. Le porc est en revanche très rare, ce qui renvoie vraisemblablement à des raisons culturelles propres aux Israélites et au tabou qui pèse sur ces animaux dans le judaïsme.
La combinaison de ces différentes cultures aux rythmes différents sur un même terroir rend l'année agricole très chargée, comme l'illustre le « calendrier de Gezer », inscrit sur une tablette du Xe siècle, qui débute vers septembre : deux mois de récolte des olives, deux mois de plantation et deux mois de plantation tardive, puis un mois de cueillette du lin, un mois de récolte de l'orge, un mois de moisson, deux mois de taille de la vigne, un mois pour récolter les fruits d'été. La période de l'âge du fer est marquée par une intensification progressive des cultures, sous l'influence de l'essor démographique, le développement des royaumes qui impulsent de véritables politiques de développement agricole, puis les influences extérieures comme l'essor des échanges internationaux en direction du bassin méditerranéen, de l'Arabie et des centres des empires mésopotamiens. La pratique de la culture en terrasses connaît une expansion. La culture d'olives pour produire de l'huile et de vigne pour produire du vin connaissent un essor remarquable, comme l'attestent les nombreux espaces de pressage et de foulage identifiés sur des sites ruraux, stimulés en partie par l'essor de la demande internationale. L'horticulture avait aussi pour avantage d'être moins soumise aux aléas climatiques que la céréaliculture. Ces évolutions ont sans doute favorisé progressivement un début de spécialisation des terroirs dans certaines productions.
Les campagnes de l'Israël antique ont vu leur habitat se développer de façon remarquable durant la période monarchique, comme l'ont révélé les prospections au sol et les fouilles de sites ruraux. L'habitat est dispersé, voyant cohabiter des fermes isolées et des villages regroupant plusieurs résidences, souvent accolées et dans plusieurs cas protégées par un mur d'enceinte rudimentaire, à moins que les habitations ne soient disposées de façon circulaire pour former une sorte d'enclos. Comme en ville, les maisons suivent souvent le modèle commun de la maison à quatre pièces, mais sont souvent plus vastes et décomposées en plus d'unités internes, et jouxtées par des cours et d'autres bâtiments à fonction économique. Elles sont habitées par des familles étendues, et les villages semblent souvent occupés par des familles d'un même lignage. Des structures collectives y ont été dégagées, notamment de vastes espaces de pressage d'olives ou de raisins, ainsi que des greniers et silos à grains, et les terrasses de culture qui sont le produit d'un travail collectif. La maisonnée et la communauté villageoise (dirigée par les Anciens, qui sont les chefs des familles) sont donc les unités socio-économiques de base du monde rural. On remarque que la stratification sociale semble peu marquée dans les campagnes : les maisons ont des tailles relativement proches et leur mobilier est homogène.
Du point de vue des structures agraires, il faut cependant envisager une situation diversifiée : certaines communautés villageoises ont pu bénéficier d'une relative autonomie, mais les campagnes sont marquées par la présence de grands domaines dépendant du palais royal ou provincial, des aristocrates et sans doute des grands sanctuaires. L'élevage est également caractérisé par l'opposition entre des petits troupeaux dépendant des maisonnées et gardés collectivement, et les grands troupeaux des plus riches, surtout ceux de la couronne. Les exploitations royales sont sans doute dirigées à partir de leurs propres centres de production et de stockage, peut-être localisés dans des forteresses, et à l'origine de certains des grands complexes de transformation de produits agricoles comme celui de Beth Shafafa. Les ostraca de Samarie datés du VIIIe siècle documenteraient l'envoi d'huile d'olive et de vin des domaines royaux vers les magasins royaux des sites urbains.

### Poids et mesures

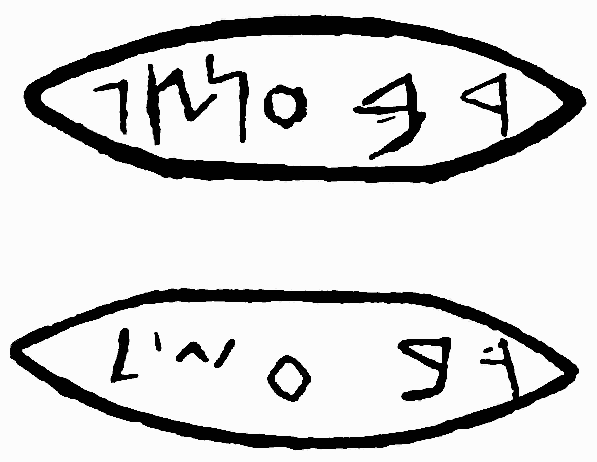
Inscriptions sur un poids samaritain en hématite.

L'Israël antique utilisait essentiellement des poids en pierre, taillés en forme de demi-sphère. Ces poids portaient la mention de leur valeur en chiffres, et plus rarement des inscriptions. On connaît aussi quelques poids en métal (bronze et fer) présentant des formes variées (cubes, animaux, ou simplement en demi-sphère). Ces formes s’inspirent des modèles égypto-phéniciens et mésopotamiens. Quelques poids portent la mention de noms propres, peut-être la marque de leurs propriétaires ou de l’officiel chargé de garantir sa fiabilité. Au VIIe – VIe siècle, on a trouvé un nombre important de poids dans les grandes villes de Juda (Jérusalem, Lakish, Arad). Dans les provinces alors assyriennes de Samarie et Megiddo, le système des poids utilisé est en revanche encore mal connu.

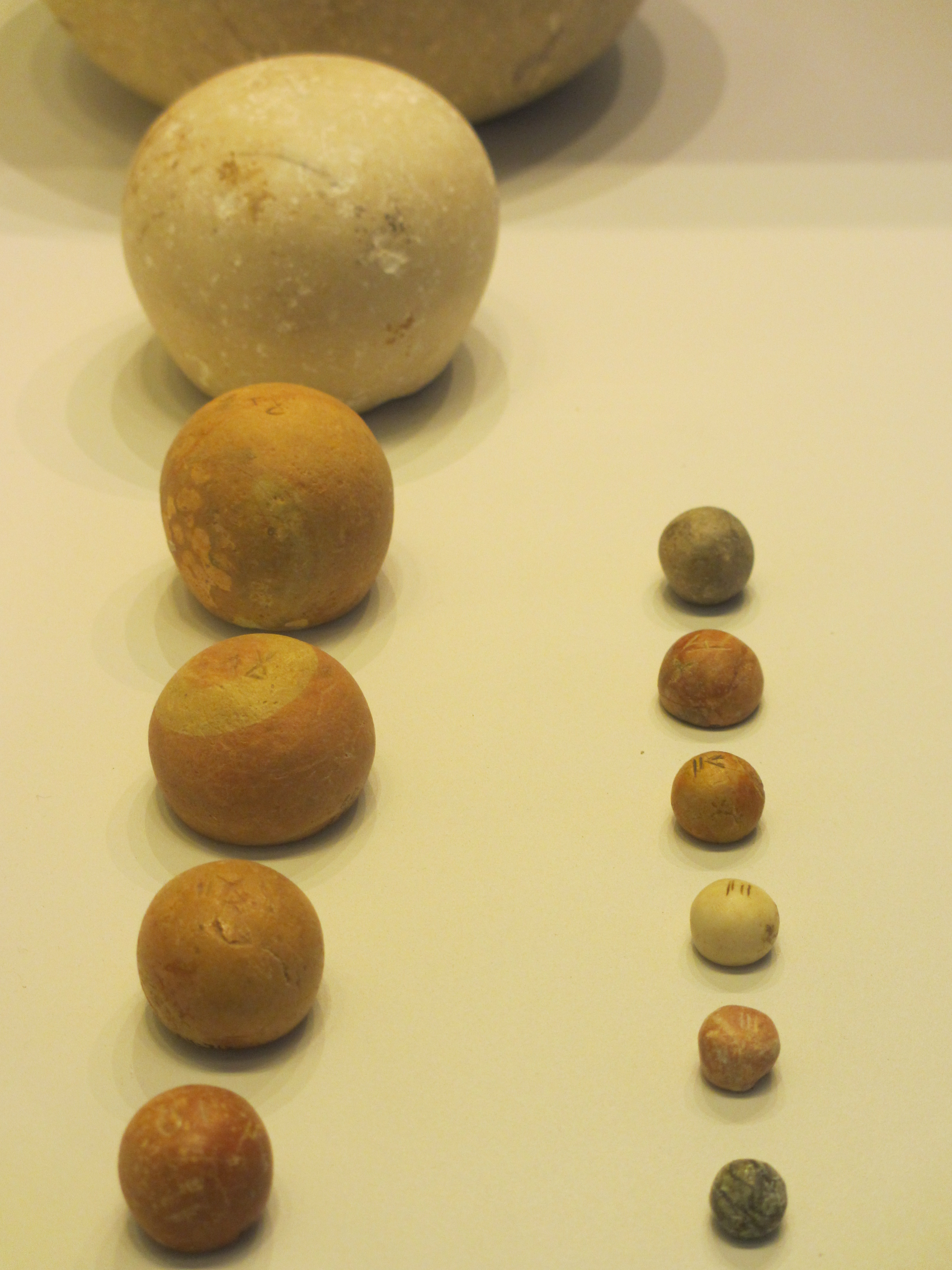
Poids judéens de 2, 3, 4, 6, 8, 10 gerah et 1, 2, 4, 8, 40, 400 sicles (šeqel), (Musée d'Israël, Jérusalem).

Différents systèmes de poids sont employés dans le royaume de Juda,. Le premier système est basé sur le sicle (šeqel). 53 sicles ou ses subdivisions ont été retrouvés à Juda. Un sicle vaut en moyenne 11,33 g. Il peut être divisé en quatre. La plupart des poids portent le symbole š, abrégé de la première lettre du mot šeqel, suivi d’une valeur numérique. Les deux sont écrits en hiératique égyptien. Sur les ostraca, « sicle » figure parfois écrit en entier, mais le plus souvent il est écrit aussi en abrégé avec la lettre shin. Pour peser de petites quantités de biens précieux (or, encens, épices), on utilise une unité plus petite équivalent à 1/20 ou 1/24 de sicle. Ces poids portent la mention d’une valeur numérique en hiératique ou en hébreu. Cette fraction de sicle dont le nom n’apparaît pas sur le poids semble correspondre à ce que la Bible hébraïque appelle un gerah. Ce système est fortement influencé par le système de mesure de l'Égypte antique. Le poids de base, huit sicles, équivaut à un deben du Nouvel Empire égyptien. Cette adaptation du système égyptien est liée à la forte influence de l'Égypte et témoigne peut-être de la volonté d’encourager le commerce.
À côté du système šeqel - gerah, il existe un autre système de poids. Ceux-ci sont essentiellement en pierre, mais avec des noms de mesures écrits en hébreu en toutes lettres : nesef (9,659 g), pym (7,815 g) et beqʿa (6,003 g). La relation de ce système avec le précédent n’est pas clairement établie. Il était peut-être réservé à un usage exclusivement local. Le terme beqʿa, qui signifie « diviser », apparaît plusieurs fois dans la Bible hébraïque ; le terme pym n'y apparaît qu'une fois (1S 13, 21) et son étymologie n'est pas connue. Les autres unités de poids mentionnées dans la Bible (maneh, kikkar) ne sont pas attestées. Le système du sicle se met en place en Juda au plus tôt au VIIIe siècle, peut-être sous le règne d'Ézéchias.

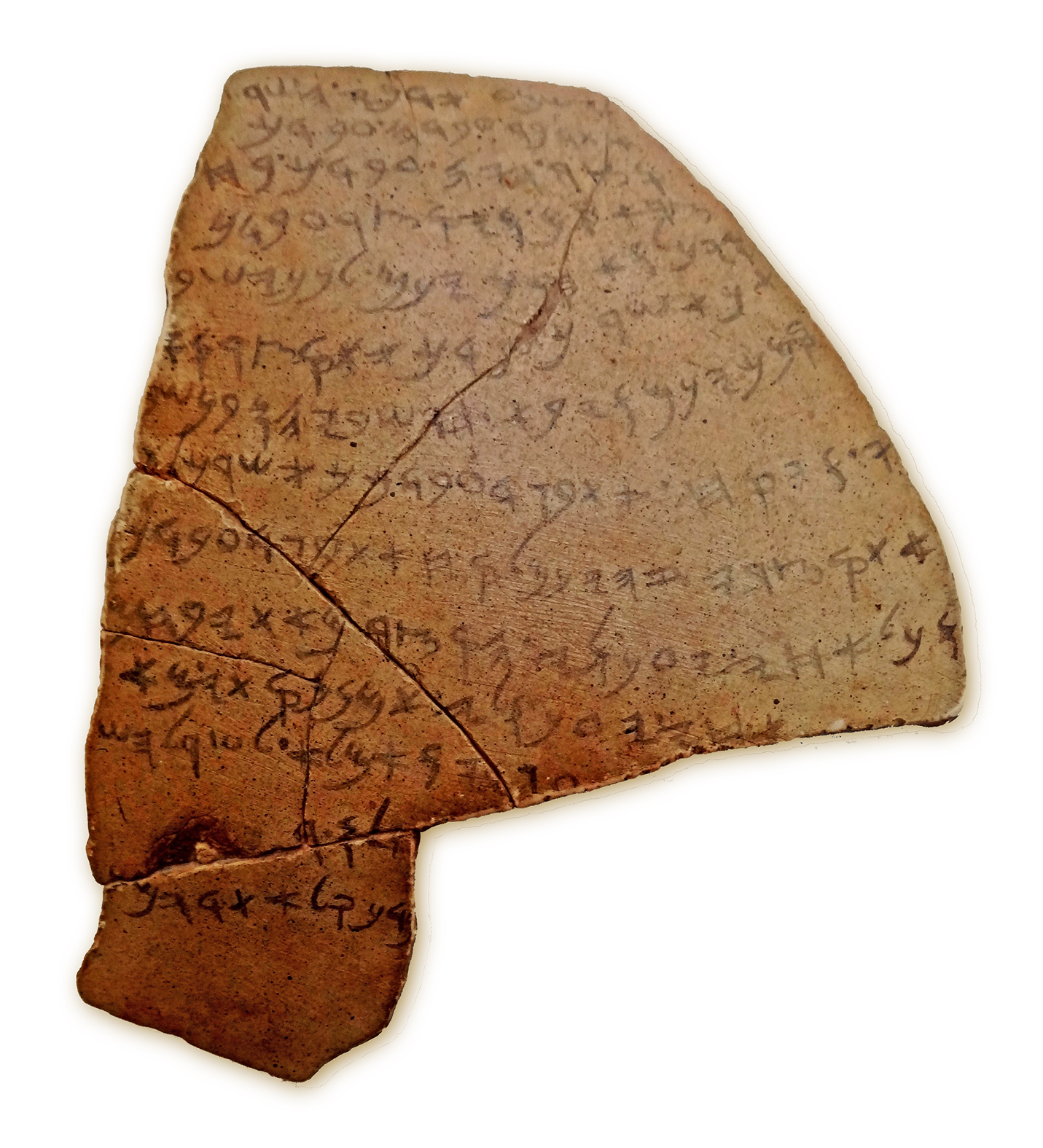
Ostracon du découvert lors de fouilles près d'Ashdod.

### Échanges et commerce
Le contrôle des systèmes de poids et leur présence plus importante sur les sites israélites au cours du temps semble révéler l'importance croissante des échanges dans l'économie. Une grande partie des échanges prend sans doute place dans un circuit contrôlé par l'administration, reposant sur le prélèvement et la redistribution des surplus des domaines agricoles. C'est ce que semblent documenter les ostraca exhumés à Samarie, Jérusalem et Arad. Le commerce local devait cependant exister, notamment dans les « bazars » (hûsôt), dont des exemples ont été dégagés à Tel Dan et Ascalon. Plusieurs passages du Livre des Rois semblent relatifs à l'existence d'un commerce local actif reposant sur des biens de consommation ordinaire, et apparemment régi dans une certaine mesure par les lois du marché (notamment en période de crise).
Les axes majeurs des échanges à longue distance (la « Route de la mer » à l'ouest et la « Route du Roi » à l'est) évitent les royaumes d'Israël et de Juda, mais ceux-ci ont pu à plusieurs reprises tirer profit de la proximité de ces voies. La proximité des riches cités marchandes phéniciennes, en premier lieu Tyr, a été un élément attractif pour les rois israélites, comme le révèlent les récits sur les relations entre Salomon et Hiram, et le mariage d'Achab avec Jézabel. Le contrôle des routes du nord, en direction de la Phénicie et de la Syrie, fut donc un objectif pour les rois d'Israël. Les récits relatifs aux implications des rois de Juda dans le commerce international sont absents de la Bible, mais le développement de sa partie méridionale durant le VIIe siècle pourrait être lié à une plus grande intégration dans les échanges à longue distance, en direction de la côte mais aussi des cités de l'Arabie du Sud.

### La diaspora
À partir de la période des guerres contre l'Assyrie, une partie de la population originaire d'Israël et de Juda vit en dehors de ces pays, à la suite de déportations ou d'une émigration volontaire : c'est le phénomène de la diaspora, qui devient dès lors une caractéristique essentielle de la communauté judéenne/juive, partagée entre ceux qui sont restés dans le pays d'origine et ceux qui en sont partis, dont une grande partie fait souche en pays étranger.

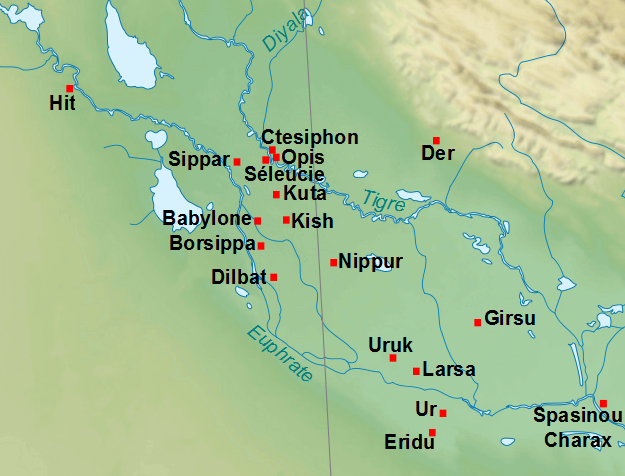
La Babylonie au moment de l'établissement des premières communautés judéennes déportées.

Le sort des personnes déportées par les Assyriens est inconnu en l'absence de documentation. En revanche, les sources sur la communauté judéenne exilée en Babylonie après les guerres du temps de Nabuchodonosor II sont consistantes : des textes bibliques (Livres d'Esdras, d’Ézéchiel, etc.) et des tablettes cunéiformes exhumées en Babylonie. Les élites politiques et religieuses sont les premières visées par les déportations qui ont visé à décapiter le noyau des révoltes, ce qui n'empêche pas qu'elle soit bien traitée par les Babyloniens, la famille royale étant accueillie à la cour babylonienne. Mais elle n'a alors plus d'autorité politique. Les religieux de leur côté ne cherchent jamais à reconstituer un culte de Yahweh en Babylonie, sans doute dans l'attente d'un retour. Les déportés de rang moindre sont documentés par plusieurs tablettes cunéiformes de nature juridique et économique, en particulier celles datées de l'époque achéménide provenant d'une agglomération nommée la « Ville de Juda » (située près de Borsippa) qui semble avoir été peuplée de nombreux descendants de déportés, repérés par leurs noms yahwistes. Ces documents les montrent en train de se livrer à des affaires diverses comme le font les autres habitants de la région, témoignage de leur intégration dans cette région. Ils avaient été établis dans des villages de cette région, mais aussi de celle de Nippur, dans le cadre de projets de mise en culture de nouvelles terres. Après plusieurs générations, les déportés font souche en Babylonie sans pour autant être totalement acculturés, et préservent leur identité judéenne.

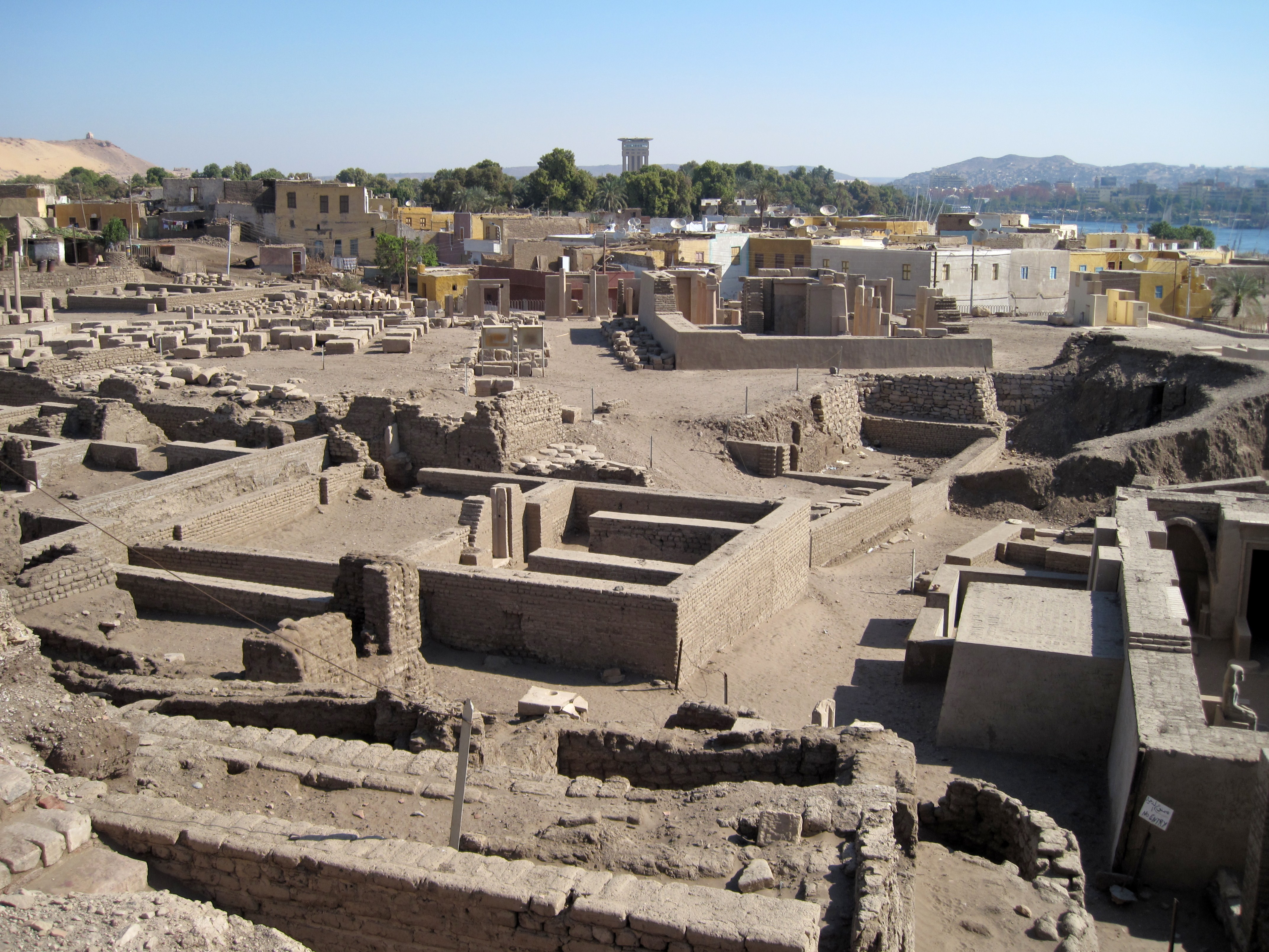
Éléphantine.

L'autre partie de la diaspora judéenne connue par des sources consistantes illustre un autre phénomène constitutif de la diaspora dès l'époque babylonienne, celui résultant d'une émigration volontaire. Il s'agit de la communauté d'Égypte, documentée elle aussi par des textes bibliques et des textes retrouvés sur place, les papyri et ostraca écrits en araméen retrouvés à Éléphantine, datés de l'époque achéménide. Elle est notamment alimentée par les fuites à la suite de l'assassinat de Godolias. Une partie de ces émigrés travaille dans des activités agricoles, mais d'autres servent de mercenaires, comme ceux établis à Éléphantine, près de la cataracte de la frontière sud. À la différence de ceux de Babylonie, ils poursuivent le culte de Yahweh dans leur terre d'accueil où ils lui ont érigé un temple, et vénèrent à ses côtés d'autres divinités, notamment différentes hypostases d'Anat. Il semble donc que l'espoir d'un retour est moins fort chez ces émigrés volontaires que chez les déportés de Babylonie. Mais l'influence du temple de Jérusalem reconstruit touche progressivement une partie de la communauté judéenne d'Égypte qui se rallie aux réformes religieuses et embrasse le judaïsme.

## Religion
L'Israël antique est surtout connu pour son univers religieux, marqué par le monothéisme affirmé par la Bible hébraïque. Cet ensemble de textes religieux présente cependant plutôt une sorte de programme et d'idéal qu'une situation réelle, et comprend de nombreux passages dénonçant des pratiques jugées incorrectes. Il faut donc souvent estimer que ces dernières étaient courantes avant le triomphe du monothéisme aniconique centré sur le dieu national Yahweh et son temple unique de Jérusalem.
Ce sont ces évolutions qui singularisent finalement la religion juive par rapport à celle des autres pays du Proche-Orient ancien et en font un moment crucial aux conséquences majeures sur l'histoire humaine. Ces changements sont très débattus : les étapes de l'émergence de la croyance en un Dieu unique sont discutées, en particulier l'existence d'un polythéisme originel. Là encore, l'apport de l'archéologie et des sources épigraphiques est essentiel, en permettant l'étude des pratiques populaires qui ont pu différer de celles des initiateurs de la « religion du Livre ». La confrontation des croyances et pratiques religieuses de l'Israël antique avec les textes provenant des régions voisines, en particulier ceux d'Ugarit, est essentielle pour éclairer cet univers religieux particulièrement original.

### Yahweh, le dieu national
La divinité tutélaire des royaumes d'Israël et de Juda est Yahweh (transcription conventionnelle du tétragramme YHWH des textes en alphabet hébreu), dont le nom est souvent attesté sous des formes abrégées (Yah, Yaw, Yahu, etc.). Il s'agit vraisemblablement d'un dieu dont le culte est originaire des régions situées au sud de Juda (Edom, voire le Sinaï), qui aurait été adopté par les Israélites pour en faire leur divinité majeure.
L'origine du nom de ce dieu est débattue, et ses aspects originels ne sont pas très clairs. Plusieurs Psaumes présentent différents traits de Yahweh et sa complexité, due en grande partie à un phénomène de syncrétisme qui l'a vu reprendre les aspects des grands dieux des panthéons des peuples ouest-sémitiques antiques, connus en particulier par la mythologie d'Ugarit. Comme le grand dieu El, il est une divinité patriarcale, qui préside une assemblée divine et a un aspect créateur. Il reprend également des aspects du Dieu de l'Orage Ba'al : il est appelé « dieu de la tempête », se voit attribuer des victoires sur des démons symbolisant le chaos (le Leviathan, Yam la mer). Plus largement il a une fonction guerrière (« Yahweh des armées »). Il revêt probablement les traits d'un dieu du désert du sud de Canaan vénéré par les nomades pour sa violence de ses tempêtes et semble assimilable au dieu égyptien Seth. Certains textes anciens lui donnent également un aspect céleste. La figure de Yahweh prend avec le temps un aspect totalisateur quand émerge le monothéisme, et ce dieu se voit en fin de compte attribuer les fonctions de toutes les divinités : il est le dieu créateur du monde et des hommes du début de la Genèse, le maître des Enfers, et reprend également les aspects des déesses de la fertilité (Anat et Ashera).
Suivant l'idéologie du Proche-Orient ancien, Yahweh est surtout la divinité des pays d'Israël et de Juda. Il est celui qui préside aux destinées du pays, choisit son roi, fait entendre ses volontés par différents moyens (surtout les prophètes). Cette idée a été poussée à un stade particulièrement élaboré avec le concept d'« Alliance » (bĕrît), engagement réciproque entre le dieu et son peuple, renouvelé à plusieurs reprises. Dans la Bible, il est érigé en principe explicatif de l'histoire des Israélites : quand l'Alliance est respectée, que les volontés de Yahweh sont suivies, ce peuple vit dans la paix ; si elle est bafouée (en particulier avec la vénération d'autres dieux), la colère de Yahweh s'abat sur son peuple qui subit des fléaux. L'Alliance est souvent présentée comme une sorte d'union matrimoniale, et son non-respect comme une infidélité ou même de la prostitution. Avec le temps ce principe s'est complexifié avec la mise au point d'un corpus de règles que devait respecter le peuple de Yahweh pour lui prouver sa fidélité, la « Loi » (tôrāh).
Durant la période des royaumes d'Israël et de Juda, Yahweh dispose de plusieurs lieux de culte importants, et il est d'ailleurs attesté sous la forme d'hypostases différentes associées à ces lieux de culte. Dans le royaume du Nord, il dispose notamment de sanctuaires importants à Dan, Silo, Samarie et surtout Béthel qui semble avoir eu un rôle central avant la constitution du sanctuaire du Mont Garizim vers la fin de la période perse. Au sud, son temple majeur est celui de Jérusalem, dont la première construction est attribuée à Salomon.

### L'émergence du monothéisme

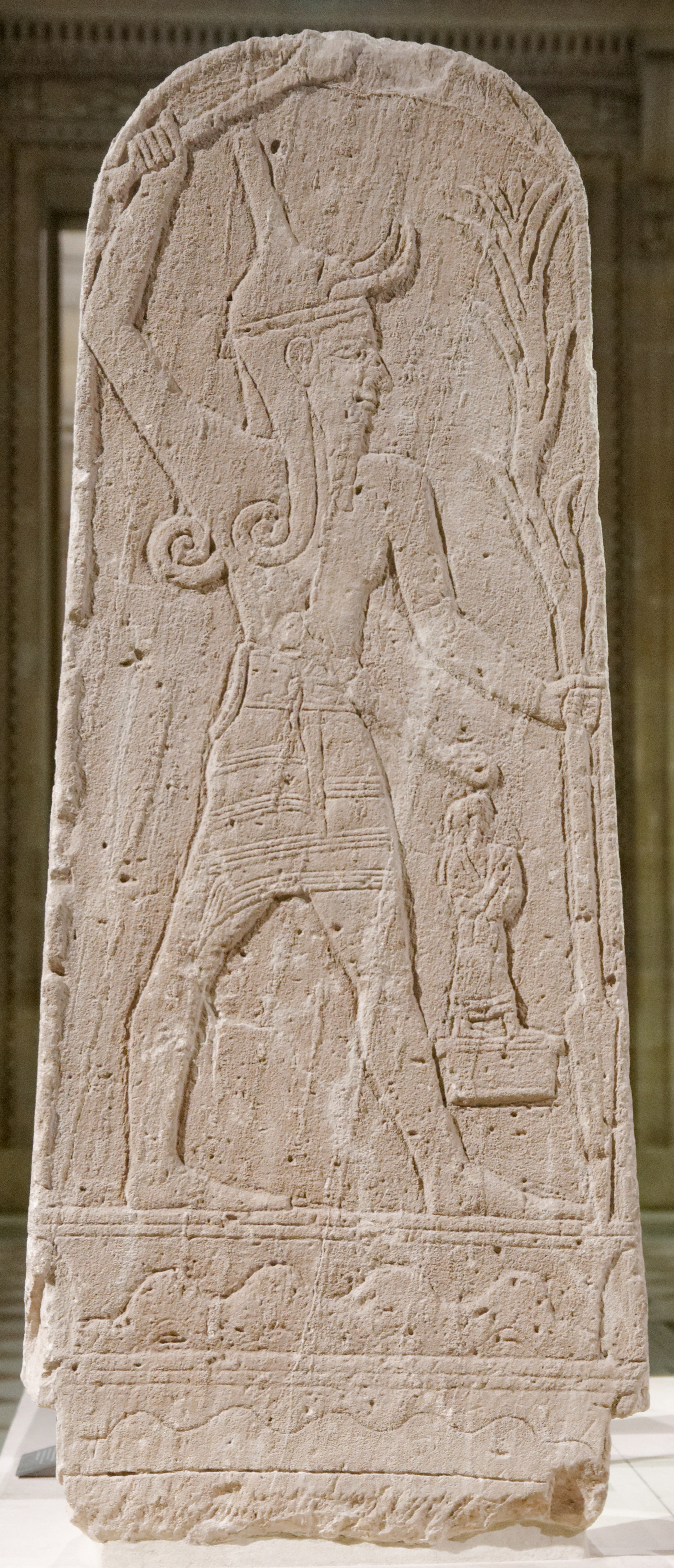
Stèle représentant le dieu Baal au foudre,, trouvée à Ras Shamra (Ugarit), Musée du Louvre.

La Torah présente le monothéisme reposant sur la croyance en Yahweh en tant que dieu unique comme la forme de la religion des Hébreux/Israélites de tout temps, et en particulier depuis l'Exode. Cette vision, longtemps acceptée par les historiens, n'est désormais plus suivie. Il y a de nombreuses indications dans la Bible sur le fait que la religion de l'Israël antique n'était pas monothéiste avant au moins la période de l'Exil. Selon la vision traditionnelle mise en avant par W. F. Albright, les Israélites vénéreraient uniquement leur dieu national Yahweh depuis la période de Moïse. Selon A. Lemaire, ils admettraient quand même l'existence d'autres dieux mais en ne leur rendant pas de culte : c'est une monolâtrie (le « yahwisme »). La vénération d'autres divinités comme Baal ou les astres à l'époque monarchique serait donc, en accord avec le texte biblique, une importation depuis l'étranger. Les recherches ont cependant de plus en plus tendance à remettre en avant la vieille idée qui veut que le monothéisme israélite émerge dans le courant de la première moitié du Ier millénaire av. J.-C. dans un contexte religieux polythéiste. Celui-ci est souvent caractérisé comme « cananéen », en raison de la présence dans la Bible de dieux et de pratiques religieuses qui montrent un ancrage dans la religion traditionnelle du Levant des âges du bronze et du fer, bien connue par l'exemple de la religion d'Ugarit. L'exégète Thomas Römer suggère même que les sociétés « proto-Israélites » du XIIIe siècle av. J.-C. ne vénèrent pas encore Yahweh, celui-ci n’apparaissant et ne progressant pour atteindre la place de dieu principal dans le panthéon israélite qu'au début de la royauté, c'est-à-dire au passage du Ier millénaire av. J.-C. La monolâtrie envers Yahweh n'émergerait alors qu'à partir du VIIIe siècle avec Amos et Osée et s'affirmerait dans les réformes d'Ézéchias et de Josias ainsi que par l'influence du Premier Isaïe et de Jérémie. C'est à ce moment-là que le culte de Yahweh serait épuré par l'élimination de ses aspects iconiques et « idolâtres » (rituels en lien avec des statues, stèles, arbres sacrés, serpents d'airain, etc.) et centralisé autour du seul Temple de Jérusalem, cette entreprise ayant un aspect politique manifeste. Mais les réformes de cette période ne sont pas durables, et le courant qui les porte mit du temps à triompher. Elle resterait surtout cantonnée au milieu des élites (religion du Temple ou religion du Livre) et les pratiques populaires resteraient longtemps marquées par la vénération de plusieurs divinités, progressivement combattue ou adaptée par les partisans du « Yahweh seul ». En tout état de cause, même pour la période post-exilique qui passe souvent pour marquer la fin de l'idolâtrie et de l'adoration d'images, les textes bibliques comme les trouvailles archéologiques indiquent que la diversité de pratiques et de croyances continue aussi bien à Juda que dans les communautés de la diaspora.

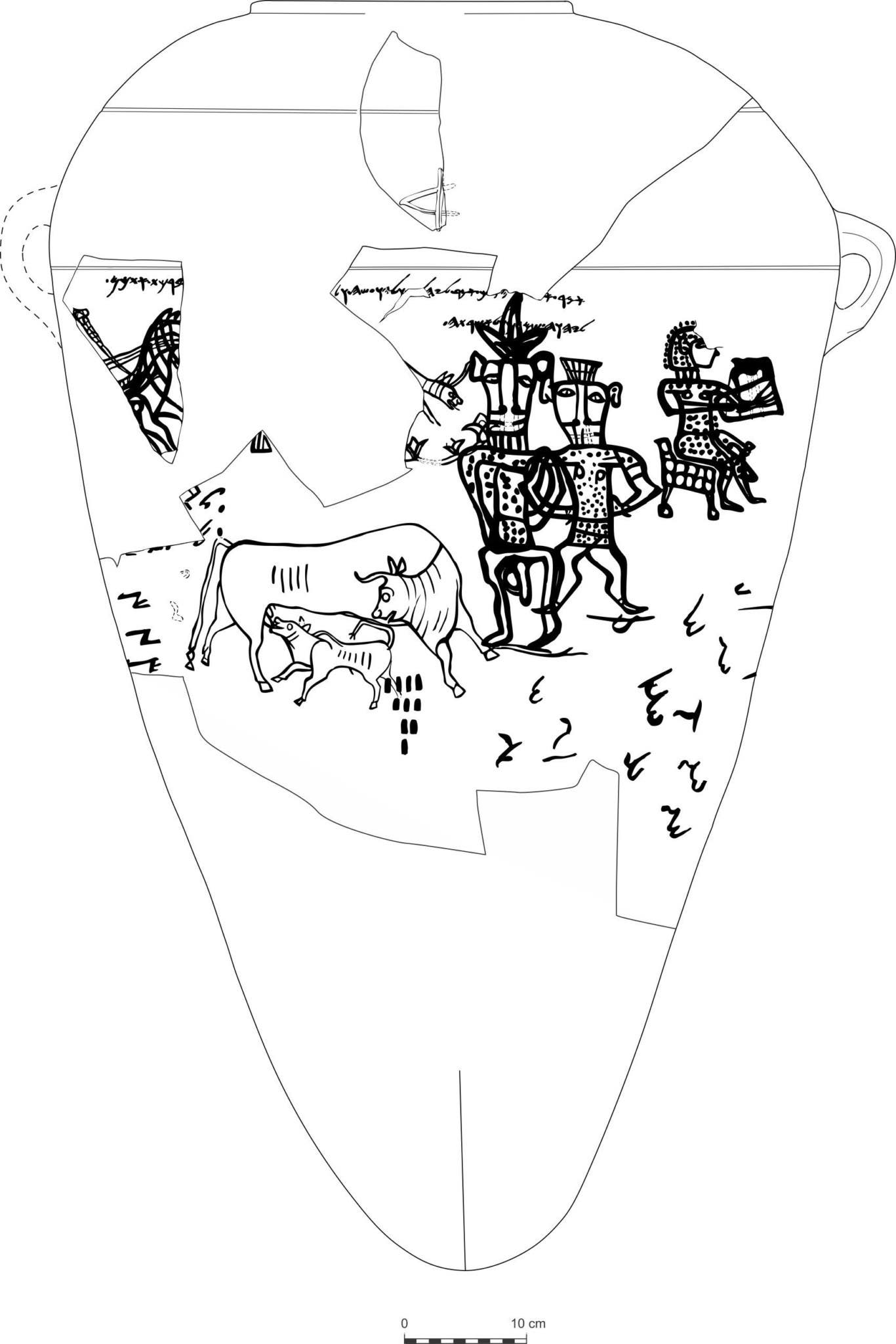
Peinture retrouvée sur une jarre de Kuntillet Ajrud représentant des bovins aux côtés de deux génies apparentés à Bès (mâle et femelle) et une déesse sur un trône, peut-être Ashera.

Les trouvailles archéologiques et épigraphiques réalisées sur les sites de l'Israël antique (en particulier celles de Kuntillet Ajrud) ainsi que les textes bibliques révèlent donc la présence de plusieurs dieux, vénérés aux côtés de Yahweh, que ce soit le résultat d'une influence étrangère ou l'héritage des traditions religieuses ancestrales du sud du Levant. Le cas le mieux connu est celui de Ba'al, dieu de l'Orage dont le culte aurait été importé de Phénicie (Tyr) par la reine Jézabel selon le Livre des Rois, mais qui est en fait à cette période la divinité majeure des régions levantines depuis de nombreux siècles et n'a sans doute pas attendu cette période pour s'implanter dans les hautes terres, même s'il est vrai qu'il semble plus populaire dans les régions côtières. De la même manière, le grand dieu El, conçu comme le père des dieux dans les panthéons syro-cananéens, est présent dans plusieurs passages de la Bible, même si de nombreuses occurrences du terme ʾēl font référence à Yahweh puisque ce mot signifie plus largement « dieu ». Le cas des déesses vénérées dans l'Israël antique a également fait couler beaucoup d'encre, en particulier celui de la déesse de la fertilité Ashera qui semble bien être considérée comme la parèdre de Yahweh, même s'il ne faut pas la confondre avec les ʾăšērîm, arbres sacrés liés au culte de Yahweh. La déesse Anat semble également attestée. Le Livre de Jérémie évoque la « Reine du Ciel » qui reçoit un culte à Jérusalem et dans tout Juda, qui est sans doute une épithète désignant une déesse ayant un aspect céleste (Ashera, Astarté ou Anat). Le culte des astres (planètes, étoiles, lune, soleil) semble avoir aussi été répandu. En plus des aspects syncrétiques qui tendent à fondre toutes les divinités en Yahweh, un autre élément compliquant la perception de la pluralité des figures et aspects divins est celui de l'existence de plusieurs hypostases d'une même divinité, reflétant ses divers aspects ou bien liées à un lieu de culte précis. Les anciens Israélites croyaient également en l'existence d'êtres surnaturels qui n'avaient pas vraiment le statut de divinité ou étaient des sortes de divinités inférieures, comme les Anges (mal'āk) servant de messagers de Dieu, ou encore des démons tels que Azazel ou Lilith, ; on trouve même sur les sites de l'Israël antique des représentations de la divinité secondaire égyptienne Bès.
Les diverses approches s'accordent en tout cas pour admettre que Yahweh est sans doute le dieu le plus vénéré des royaumes d'Israël et de Juda, qu'il a un ancrage populaire et n'est pas limité au cercle des élites, comme l'atteste la présence de son nom dans de nombreux noms de personnes trouvés sur des ostraca. Il y a également un relatif consensus autour du fait que le monothéisme stricto sensu n'est attesté avec quasi-certitude qu'à partir des écrits du Deutéro-Isaïe, datés de la seconde moitié du VIe siècle, et ne se serait donc affirmé que durant la période de l'Exil.
Les causes de l'affirmation du monothéisme ne sont pas évidentes à déceler. Les influences extérieures ont pu être proposées comme celle du monothéisme égyptien du temps d'Akhenaton, mais cela est très peu probable. L'hénothéisme mésopotamien, élevant les dieux nationaux (en particulier Assur et Marduk) pour en faire des dieux réunissant les caractéristiques de tous les autres dieux pourrait avoir influencé les théologiens israélites. La particularité des dieux nationaux et leur lien avec les destinées de leur peuple semble avoir été proche en particulier au sud du Levant, comme l'attestent les exemples des peuples voisins d'Israël et de Juda (le dieu Kemoch à Moab, Qôs à Edom, etc.). L'expérience propre du peuple judéen joue manifestement un rôle important, pour donner une nouvelle impulsion au yahwisme. La réforme religieuse de Josias, unificatrice et centralisatrice autour du seul Temple de Jérusalem pour le culte du seul Yahweh, est motivée par une volonté d'unification et de centralisation de Juda et d'Israël autour du roi. L'Exil à Babylone est en particulier une étape cruciale dans l'affirmation du monothéisme en créant une crise sans précédent chez les exilés. La défaite face à Babylone, alors que l'espoir avait été placé en Yahweh pour vaincre, a incité les théologiens à de nouvelles réflexions et aussi à mettre en avant la figure de Yahweh pour l'identification de la communauté des exilés et lui permettre de conserver son identité alors que le pouvoir monarchique s'est effondré et ne peut plus jouer ce rôle.

### Les lieux de culte

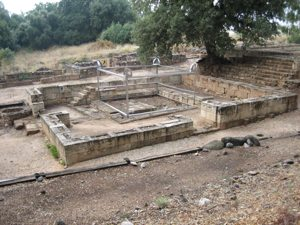
Une partie du « haut lieu » de Tel Dan.

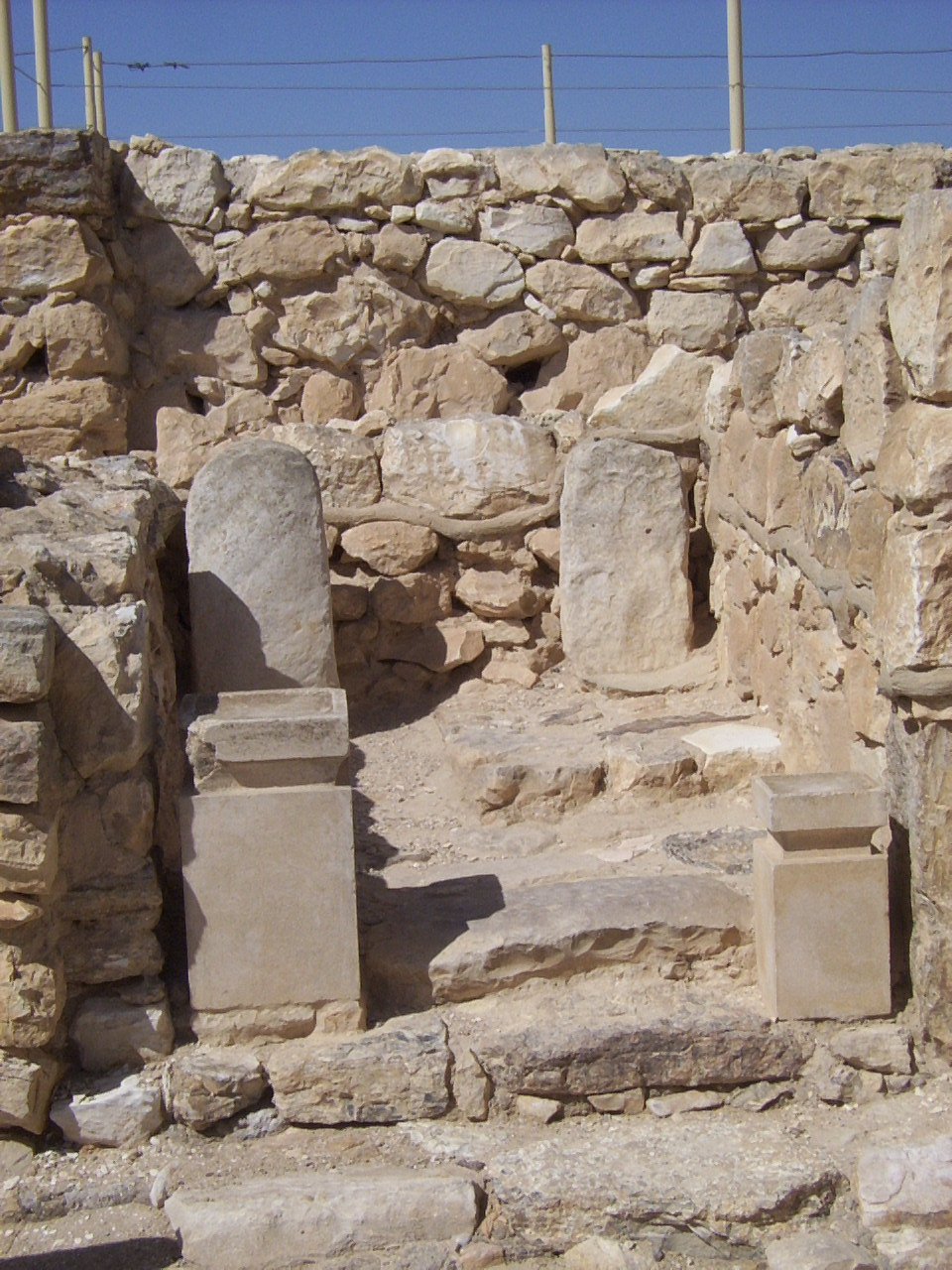
Pièce du temple de Tel Arad comportant deux autels à encens et deux stèles.

Les anciens Israélites disposaient de divers lieux de cultes dans lesquels avaient lieu des rituels destinés à Yahweh et aux autres divinités. Le type le plus courant semble être celui que les textes bibliques qualifient de « haut lieu » (sg. bāmāh, pl. bāmôt). Il s'agit d'une installation cultuelle très répandue, généralement à ciel ouvert (mais pas forcément tout le temps), sur des sites en hauteur. Les fouilles archéologiques ont permis la mise au jour de plusieurs de ces hauts lieux. Certains se présentent sous la forme d'une enceinte circulaire, parfois de plus petites structures rectangulaires. L'un des sanctuaires les mieux connus est celui de Tel Dan (IXe – VIIIe siècle), organisé autour d'une plate-forme servant d'autel. Il est entouré de plusieurs installations dont un bassin servant pour les lustrations et un espace pour presser l'huile utilisée pour le culte. Un autre type de site cultuel apparenté est constitué d'une simple pièce (liškāh). Une telle installation a été repérée au fort de Kuntillet Ajrud (c. 850-750), disposant à son entrée d'une petite salle avec des banquettes à but probablement cultuel.
Ces sites ont été repérés grâce au matériel de type cultuel qui y a été dégagé. De la céramique servant pour les sacrifices a été exhumée en grande quantité, ainsi que des figurines et des objets votifs, parfois inscrits. Y ont également été repérés des objets cultuels renvoyant à des objets mentionnés dans la Bible : des stèles (maṣṣēbôt), des autels sacrificiels (mizbēaḥ) fixes ou mobiles, notamment le modèle à quatre cornes ; les textes bibliques évoquent également l'ʾăšērāh, sorte de mât en bois ou arbre sacré. Les plus nombreux des espaces cultuels identifiés sur des sites de l'Israël antique sont donc modestes, consistant souvent en de simples pièces à caractère rituel dans des bâtiments privés ou publics, probablement utilisés pour des cultes familiaux ou communautaires, comme ceux pris en charge par les collèges cultuels (marzēaḥ) de chefs de familles.

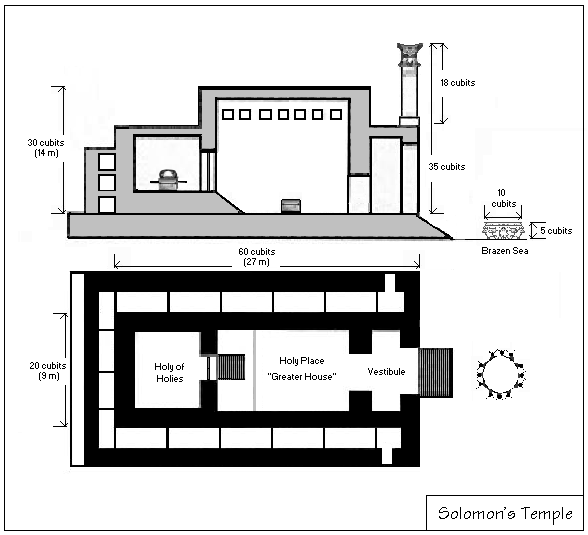
Plan et coupe du temple de Yahweh à Jérusalem selon la description biblique.

Des temples étaient également construits pour servir au culte des divinités majeures. Ils sont considérés comme une résidence de la divinité, et leur plan s'apparente donc à celui d'une habitation. Le plus connu par le texte biblique est le temple de Yahweh à Jérusalem, construit par Salomon. Sa localisation à l'emplacement de l'esplanade des Mosquées, lieu saint du judaïsme et de l'islam, rend actuellement toute perspective de fouilles impossible. Il faut donc se reposer sur la description biblique, qui comporte manifestement des exagérations (notamment sur les dimensions) en tant que texte de propagande, mais pourrait bien présenter une description relativement fiable. Le plan tripartite du temple correspond en tout cas à ce qui est connu pour d'autres temples du Proche-Orient antique qui ont été fouillés : une fois passée la porte d'entrée à piliers, se trouvait un vestibule (ʾûlām) servant de séparation entre l'espace public et l'espace sacré, puis la Demeure (hêkāl) où se déroulaient les rites, et enfin le « Saint des Saints » (dĕbîr) où reposait l'Arche de l'Alliance, sorte de coffre en bois couvert d'or qui aurait été construit à l'époque de l'Exode et symbolise la présence de Yahweh dans son temple, considéré comme sa résidence terrestre. Détruit et pillé lors de la prise de Jérusalem par les Babyloniens, le temple de Yahweh à Jérusalem est reconstruit à l'époque achéménide sous la direction de Zorobabel, descendant de la Maison de David.
D'autres temples ont dû exister à la période monarchique, mais le seul à avoir été fouillé est celui de Tel Arad (peut-être dédié à Yahweh). Son plan rappelle celui du temple de Jérusalem : de forme rectangulaire, il est organisé autour d'une grande cour dans laquelle se trouve un autel, bordée par des pièces qui sont peut-être des magasins pour le culte ; cette cour conduit à une pièce barlongue disposant d'une petite niche au fond servant sans doute de « Saint des Saints » ; des autels à cornes et des stèles caractéristiques des lieux de culte de l'Israël antique ont été mis au jour dans l'édifice. Depuis l'époque de Josias, la tendance parmi les groupes rédigeant le texte biblique est de centraliser le culte autour de ce seul temple de Yahweh, en détruisant les autres lieux de culte, en particulier les hauts lieux. Cette politique est progressivement couronnée de succès à Juda, mais comme cela a été mentionné plus haut, elle se heurte à la résistance des Samaritains à l'hégémonie du Temple de Jérusalem.

### Pratiques cultuelles et autres rituels

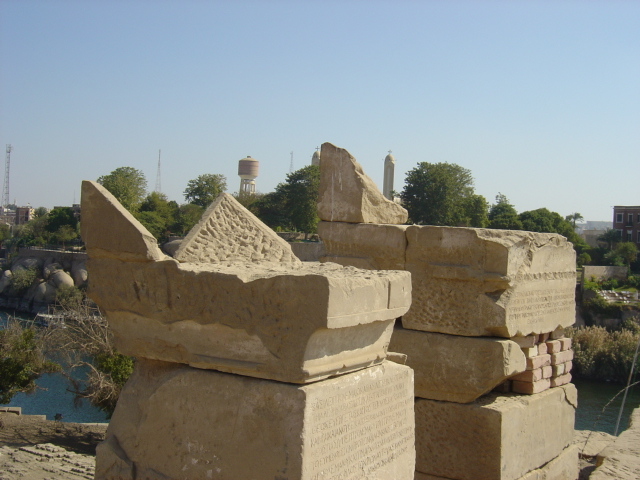
Autel pour holocauste à Éléphantine.

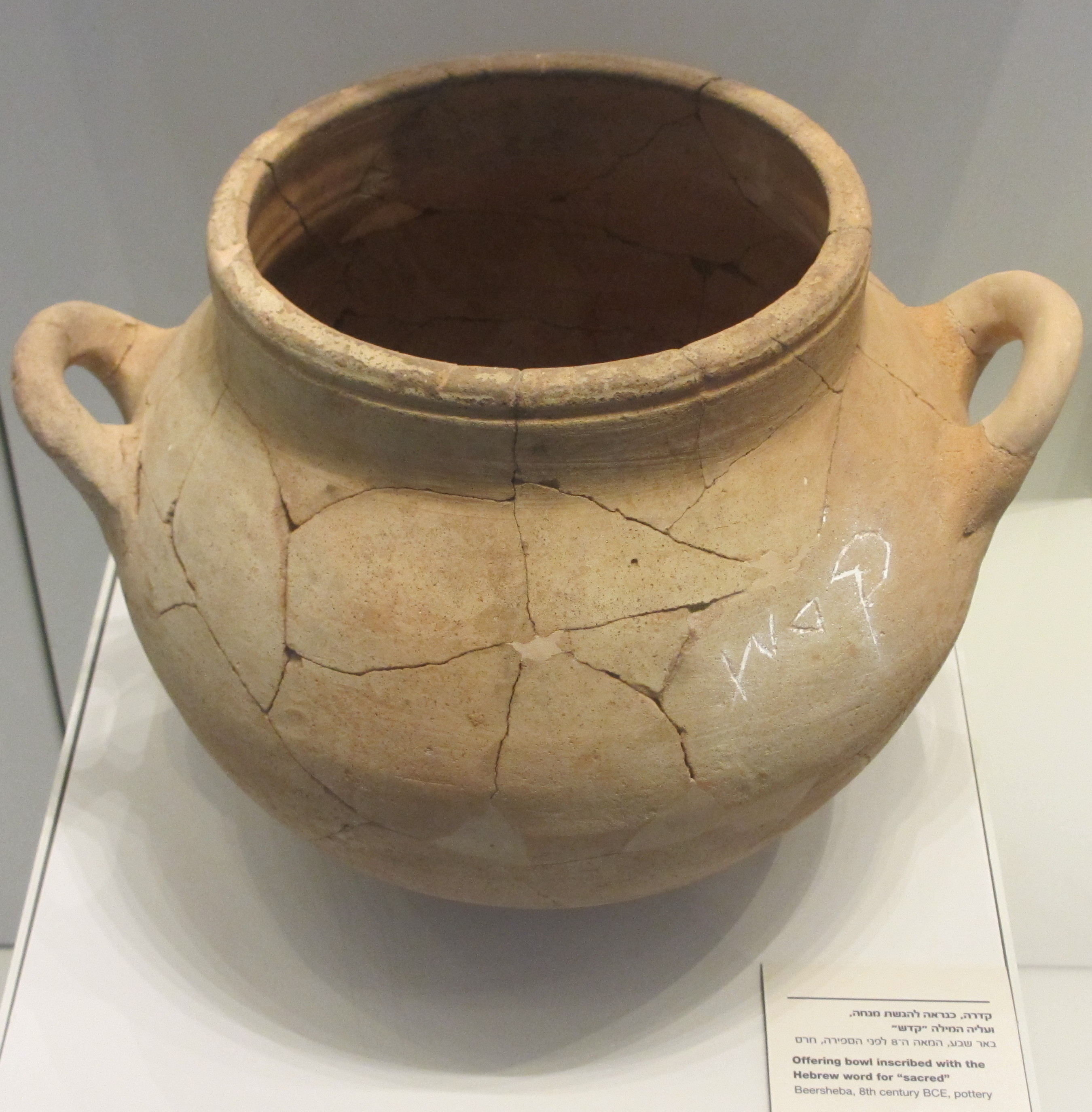
Récipient pour les offrandes portant le mot QDŠ (« sacré »). Tel Beer Sheva, (Musée d'Israël, Jérusalem).

Différents rituels participant au culte des dieux (avant tout Yahweh) sont rapportés par divers passages de la Bible, même si leur déroulement n'est que rarement explicité. L'acte rituel le plus important est le sacrifice (zābaḥ) ou offrande (minḥâ), qui est un don destiné au dieu. Plusieurs types de sacrifices sont attestés. L'holocauste (ʿolāh) consiste en un sacrifice au cours duquel l'offrande est un animal qui est brûlé en entier après avoir été égorgé et démembré. Les autres types de sacrifices d'animaux voient leur immolation mais pas leur crémation complète, seule leur graisse étant réservée au dieu, le reste étant redistribué au cours d'un repas impliquant les acteurs du rituel. Les autres types d'offrandes sont des oblations de farine mélangée avec de l'huile puis brûlée sous l'autel, ainsi que des libations de vin et aussi de l'encens. D'après le rituel perpétuel (quotidien) du Temple de Jérusalem tel qu'il est décrit par les textes de l'époque post-exilique, chaque jour Yahweh reçoit un holocauste au lever du jour et au crépuscule, ainsi que des libations et des oblations. D'autres types de sacrifices pouvaient avoir lieu selon des circonstances précises, pas toujours bien comprises car les textes bibliques ne sont pas clairs : on trouve ainsi des mentions de sacrifices de clôture et de communion, qui peuvent être publics ou privés, et visent peut-être à s'attirer les faveurs de Dieu ; les sacrifices de réparation servent à se faire pardonner un méfait, et d'autres offrandes ont un but de purification,.
La liturgie sacrificielle comprend la récitation d'hymnes, lamentations et autres chants attestés notamment dans le Livre des Psaumes. Plus largement, la vénération d'une divinité par un individu passe par des gestes comme la prosternation, et des prières, qui accompagnent les sacrifices individuels visant à obtenir une faveur de la part du dieu, pour en renforcer l'efficacité. Les Psaumes présentent plusieurs prières individuelles visant à demander au dieu la guérison d'un mal quelconque (maladie, calomnie, etc.) ; certaines prières sont de type pénitentiel.
Le calendrier liturgique des anciens Israélites est marqué par plusieurs jours sacrés qui étaient en principe chômés et voient l'exécution de rituels spécifiques. Les plus réguliers sont le sabbat, tous les sept jours, et la néoménie qui a lieu à chaque nouvelle lune. Les grandes fêtes annuelles sont particulièrement importantes. Elles sont ancrées dans l'héritage agricole et pastoral de la société israélite mais ont reçu à la période post-exilique un sens supplémentaire, de commémoration d'un événement remarquable. La Pâque (pesah), qui a lieu au printemps, est à l'origine une fête de pasteurs qui sacrifient un jeune animal (chevreau ou agneau) pour commémorer le retour de la postérité ; par la suite elle devient la commémoration de la sortie d’Égypte. Elle a été confondue avec une autre fête printanière majeure, la fête des Azymes, qui avait plutôt un ancrage paysan puisqu'elle était marquée par des offrandes de pain. Au début de l'été à la fin de la moisson avait lieu la fête des Semaines (šābūʿôt, ou « Pentecôte », parce qu'elle avait lieu cinquante jours après la Pâque), qui est aussi devenue la commémoration du renouvellement de l'Alliance avec Dieu. La grande fête de l’automne est la fête des Tentes (sukkôt, ou « huttes »), célébrant la récolte puis aussi le retour de l'Exode. La Pâque, les Semaines et les Tentes sont devenues les trois grandes fêtes de « pèlerinage » (ḥag) de la tradition juive. D'autre part, la Bible prescrit des années sabbatiques, censées être chômées, tous les sept ans, ainsi que des années jubilaires tous les cinquante ans suivant le même principe, dont on suppose qu'elles n'ont jamais été appliquées tellement elles semblent contraignantes.

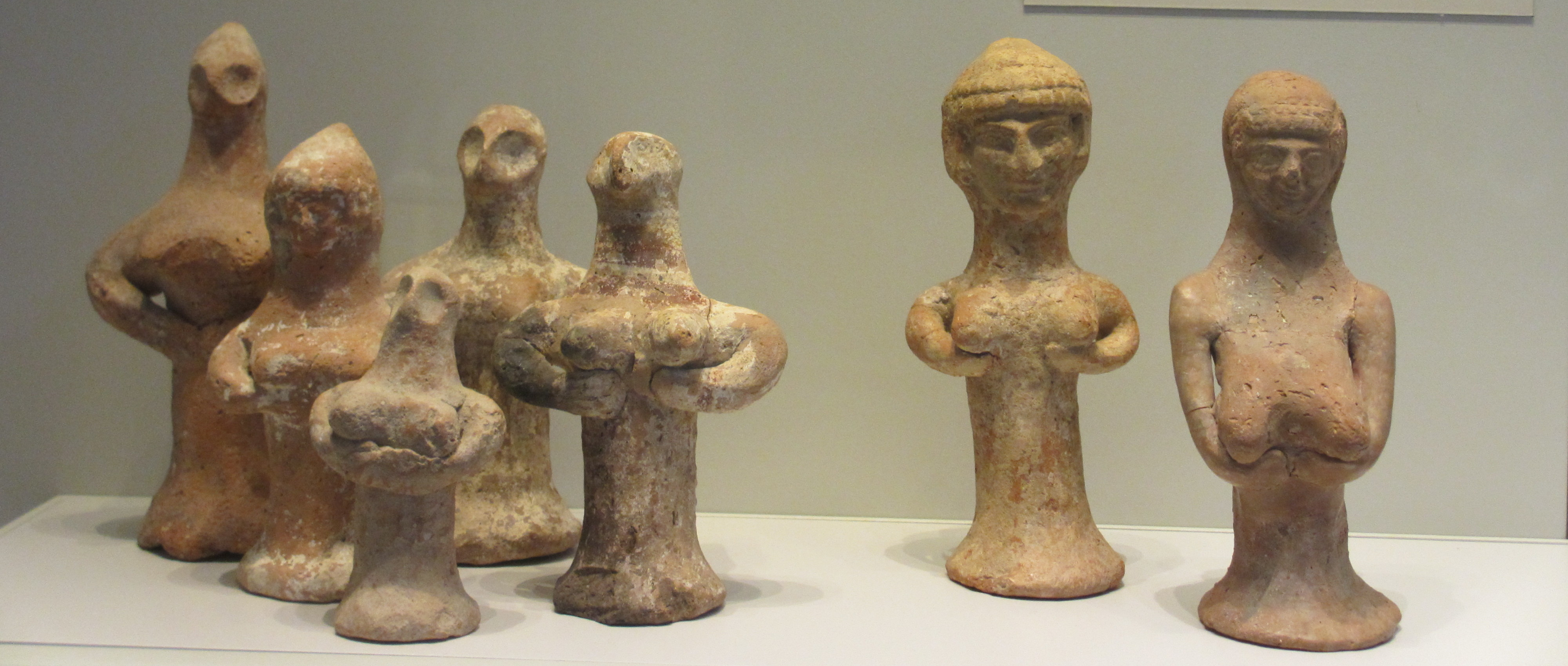
« Figurines piliers » judéennes, (Musée d'Israël, Jérusalem).

Plusieurs rituels proscrits et dénigrés dans la Bible présentent des parallèles avec ceux des autres religions ouest-sémitiques, qui font penser qu'ils ont un ancrage populaire fort. C'est ainsi le cas du culte voué à des statues de bovins, manifestement liées au dieu Baal dont l'animal-symbole est le taureau, symbole de fertilité, et qui a un parallèle dans le taureau en bronze retrouvé dans un « haut lieu » fouillé près de Dothan. Les rituels de fertilité avec probablement un aspect sexuel prononcé, qui doivent notamment être liés à la déesse Ashera, tombent également sous le coup de la proscription biblique mais sont sans doute répandus. La question de savoir s'ils sont l'occasion d'une « prostitution sacrée » est très débattue. Les centaines de « figurines piliers » qui se retrouvent dans un contexte domestique aussi bien à Israël qu'à Juda, dont les mains soutiennent des seins très prononcés, sont couramment reliées par les chercheurs au culte d'Ashera, même s'il n'y a pas d'indice clair qu'elles représentent une divinité ; elle renverraient à la fertilité ou à l'allaitement des enfants. D'autres rituels décrits dans la Bible impliquent des serpents de bronze présents dans des lieux de culte où ils sont censés permettre la guérison des morsures de serpents. Les actes rituels courants utilisent d'autres objets cultuels proscrits par le texte biblique : les stèles et les arbres sacrés. Parmi les rituels sacrificiels, les habitants de l'Israël antique semblent avoir pratiqué le sacrifice d'enfants en bas âge, évoqué dans la Bible qui le situe au lieu de Tophet dans la vallée de la Géhenne et dit qu'il est destiné à un dieu nommé Moloch, ce qui semble accréditer l'idée d'un lien avec le sacrifice molk des Phéniciens et Carthaginois. Enfin, un autre ensemble de rituels est lié au culte des ancêtres (voir plus bas).
Plusieurs pratiques de divination sont également connues dans l'Israël antique, en plus du prophétisme. Les prêtres de Yahweh recourent à une forme de divination par tirage au sort avec des objets appelés ʿûrîm et tummîm, dont la nature exacte n'est pas déterminée, qui a disparu à la période post-exilique sans forcément avoir été frappée d'opprobre. L'oniromancie (interprétation des rêves) est répandue et apparaît dans plusieurs récits bibliques. En revanche l'astrologie (interprétation des mouvements des astres dans le ciel) et la nécromancie (communication avec des esprits de défunts) ont été rejetées par le courant yahwiste. Parmi les autres rituels qui pourraient avoir été liés à une forme de divination, la Bible évoque l'usage d'objets appelés tĕrāpîm, qui pourraient aussi avoir servi à des rituels de guérison voire à d'autres usages.

### Les prêtres
Les lieux de culte disposaient d'un personnel spécialisé dans la prise en charge du culte, et plus largement des relations entre la divinité et les hommes. Les textes bibliques les désignent sous le terme de « prêtres » (kōhēn, pl. kōhănîm). Ils s'intéressent surtout au temple de Jérusalem et présentent son organisation : il est dirigé par un Grand Prêtre (kōhēn hārʾōš ou kōhēn hāggādôl) chargé de l'administration du temple, qui est un haut dignitaire soumis au roi à l'époque monarchique, et tend à devenir la principale personnalité de la communauté judéenne à la période post-exilique après la fin de la monarchie. Celui-ci dispose d'assistants, et dirige un ensemble de prêtres subalternes chargés de l'exécution des rituels courants. Les charges sacerdotales se transmettent de façon héréditaire, au sein d'une même lignée ayant des ascendants prestigieux selon les textes de la période post-exilique. Ils sont censés remonter à Aaron (frère de Moïse), tandis que les Grands Prêtres sont les descendants de Sadoq, qui occupait cette charge sous Salomon au moment de la construction du temple de Jérusalem. Les prêtres se reconnaissent par leur habit (ʾēfôd) et leur pectoral où sont conservés les instruments oraculaires (ʿûrîm et tummîm). Le groupe sacerdotal comprend également les Lévites (lĕwīyîm), appartenant à la tribu de Lévi, qui auraient été établis dans les différents sanctuaires du royaume de Juda avant la réforme de Josias qui les rapatrie à Jérusalem où ils exercent les tâches subalternes avant de prendre de plus en plus d'importance dans l'exercice du culte. Tout ce personnel clérical doit suivre les règles prescrites dans différents passages juridiques de la Torah, relatives notamment à leur pureté et à leur apparence ; en principe, seuls les membres des lignages sacerdotaux respectant un ensemble de critères peuvent devenir effectivement des prêtres. On ne connaît pas de cas de femmes prêtres dans l'Israël antique comme il s'en trouve à Ugarit ; le Livre de l'Exode en mentionne seulement certaines qui ont un rôle indéterminé et ne peuvent franchir la porte du sanctuaire, sans doute pour des raisons d'impureté. Pour son fonctionnement matériel, le temple de Jérusalem dispose également d'esclaves, d'oblats (nĕtīnîm), de différents travailleurs spécialisés (potiers, chantres organisés dans des sortes de guildes). Pour leur entretien, les prêtres disposent d'un droit à percevoir une partie des productions de certains domaines (une « dîme »), ainsi qu'une partie des offrandes.

### Les prophètes

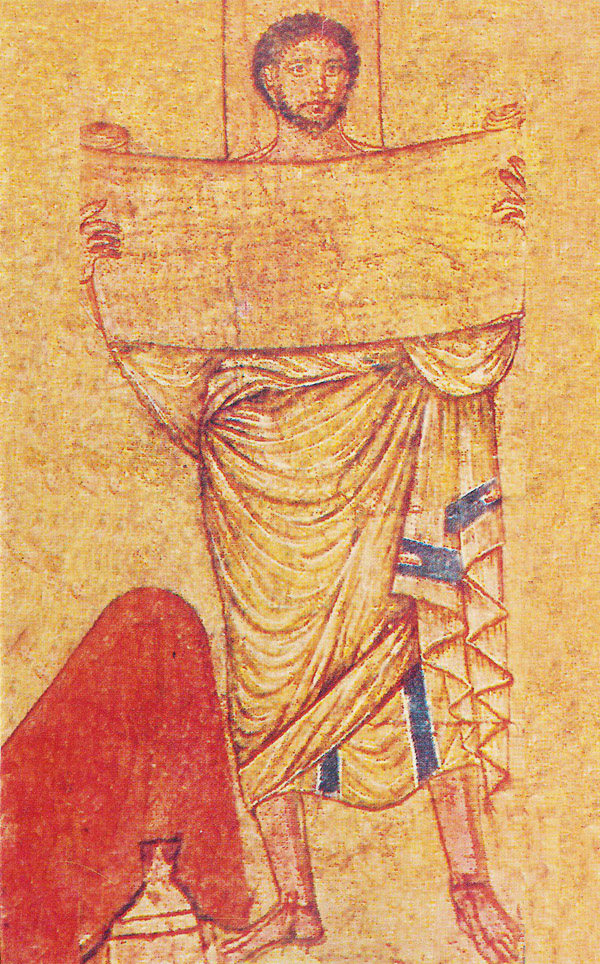
Le prophète Jérémie tenant le rouleau de la Loi, à côté de l'Arche de l'Alliance, fresque de la synagogue de Doura Europos (250-256 ap. J.-C.).

Le prophétisme a revêtu une grande importance religieuse et politique dans les pays d'Israël et de Juda, et il est bien connu en particulier via les livres prophétiques. De nombreux prophètes (nābîʾ), la quasi-totalité étant des hommes, sont mentionnés dans les textes bibliques et sont sans doute à l'origine des textes prophétiques (même s'ils ne les ont pas forcément rédigés eux-mêmes) : Amos et Osée dans la première moitié du VIIIe siècle, le Premier Isaïe (« Proto-Isaïe ») un peu après, Jérémie et Ézéchiel à la fin de la monarchie de Juda et au début de l'Exil, Daniel durant la période de l'Exil, le Deuxième Isaïe (« Deutéro-Isaïe ») entre la fin de l'Exil et le début de la période post-exilique, etc. Le prophétisme est courant dans le Proche-Orient ancien, où il est attesté par les archives de Mari et d'Assyrie. Le dieu s'exprime à travers un humain (homme ou femme) pour transmettre un message destiné en général au roi, mais aussi plus largement au peuple du royaume ; dans certains cas le roi sollicite le prophète pour recevoir un message divin. Le contexte d'exercice de cette fonction n'est pas clair dans la Bible : on trouve des prophètes isolés ou en groupe, à la cour royale ou dans des temples (comme c'est le plus courant dans les autres régions du Proche-Orient antique). Les prophètes mis en scène dans les récits bibliques sont des messagers de Yahweh, mais il est dit qu'ils ont des concurrents liés à Baal dans le royaume d'Israël. En plus de leur rôle divinatoire, on leur attribue des capacités miraculeuses dues à leur lien privilégié avec Yahweh : le Livre des Rois rapporte des cas de guérisons de malades, de résurrection de morts, de multiplication de pains et d'huile, de pluies après une sécheresse, etc.,
Les messages rapportés par les prophètes de Yahweh de l'époque monarchique ont deux motivations majeures à destination du roi : faire en sorte qu'il vénère seulement Yahweh, et qu'il prenne soin du peuple, en particulier des plus démunis (la veuve et l'orphelin). Ces personnages peuvent être des conseillers au service du roi et soutenant ses projets, ou bien des opposants parfois farouches. Ils sont souvent très critiques sur la façon de vivre de la population. Les prophètes ont sans doute un ancrage social plus important que les prêtres du temple qui font partie du cercle des élites. Le rôle des prophètes dans l'élaboration du yahwisme et du monothéisme n'est pas clair : on a souvent cherché à y voir de simples intermédiaires transmettant les volontés des milieux des élites yahwistes de la cour et du Temple, mais il se pourrait qu'ils aient joué un rôle important dans l'élaboration et la diffusion du monothéisme.

### Croyances et pratiques funéraires
Les textes bibliques évoquent à plusieurs reprises les croyances sur la mort des anciens Israélites. Les vivants étaient vus comme étant animés par une force vitale (nĕšāmâ ou rûaḥ) venant de Dieu et retournant à lui après la mort. Le défunt rejoint alors la demeure des morts, un monde souterrain désigné couramment par le terme Sheol. Sur le modèle du « Pays sans retour » des anciens Mésopotamiens, il s'agit d'un pays lugubre, sans lumière, dans lequel les morts mènent une existence triste, sans plaisirs, où Dieu est absent et ne peut entendre les prières des morts. Certains textes personnifient le Sheol et la Mort (māwet/mōt), en les présentant comme des sortes de monstres dévorant les défunts. Il est possible qu'ils soient parfois perçus comme des divinités avant les réformes yahwistes, notamment la Mort qui est un dieu bien connu par la mythologie d'Ugarit (Môt). Les textes bibliques évoquent des catégories particulières de défunts comme les rĕpāʾîm qui pourraient être des ancêtres royaux divinisés car c'est ce qu'ils sont à Ugarit,.

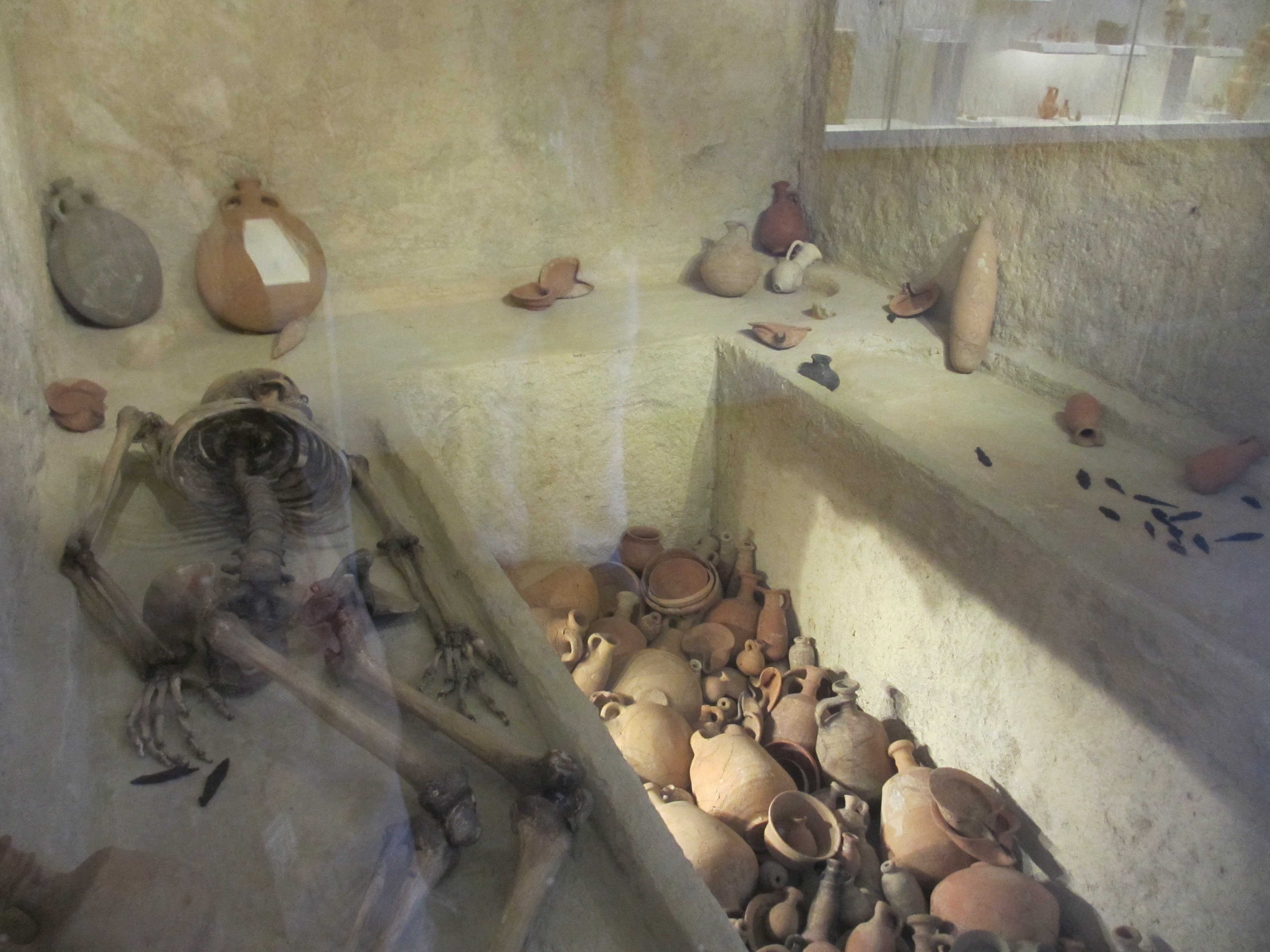
Reconstitution de la chambre funéraire d'une tombe de Ketef Hinnom, (Musée d'Israël, Jérusalem).

Des rituels funéraires sont connus par les textes bibliques. Après la mort d'une personne, les membres de sa famille pratiquent un deuil de plusieurs jours marqué par des lamentations, des pleurs, l'arrêt des soins corporels, mais les comportements excessifs comme les lacérations sont prohibés. Les tombes attestées dans le sud du Levant durant l'âge du fer sont de différents types. Il peut s'agir de simples tombes à fosse, de tombes à ciste (avec une structure en pierre ou briques), de grandes jarres enterrées (le plus souvent pour des enfants), et des tombes collectives creusées dans la roche (moins souvent aménagées dans des grottes), caractéristiques des hautes terres. Les tombes collectives sont généralement organisées autour d'un espace rectangulaire menant à plusieurs chambres funéraires, dans lesquelles sont aménagées des niches ou des banquettes où sont posés les cadavres. L'essor de ce type de tombes à Juda durant la fin de l'époque monarchique semble lié à la volonté d'affirmer symboliquement le poids de la famille élargie (bet ab), même si celle-ci est parfois menacée par les évolutions sociales. La complexification de l'agencement de ces tombes et la plus grande richesse de leur matériel funéraire aux VIIIe – VIIe siècles av. J.-C. illustrent l'ascension d'une élite, en lien avec la montée en puissance de l'État. De telles tombes ont par exemple été découvertes à Jérusalem dans le quartier de Mamilla, sur le site du Ketef Hinnom et au nord de la porte de Damas. Des puits aménagés dans les tombes servent à rassembler les ossements lors d'inhumations secondaires. D'autres types de tombes, moins courants, semblent refléter des influences extérieures : les cercueils en pierre en forme de baignoire semblent d'inspiration assyrienne, et les cas de crémation paraissent influencés par les pratiques funéraires des Phéniciens.
L'existence d'un culte des ancêtres est discutée. Le culte officiel yahwiste prohibe de telles pratiques, mais cela semble en accord avec la solidarité de clan qui existe dans l'Israël antique et les habitudes des peuples voisins du Levant. Les collèges cultuels (marzeaḥ) évoqués dans plusieurs passages bibliques renvoient à des institutions similaires d'Ugarit qui ont pour fonction de faire des banquets funéraires dédiés aux défunts, et pourraient avoir le même rôle en Israël. Il s'agirait alors de repas communautaires associant vivants et morts, pour éviter que les seconds ne viennent tourmenter les premiers. La nécromancie est également pratiquée pour assurer une forme de contact entre les vivants et les morts, mais elle est prohibée par les textes bibliques,.

## Lettres et littérature

### Langues, écritures et alphabétisation

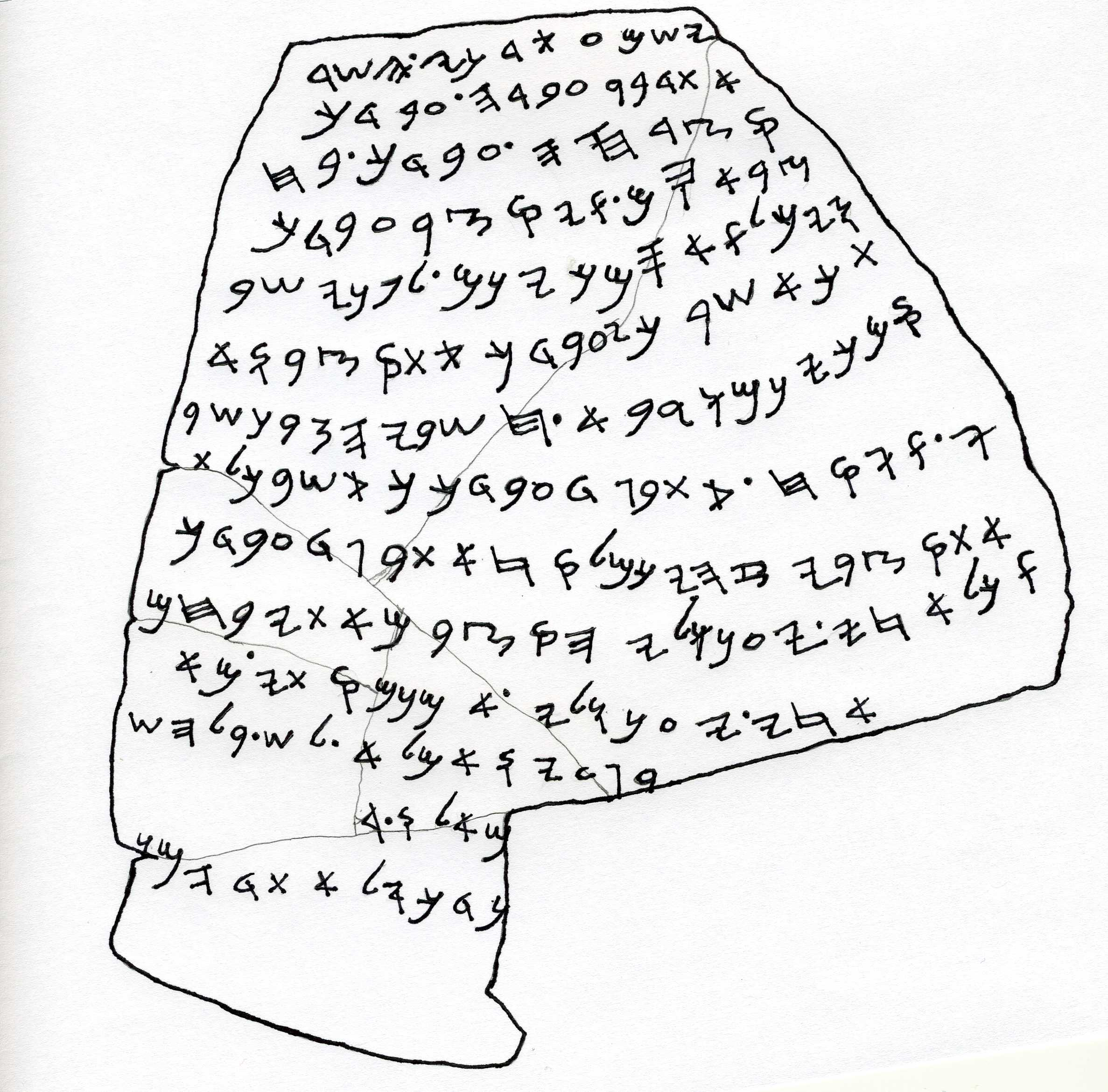
Copie de l'ostracon de Mesad Hashavyahu (Juda), lettre de la fin du en hébreu ancien.

Une écriture propre aux Israélites se développe vers le Xe siècle à partir de l'alphabet phénicien (ostracon de Khirbet Qeiyafa). Cet alphabet est qualifié de « paléo-hébraïque ». C'est un alphabet consonantique (abjad), comprenant vingt-deux lettres de forme cursive. Cette langue note une forme ancienne de l'hébreu, langue sémitique du groupe nord-ouest, proche du phénicien et de l'araméen. Les inscriptions antiques indiquent qu'elle comprenait des variantes dialectales, en particulier entre le Nord (Israël) et le Sud (Juda). C'est l'idiome de Juda qui triomphe dans les textes bibliques. À partir de la période assyrienne, l'araméen devient progressivement la langue administrative des empires dominant le Moyen-Orient (sous la forme dite « araméen d'empire »), qui s'appuient sur le fait qu'il est la langue la plus parlée dans leurs territoires. À l'époque achéménide, l'hébreu est supplanté par l'araméen dans les communautés de Palestine et de la diaspora, et l'usage de l'alphabet araméen se répand parallèlement, entraînant la disparition de l'alphabet paléo-hébraïque vers le Ve siècle. L'araméen est en fait divisé en plusieurs variantes dialectales, un araméen de Judée au Sud et un araméen galiléen et samaritain au Nord. Il est même utilisé dans des textes bibliques à partir du début du IVe siècle (Livre d'Esdras, dont des passages sont écrits en araméen d'empire). La langue hébraïque est cependant préservée dans les cercles religieux, notamment ceux de Samarie qui conservent l'écriture paléo-hébraïque, tandis qu'à Juda triomphe au début de l'ère chrétienne l'« hébreu carré », évolution de l'alphabet araméen qui est à l'origine de l'alphabet hébreu.
L'écriture est de plus en plus utilisée au fil du temps, comme l'illustrent les attestations de plus en plus nombreuses de documentation écrite à partir du VIIe siècle, notamment sur des sceaux et des ostraca, les supports périssables comme le papyrus ou le parchemin ayant disparu sauf exceptions. Cela accompagne le développement de l'administration, qui est le premier usager de l'écriture pour son propre fonctionnement, et la plupart des documents écrits connus pour la période monarchique sont issus de la bureaucratie des royaumes d'Israël et de Juda. Les progrès de l'« alphabétisation » à Juda ont fait l'objet de débats. Pour les partisans d'un « courant deutéronomiste » fort à cette période, la capacité des scribes de la cour à rédiger des textes élaborés et variés (historiographiques, législatifs, oraculaires, etc.) reflèterait un progrès significatif de l'usage de l'écriture. Mais les textes de la pratique de la période sont pour la plupart courts et fonctionnels (textes administratifs, lettres courtes, scellements), ce qui ne plaiderait pas vraiment en faveur d'un essor notable. L'existence d'écoles est également débattue car il n'y en a pas d'exemple assuré. On sait au moins que les jeunes scribes devaient recevoir un enseignement de leurs aînés, mais ses modalités sont inconnues.

### Exemples de la littérature biblique
En l'état actuel des choses, les textes de la Bible hébraïque sont les seuls « textes littéraires » qui peuvent être attribués à des écrivains de l'Israël antique. Et encore, comme il a été vu plus haut, leur rédaction, remaniement et compilation s'étalent sur près d'un millénaire. Il est cependant probable que ces textes reposent sur d'autres textes existant dans l'Antiquité, en particulier historiographiques, et les points communs entre la littérature biblique et les textes littéraires et religieux d'Ugarit illustrent l'existence d'un fonds littéraire « cananéen » auquel les deux appartiennent et qui devait comprendre une vaste littérature disparue depuis. Cela ne doit pas masquer l'aspect novateur des textes bibliques, en particulier du projet de l'« histoire deutéronomiste » et de l'écriture et la mise en forme de la Torah. L'ensemble des textes compilés dans la Bible hébraïque présente un profil littéraire très diversifié : des passages narratifs (historiographie, mythologie, fables et contes), des textes s'apparentant à des documents juridiques (lois, traités) et épistolaires, des textes poétiques (hymnes, prières, élégies, proverbes, etc.), d'autres s'inspirant de discours oraux, des oracles, etc. En fait aucun livre biblique ne présente d'unité de genre et le mélange est la règle, faisant de certaines de ces parties de véritables prouesses littéraires passant d'un style à l'autre. Du fait du processus de sélection qui a présidé à leur compilation en un seul livre, ils ont quasiment tous un arrière-plan théologique s'intéressant aux relations entre Yahweh et le peuple d'Israël. On prendra ici quelques exemples de cette littérature biblique, présentant sa diversité, ses particularités et ses influences.
Plusieurs passages de la Bible sont des textes de type historiographique, en particulier dans les livres des Rois, attribuables en grande partie au courant deutéronomiste, et les Chroniques, qui semblent plus tardives. Les deux Livres des Rois reposent en partie sur des textes historiographiques qu'ils citent à quelques reprises, comme des annales des rois de Juda et d'Israël et des actes de Salomon, et peut-être des inscriptions royales. Mais ils reposent comme les autres textes bibliques sur la volonté d'éclairer les relations entre Yahweh et son peuple, et présentent une vision de l'histoire d'Israël et de Juda marquée par des règnes de rois bons et d'autres qui sont mauvais, jugés en fonction de leur attitude vis-à-vis du culte de Yahweh (et dans une moindre mesure, le peuple) et non pas de leurs victoires militaires ou de leur capacité à assurer la prospérité au pays. Le respect de l'Alliance entre Dieu et son peuple est central, ainsi que la centralisation du culte à Jérusalem et la lutte contre l'idolâtrie. Les malheurs frappant le peuple de Yahweh sont expliqués par la mauvaise attitude de rois qui déplaisent à Yahweh, annoncés par des prophéties, puis détaillés comme le témoignage de la colère divine en cas de non-respect de l'Alliance. Ces textes reflètent avant tout le point de vue de gens de Juda, et la vision du royaume d'Israël y est sombre. Du point de vue littéraire, ils alternent les passages secs s'apparentant à des chroniques et annales, et d'autres où les intrigues sont plus développées, avec des oracles et discours. Ils s'inspirent sans doute de chroniques babyloniennes qui présentent une même « philosophie de l'histoire » guidée par l'attitude des rois envers le culte de certains grands dieux.
Certains livres bibliques sont fortement marqués par un style hymnique et poétique : le Livre des Psaumes (tĕhillîm, « Louanges ») et le Livre des Lamentations (qînôt). Mais on trouve des textes qui peuvent être qualifiés d'hymnes ou de poèmes dans plusieurs autres livres bibliques, comme le Livre de l'Exode, le Livre de Job ou les Prophètes. Il s'agit en général de discours adressés à Dieu. Ils ont été rédigés sur une période longue, mais présentent souvent des traits volontairement archaïsants. Ils renvoient à des textes similaires attestés à Ugarit, recourant aux mêmes procédés stylistiques, en particulier le parallélisme ou le langage figuré, mais très rarement la rime. Ces textes sont très divers. Les Psaumes contiennent des louanges adressées à Yahweh, vantant sa grandeur, et également des supplications personnelles ou collectives adressées au Dieu dans le but d'obtenir la fin d'un malheur (maladie, famine, épidémie, exil, etc.) ; mais d'autres sont des hymnes royaux, des hymnes de pèlerinage, des sortes de profession de foi, ou sont des textes de sagesses ou historiques. Il est généralement admis qu'ils étaient utilisés dans la liturgie (actions de grâce, entrées dans un sanctuaire, couronnements royaux, fêtes, etc.), mais en fait leur utilisation n'est pas claire. Les Lamentations sont des élégies se désolant sur la destruction de Jérusalem et ses suites.
Un autre genre littéraire caractéristique des textes bibliques et de la littérature du Proche-Orient et de l'Égypte antiques est celui des « sagesses ». Là encore, ils sont à l'honneur dans certains livres qu'ils dominent (Livre des Proverbes, Livre de Job, et l’Ecclésiaste qui est daté de la période hellénistique ou après), mais se trouvent dans d'autres parties. La sagesse qu'ils présentent est dominée par le principe d'une justice rétributive : on reçoit comme on donne. Elle illustre aussi un pendant individualiste à la responsabilité collective impliquée par l'Alliance. Il convient d'être juste, de vénérer et de craindre Dieu. Le sage fait montre de prudence, de modération, de maîtrise de soi, s'appuie sur son expérience et une recherche d'un bonheur simple, réfléchit surtout à partir des préoccupations quotidiennes. Sa sagesse s'exprime par le langage, de façon privilégiée sous la forme du proverbe (mĕšal, pl. mĕšalîm) court, des sortes de dictons ou d'adages, ainsi que des énigmes, qui sont pléthores dans le Livre des Proverbes. Il s'agit d'un art littéraire à proprement parler, fait de phrases brèves, de jeux de mots, d’allitérations, d'assonances. Elles énoncent des règles à suivre pour le bien de la société et dans le respect de Dieu. Cette forme de sagesses, peu différente de celle qui est courante dans les régions voisines (certains passages des Proverbes étant même inspirés de l’Enseignement d'Aménémopé), est confrontée par le Livre de Job, texte dont l'interprétation n'est pas toujours aisée, qui est couramment reconnu comme un chef-d’œuvre de la littérature sapientiale antique. Du point de vue littéraire, il allie remarquablement les passages poétiques, les discours, les hymnes, avec une certaine inventivité, le long d'un récit présentant une tension pour savoir quel sera le destin de son personnage principal, homme pieux confronté à des malheurs voulus par Dieu qui le met à l'épreuve. Le Livre de Job confronte le principe de justice rétributive à la réalité qui le désavoue souvent, en voyant le succès des mauvais et le désarroi des justes, ce qu'avaient déjà présenté certains textes sapientiaux mésopotamiens (en particulier le « Poème du juste souffrant »), sans aboutir à des réponses aussi élaborées. L'épilogue du Livre de Job voit son héros rétabli par Dieu après son épreuve au cours de laquelle il a gardé foi en Dieu, montrant que celui-ci n'est pas hostile aux justes, mais que sa volonté est parfois impénétrable.
La littérature biblique présente des types de textes plus originaux, les oracles ou prophéties. Ils sont couramment divisés en deux catégories : des oracles de jugement, réquisitoires expliquant que le peuple d'Israël va se voir infliger un châtiment par Dieu pour ne pas avoir respecté l'Alliance, et comment ce châtiment va se dérouler ; des oracles de salut, qui expliquent que Dieu va venir en aide à son peuple et le libérer ou le faire prospérer. Là encore le thème de l'Alliance est central, suivant la philosophie de l'histoire biblique, mais les prophètes abordent aussi des thèmes « sociaux » (défense des pauvres contre l'opulence et l'arrogance des riches). Des oracles se trouvent dans l’Exode et surtout les Livres des Rois, sous des formes brèves, comme on en trouve dans d'autres textes du Proche-Orient ancien (des lettres citant des oracles de prophètes). L'originalité des textes bibliques vient des livres prophétiques à proprement parler, ceux que l'on qualifie de « Seconds prophètes », divisés entre grands et petits prophètes (ces adjectifs faisant référence à la longueur des livres). À partir de la première moitié du VIIIe siècle (avec Amos et Osée) émerge en effet l'habitude de développer les textes d'oracles des prophètes et d'en faire les sujets centraux de livres : c'est le phénomène des « prophètes écrivains », même s'il est probable que dans bien des cas la rédaction des prophéties est due à des disciples reprenant les prophéties de leur maître. Si certains de ces oracles, sous une forme de prose, semblent bien coller à des sermons prononcés par des prophètes, ils font souvent l'objet d'une reformulation ou d'une composition originale (notamment aux périodes tardives), sous une forme poétique et hymnique. Ils sont alors très développés, recourent à des procédés stylistiques divers, devenant dans plusieurs cas des pièces littéraires remarquables au langage très évocateur, en particulier avec l'essor des descriptions de « visions » prophétiques comme celles de Nahoum sur la destruction Ninive ou celles de Zacharie (et plus tard celles du Livre de Daniel et du Livre de l'Apocalypse). Les livres prophétiques comprennent également des développements biographiques présentant la vie des prophètes,.

#### Outils de travail
- Dictionnaire encyclopédique de la Bible, Turnhout, Brepols, 2002, 1373 p. (ISBN 2-503-51310-7)
- (en) Niels P. Lemche, Historical Dictionary of Ancient Israel, Lanham, Toronto et Oxford, The Scarecrow Press, coll. « Historical Dictionaries of Ancient Civilizations and Historical Eras », 2004, 187 p. (ISBN 0-8108-4649-7)
- (en) Eric M. Meyers (dir.), Oxford Encyclopaedia of Archaeology in the Near East, 5 vol., Oxford et New York, Oxford University Press, 1997, 489 p. (ISBN 0-19-506512-3)
- Avraham Negev, Shimon Gibson et Jean-Jacques Glassner (dir.) (trad. de l'anglais), Dictionnaire archéologique de la Bible, Paris, Hazan, 2006, 617 p. (ISBN 2-85025-907-1)
- (en) Jack M. Sasson (dir.), Civilizations of the Ancient Near East, New York, Scribner, 1995, 2966 p. (ISBN 0-684-19279-9)
- (en) Karel van der Toorn, Bob Becking et Pieter W. van der Horst (dir.), Dictionary of Deities and Demons in the Bible, Leyde, Boston et Cologne, Brill, 1999, 960 p. (ISBN 90-04-11119-0)

#### Études générales
- Israel Finkelstein et Neil Asher Silberman (trad. de l'anglais par Patrice Ghirardi), La Bible dévoilée : Les nouvelles révélations de l'archéologie, Paris, Bayard, 2002, 554 p. (ISBN 2-07-042939-3)
- Paul Garelli et André Lemaire, Le Proche-Orient Asiatique : tome 2 : Les empires mésopotamiens, Israël, Paris, Presses universitaires de France, coll. « La Nouvelle Clio », 2001, 354 p. (ISBN 2-13-052022-7)
- (en) Lester L. Grabbe, Ancient Israel : What Do We Know and How Do We Know It?, Londres et New York, T&T Clark, 2007, 306 p. (ISBN 978-0-567-03254-6, lire en ligne)
- (en) William G. Dever, What Did the Biblical Writers Know and When Did They Know It ? : What Archaeology Can Tell Us About the Reality of Ancient Israel, Grand Rapids, Eerdmans Pub., 2002, 327 p. (ISBN 978-0-8028-2126-3, lire en ligne)
- (it) Mario Liverani, Oltre la Bibbia : Storia antica di Israele, Bari, Laterza, 2003, 510 p. (ISBN 88-420-7060-2) (traduction : Mario Liverani (trad. de l'italien par Viviane Dutaut), La Bible et l'invention de l'histoire : histoire ancienne d'Israël, Montrouge, Bayard, 2008, 615 p. (ISBN 978-2-227-47478-9))
- (en) Brian S. Schmidt (dir.), Israel Finkelstein et Amihai Mazar, The Quest for the Historical Israel : Debating Archaeology and the History of Early Israel, Leyde et Boston, Society of Biblical Literature, coll. « Archaeology and Biblical Studies », 2007, 220 p. (ISBN 978-1-58983-277-0, lire en ligne)
- Simon Claude Mimouni, Le Judaïsme ancien du VIe siècle avant notre ère au IIIe siècle de notre ère : Des prêtres aux rabbins, Paris, Presses universitaires de France, coll. « La Nouvelle Clio », 2012, 960 p. (ISBN 978-2-13-056396-9)
- (en) Susan Niditch (dir.), The Wiley Blackwell Companion to Ancient Israel, Malden, Oxford et Chichester, Wiley Blackwell, 2016, 552 p. (ISBN 978-0-470-65677-8, lire en ligne)
- André Lemaire, Histoire du peuple hébreu, Presses universitaires de France, coll. « Que-sais-je ? », 2018, 10e éd. (ISBN 9782130803928)
- (en) Omer Sergi, « The Kingdoms of Israel and Judah », dans Karen Radner, Nadine Moeller et Daniel T. Potts (dir.), The Oxford History of the Ancient Near East, Volume IV: The Age of Assyria, New York, Oxford University Press, 2023, p. 1115-1205

#### Autres études
- Aux origines de la Bible, Paris, Bayard, 2007 (ISBN 978-2-227-47720-9 et 2-227-47720-2)
- Enquête sur le Dieu unique, Paris, Bayard, 2010, 208 p. (ISBN 978-2-227-48128-2)
- Robert Alter et Frank Kermode (dir.) (trad. Pierre-Emmanuel Dauzat), Encyclopédie littéraire de la Bible : nouvelles lectures, nouvelles interprétations, Paris, Bayard, 2003, 826 p. (ISBN 2-227-47114-X)
- (en) William G. Dever, Did God Have a Wife? : Archaeology and Folk religion in Ancient Israel, Grand Rapids et Cambridge, Wm. B. Eerdmans Publishing Co., 2005, 344 p. (ISBN 0-8028-2852-3)
- (en) Tikva Frymer-Kenski, « Israel », dans Raymond Westbrook (dir.), A History of Ancient Near Eastern Law, vol. 2, Leyde, Brill, coll. « Handbuch der Orientalistik », 2003 (ISBN 90-04-13585-5), p. 975-1046
- (en) Lester L. Grabbe (dir.), Israel in transition : From Late Bronze II to Iron IIa (c. 1250-850 B.C.E.), New-York et Londres, T&T Clark, 2008 et 2010 (2 vol.)
- (en) Lester L. Grabbe (dir.), The Land of Canaan in the Late Bronze Age, Londres et New York, Bloomsbury T&T Clark, 2016
- (en) Baruch Halpern et André Lemaire (dir.), The Books of Kings : Sources, Composition, Historiography and Reception, Leyde, Brill, coll. « Supplements to Vetus Testamentum », 2010, 710 p. (ISBN 978-90-04-17729-1, lire en ligne)
- (en) Oded Lipschits et Joseph Blenkinsopp (dir.), Judah and the Judeans in the Neo-Babylonian period, Winona Lake, Eisenbrauns, 2003, 612 p. (ISBN 978-1-57506-073-6, lire en ligne)
- (en) Oded Lipschits et Manfred Oeming (dir.), Judah and the Judeans in the Persian period, Winona Lake, Eisenbrauns, 2006, 721 p. (ISBN 978-1-57506-104-7, lire en ligne)
- Gregorio del Olmo Lete, « La religion cananéenne des Anciens Hébreux », dans Gregorio del Olmo Lete (dir.), Mythologie et religion des Sémites occidentaux : II: Émar, Ougarit, Israël, Phénicie, Aram, Arabie, Louvain, Peeters, coll. « Orientalia Lovaniensia Analecta », 2008 (ISBN 978-90-429-1897-9), p. 165-264
- Thomas Römer, Dieu obscur : Cruauté, sexe et violence dans l'Ancien Testament, Genève, Labor et Fides, 2009, 147 p. (ISBN 978-2-8309-1367-5, lire en ligne)
- Thomas Römer, Jean-Daniel Macchi et Christophe Nihan (dir.), Introduction à l'Ancien Testament, Genève, Labor et Fides, 2009, 902 p. (ISBN 978-2-8309-1368-2, lire en ligne)
- Thomas Römer, L'Invention de Dieu, Paris, Points, 2017, 337 p. (ISBN 978-2-7578-6819-5)
- Thomas Römer, L'Ancien Testament, Paris, Presses universitaires de France, coll. « Que-sais-je ? » (no 4160), 2019, 128 p. (ISBN 978-2-13-081467-2)
- Catherine Salles, L'Ancien Testament, Paris, Belin, coll. « Sujets », 1993 (ISBN 978-2-7011-1500-9)
- (en) Ann E. Killebrew, « Israel During the Iron Age II Period », dans Ann E. Killebrew et Margreet Steiner (dir.), The Oxford Handbook of the Archaeology of the Levant: c. 8000-332 BCE, Oxford, Oxford University Press, 2013, p. 730-742
- (en) James W. Hardin, « Judah During the Iron Age II Period », dans Ann E. Killebrew et Margreet Steiner (dir.), The Oxford Handbook of the Archaeology of the Levant: c. 8000-332 BCE, Oxford, Oxford University Press, 2013, p. 743-756